# Giardino di Boboli
Il Giardino di Boboli è un parco storico della città di Firenze. Nato come giardino granducale di Palazzo Pitti, è connesso anche al Forte di Belvedere, avamposto militare per la sicurezza del sovrano e la sua famiglia. Il giardino, che accoglie ogni anno oltre 800.000 visitatori, è uno dei più importanti esempi di giardino all'italiana al mondo ed è un vero e proprio museo all'aperto, per l'impostazione architettonico-paesaggistica e per la collezione di sculture, che vanno dalle antichità romane al XX secolo. Il giardino di Boboli è uno dei più famosi giardini della penisola.
I giardini furono costruiti tra il XVI e il XIX secolo, dai Medici, poi dagli Asburgo-Lorena e dai Savoia, e occupano un'area di circa 45.000 m². 
Alla prima impostazione di stile tardo-rinascimentale, visibile nel nucleo più vicino al palazzo, si aggiunsero negli anni nuove porzioni con differenti impostazioni: lungo l'asse parallelo al palazzo nacquero l'asse prospettico del viottolone, dal quale si dipanano vialetti ricoperti di ghiaia che portano a laghetti, fontane, ninfei, tempietti e grotte. Notevole è l'importanza che nel giardino assumono le statue e gli edifici, come la settecentesca Kaffeehaus (raro esempio di gusto rococò in Toscana), che permette di godere del panorama sulla città, o la limonaia, ancora nell'originario color verde Lorena.
Il giardino ha quattro ingressi fruibili dal pubblico (dal cortile dell'Ammannati di Palazzo Pitti, dal Forte di Belvedere, da via Romana, detto l'ingresso di Annalena, e dal piazzale di Porta Romana), oltre all'uscita attraverso piazza Pitti.

## Storia

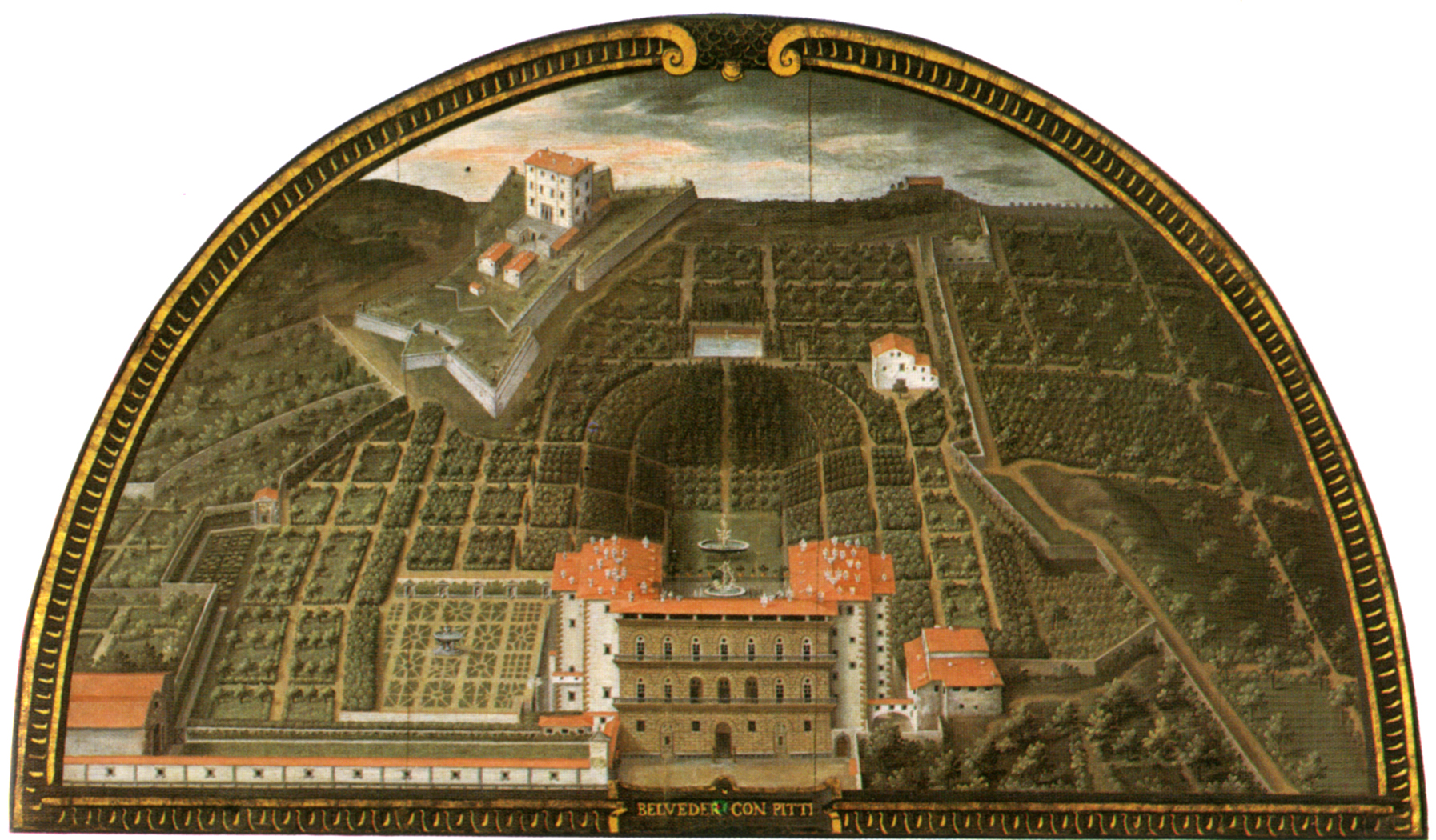
Veduta di Palazzo Pitti e Boboli nella lunetta di Giusto Utens del 1599 (Museo di Firenze com'era, Firenze).

Risalgono al 1341 i primi acquisti di proprietà in Oltrarno da parte di Cione di Bonaccorso Pitti.
L'origine del nome "Boboli" nasce forse da una contrazione popolaresca del cognome della famiglia Borgolo o Borgoli, che aveva possedimenti in questo territorio del popolo di Santa Felicita in Oltrarno, e che a sua volta prendeva probabilmente il nome dal "borgo", ovvero quel nucleo di case che si dipanava lungo la direttrice del Ponte Vecchio, prima che la zona fosse inclusa nelle mura.
Questi terreni dunque pervennero nelle mani di Luca Pitti nel 1418, quarant'anni prima di iniziare la costruzione del palazzo che dalla sua famiglia prese il nome. Con il passaggio della proprietà ai Medici nel 1549, per l'acquisto del palazzo e degli annessi da parte di Eleonora di Toledo, moglie di Cosimo I de' Medici, iniziarono l'abbellimento e gli ampliamenti, che coinvolsero anche il giardino. L'architetto dello spazio verde fu inizialmente Niccolò Tribolo, che dieci anni prima aveva già superbamente lavorato ai giardini della Villa medicea di Castello.
Il Tribolo lasciò un progetto al quale si attribuisce quasi certamente l'anfiteatro ricavato dallo sbancamento della collina, con il primo asse prospettico nord-ovest/sud-est, naturale estensione del cortile dell'Ammannati, tra il palazzo e il futuro Forte di Belvedere. La pietraforte usata per costruire palazzo Pitti veniva infatti prelevata proprio da questa conca, che è quindi artificiale. Il Tribolo morì di lì a poco nel 1550, quindi la direzione dei lavori passò a Bartolomeo Ammannati e in seguito a Bernardo Buontalenti. Una visione del giardino alla fine del Cinquecento si trova in una delle lunette delle ville medicee della serie di Giusto Utens (1599 circa), già alla villa di Artimino ed oggi conservate nella villa della Petraia.
Durante il governo di Cosimo II (1609-1621) il giardino subì il più importante ingrandimento, quasi triplicando la sua estensione ad opera di Giulio Parigi e del figlio Alfonso, ideatori del secondo asse verso Porta Romana (il cosiddetto Viottolone). Il giardino venne aperto al pubblico per la prima volta, sebbene con le dovute limitazioni, durante il regno di Pietro Leopoldo di Lorena. Nel giugno del 2013 diviene Patrimonio dell'umanità dell'UNESCO.

## Descrizione

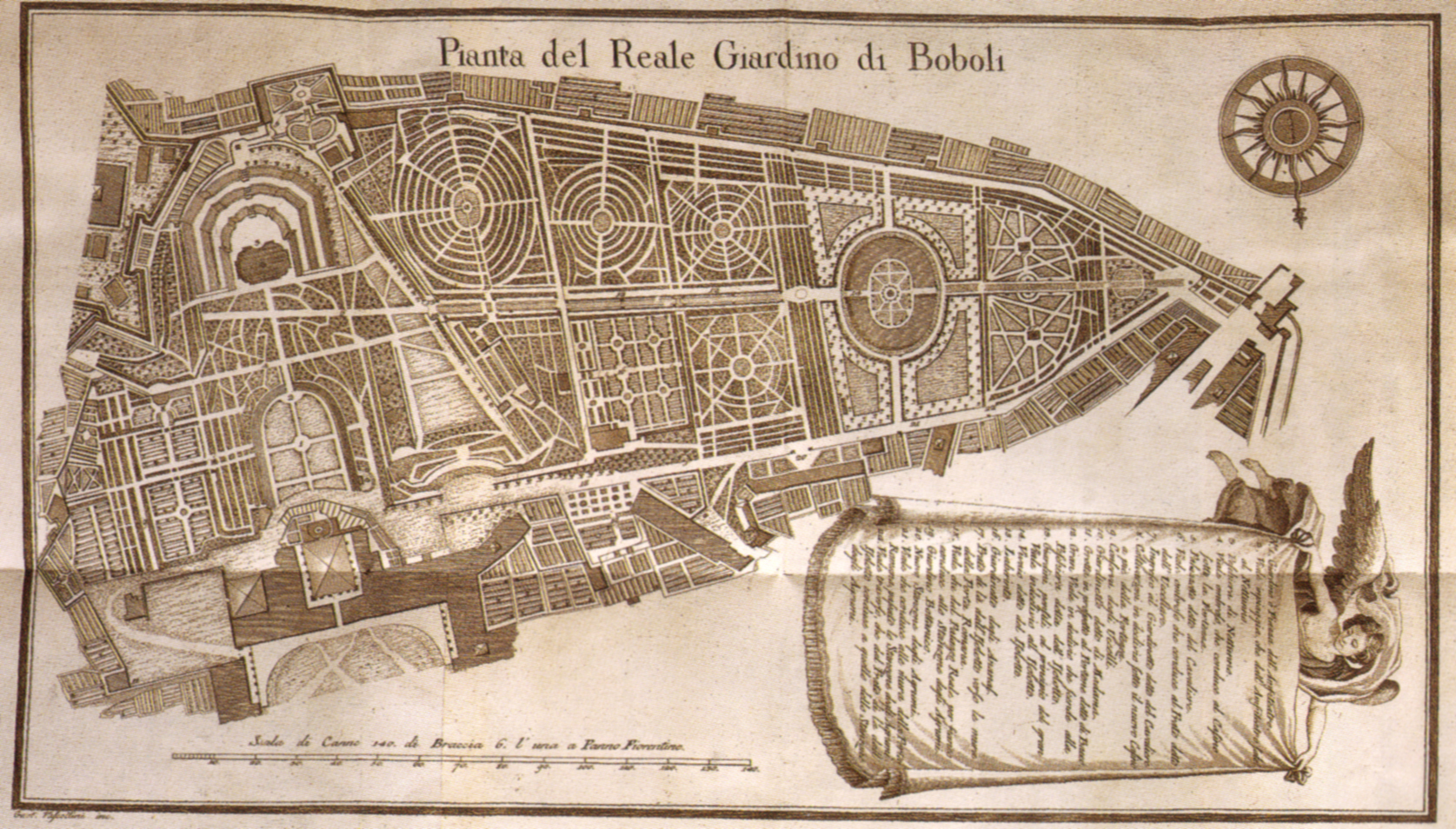
Planimetria antica (fine XVIII secolo, inizio XIX).

I giardini hanno nel complesso una configurazione vagamente a triangolo allungato, con forti pendenze e due assi quasi perpendicolari che si incrociano vicino alla Fontana del Nettuno che si staglia sul panorama. A partire dai percorsi centrali degli assi poi si sviluppano una serie di terrazze, viali e vialetti, vedute prospettiche con statue, sentieri, radure, giardini recintati, costruzioni e rosai antichi, in un'inesauribile fonte di ambienti curiosi e scenografici.
Qui troviamo anche la fontana dei Mostaccini la cui sequenza di cascatelle costituisce una testimonianza seicentesca degli antichi abbeveratoi per gli uccelli da richiamo, utilizzati nella pratica dell'uccellagione. Sono presenti anche una serie di antichi acquedotti sotterranei che alimentavano l'intero complesso.
Una parte del giardino è dedicata alla collezione delle Camelie, iniziata nel Seicento e che oggi, grazie all'opera dei giardinieri, è stato in parte recuperato dopo un periodo di declino. Tra il 2000 e il 2005 il Tepidario della Botanica superiore è stato al centro di una serie di interventi di restauro e pulizia degli ambienti esterni e interni per rendere l’edificio nuovamente funzionale. Alcuni di questi interventi sono stati realizzati anche grazie ai fondi del Gioco del Lotto, in base a quanto regolato dalla legge 662/96.

### Primo asse

#### Anfiteatro

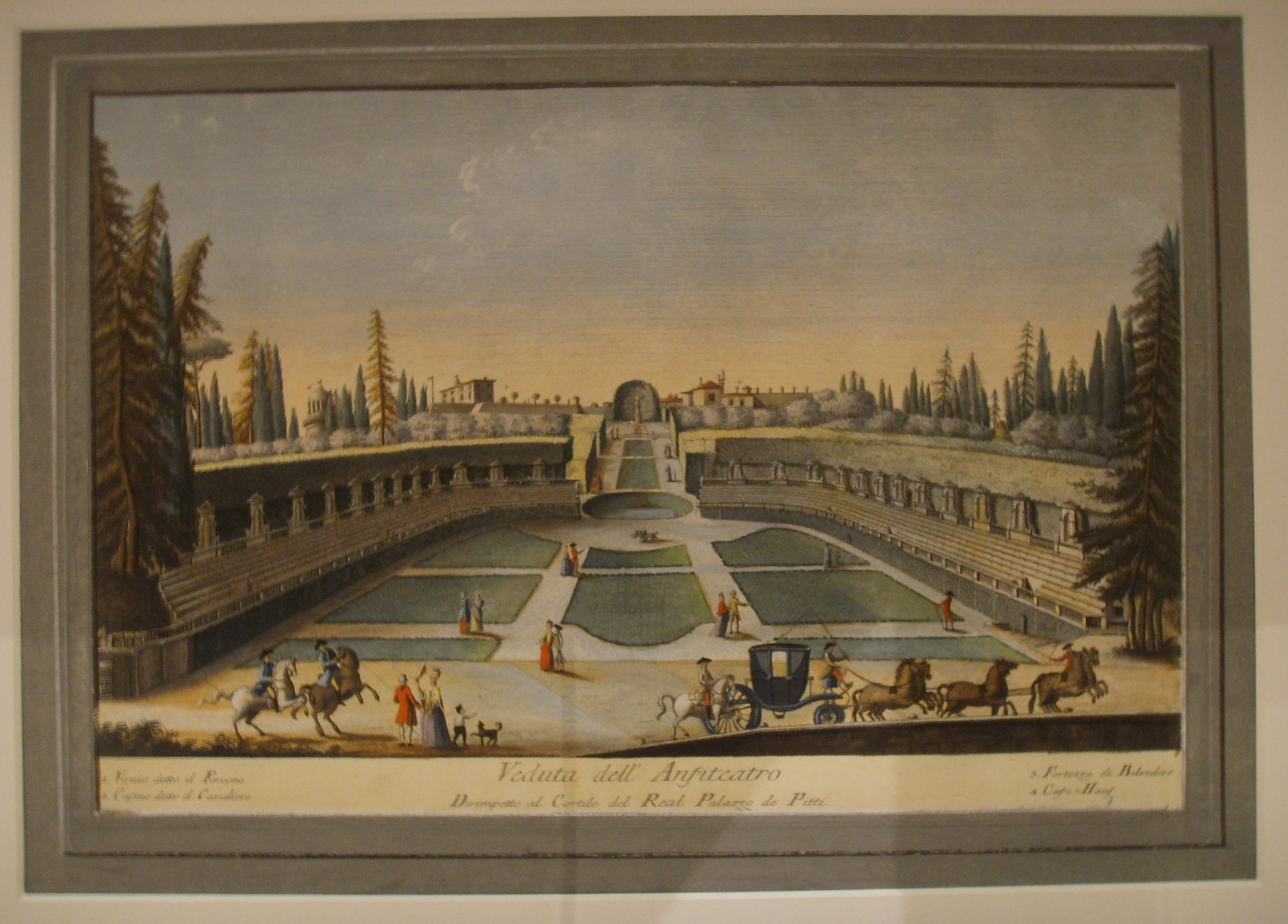
L'anfiteatro di Boboli, in una stampa acquerellata settecentesca.

L'asse principale, centrato sulla facciata posteriore del palazzo, sale sul colle di Boboli, attraverso un profondo anfiteatro a forma di ferro di cavallo.
L'anfiteatro segna il punto dove la collina di Boboli venne scavata per prelevare la pietraforte usata per costruire Palazzo Pitti e l'idea di sistemarlo in un grande spazio, che in pianta disegna la forma di una campana, risale al Tribolo, che però molto probabilmente aveva concepito questa zona come architettura verde divisa da boschetti sempreverdi. Fu arricchito delle gradinate solo nel 1599, mentre le edicole con statue marmoree in stile antico e le urne in terracotta vennero ideate da Giulio e Alfonso Parigi il giovane a partire fra il 1630 e il 1634. La struttura venne inaugurata nel 1637 in occasione dell'incoronazione di Vittoria della Rovere, moglie di Ferdinando II de' Medici, a granduchessa di Toscana.
Al centro vi si trovava anticamente la Fontana dell'Oceano, che nel XVII secolo venne spostata all'estremità sud-ovest del giardino (nell'Isolotto), in maniera da rendere possibile l'uso dell'anfiteatro per rappresentazioni, secondo la moda allora in gran voga degli spettacoli teatrali.
Il centro dell'anfiteatro venne abbellito nel 1790 dall'obelisco egiziano, l'unico della Toscana, nonché uno dei monumenti più antichi di tutta la regione: risale infatti al 1500 a.C. (molto tempo prima della fioritura della civiltà etrusca) e proviene da Eliopoli in Egitto. Fu portato a Roma dall'Egitto all'epoca di Domiziano e eretto nel Tempio di Iside al Campo Marzio; dopo essere stato dissotterrato a fine del Cinquecento, finì nel giardino di Villa Medici a Roma. Venne trasportato a Firenze nel 1788 per la volontà del Granduca Pietro Leopoldo, quando radunò tutte le collezioni medicee in città per abbellire i suoi palazzi.
Nel 1840 venne accoppiato con la grande vasca in granito grigio scolpita in un unico blocco e proveniente forse dalle Terme Alessandrine di Roma.
Dall'anfiteatro si gode una bella prospettiva del retro del palazzo, con le ali disposte attorno al cortile dell'Ammannati e la fontana del Carciofo.

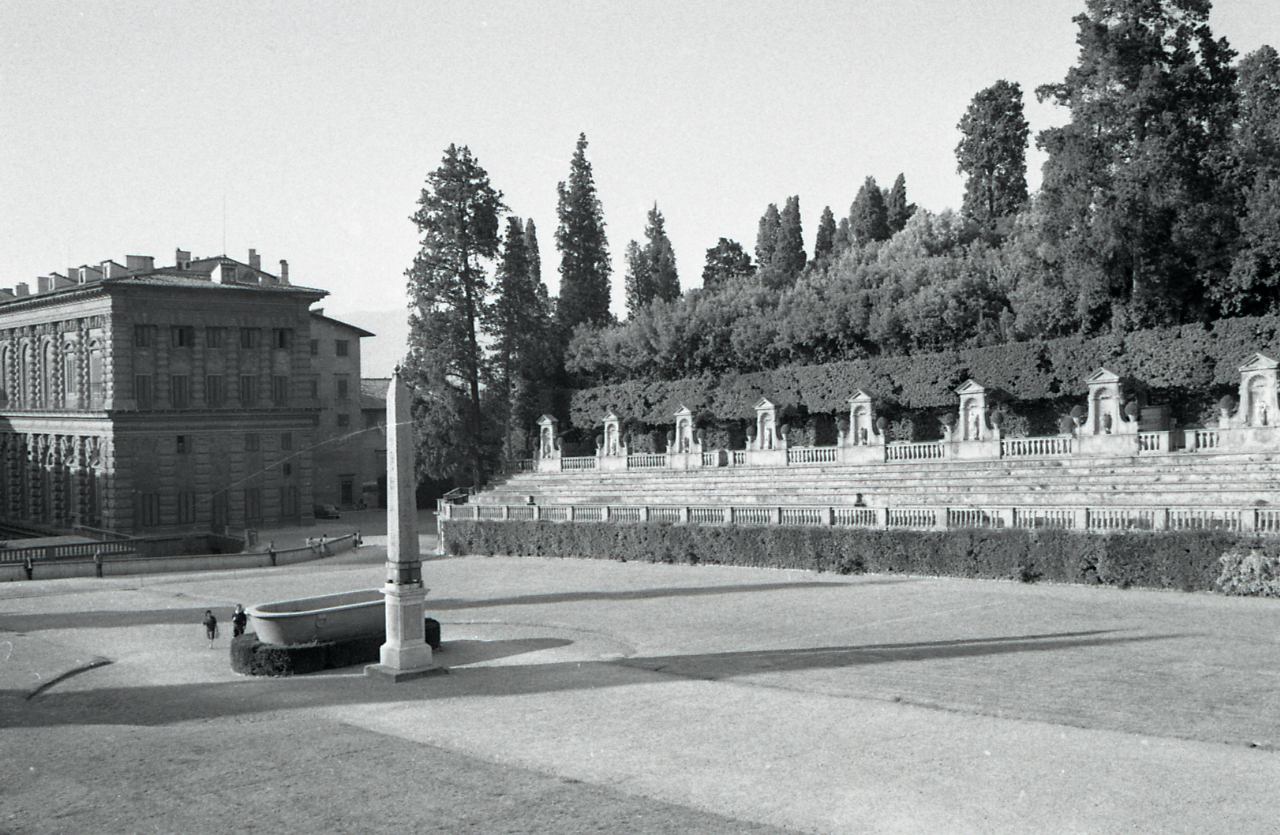
L'anfiteatro con l'obelisco mediceo in una foto di Paolo Monti del 1965.
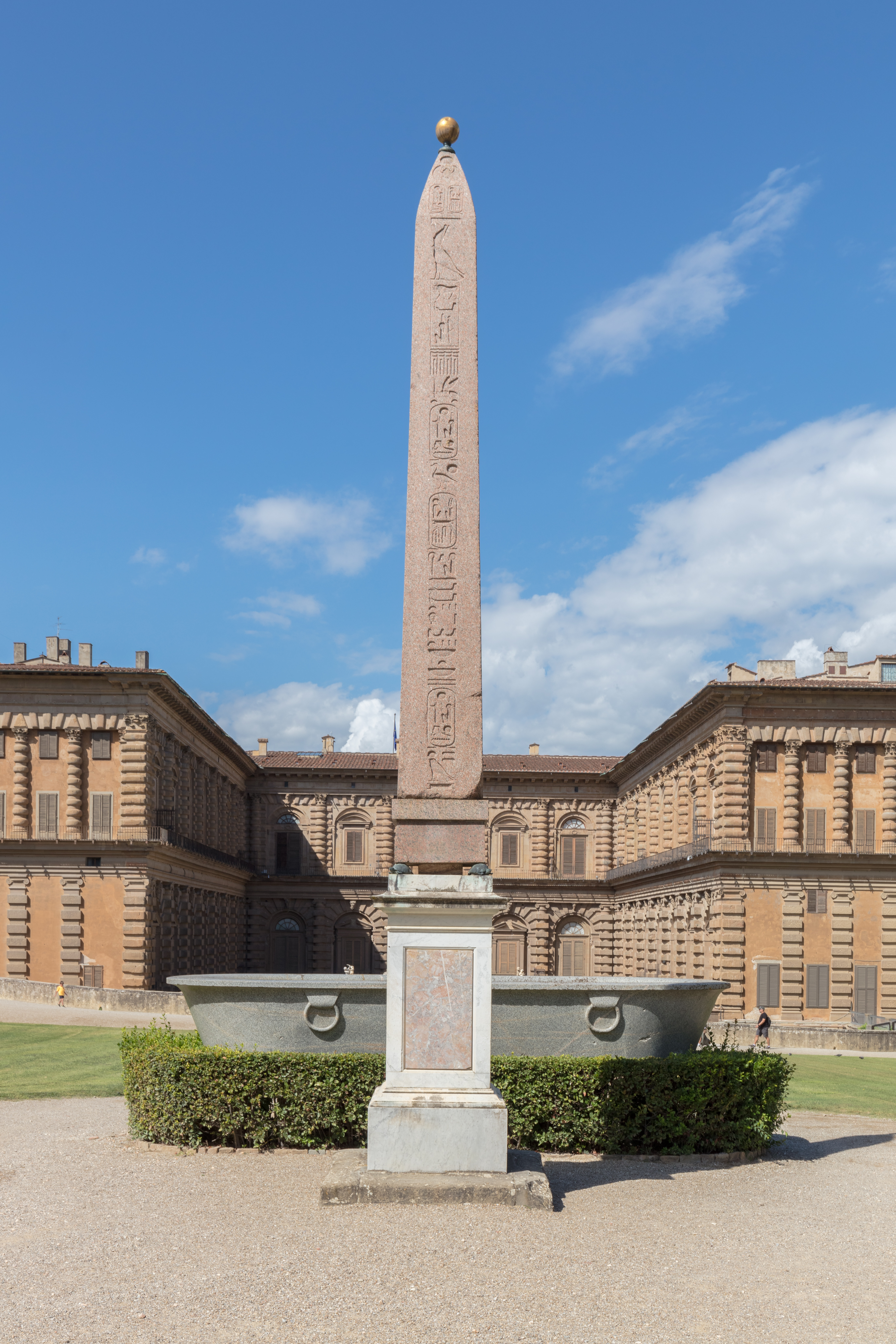
L'obelisco e la vasca di granito.
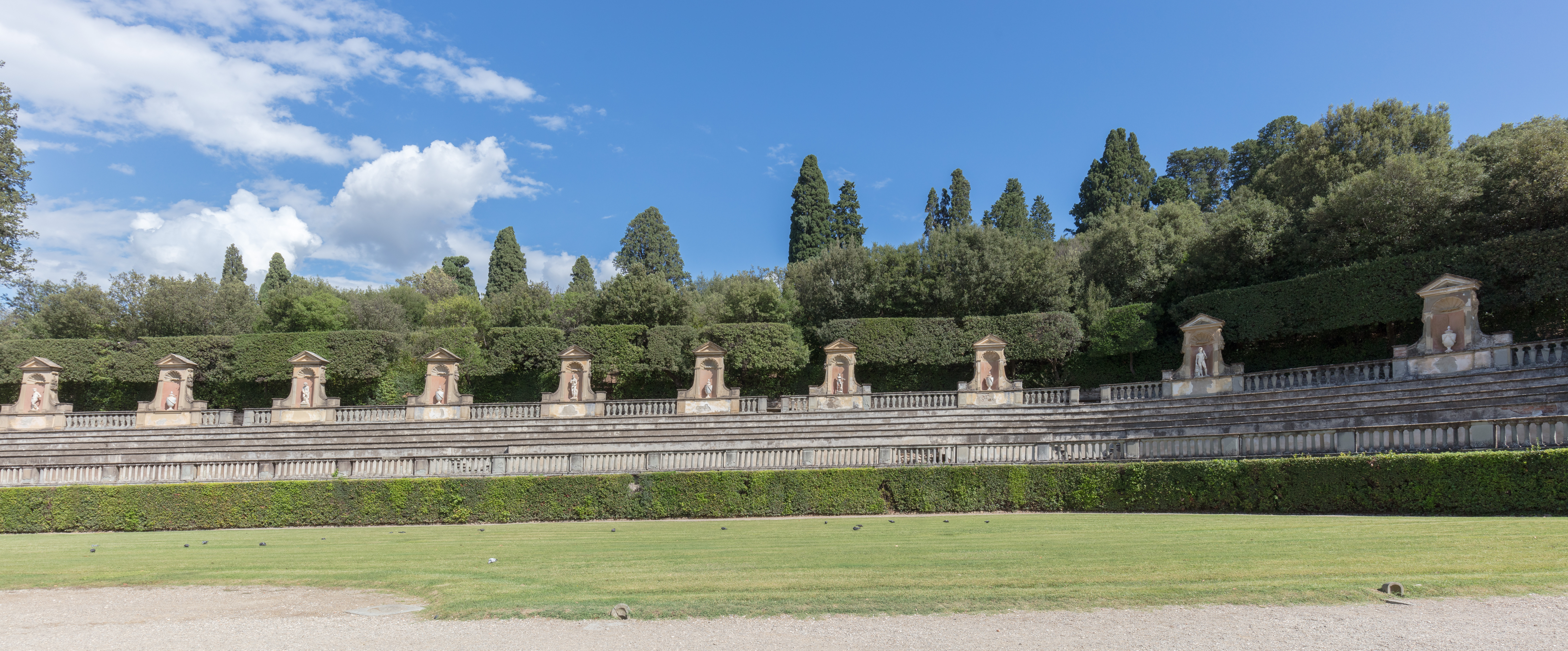
Le gradinate dell'anfiteatro.
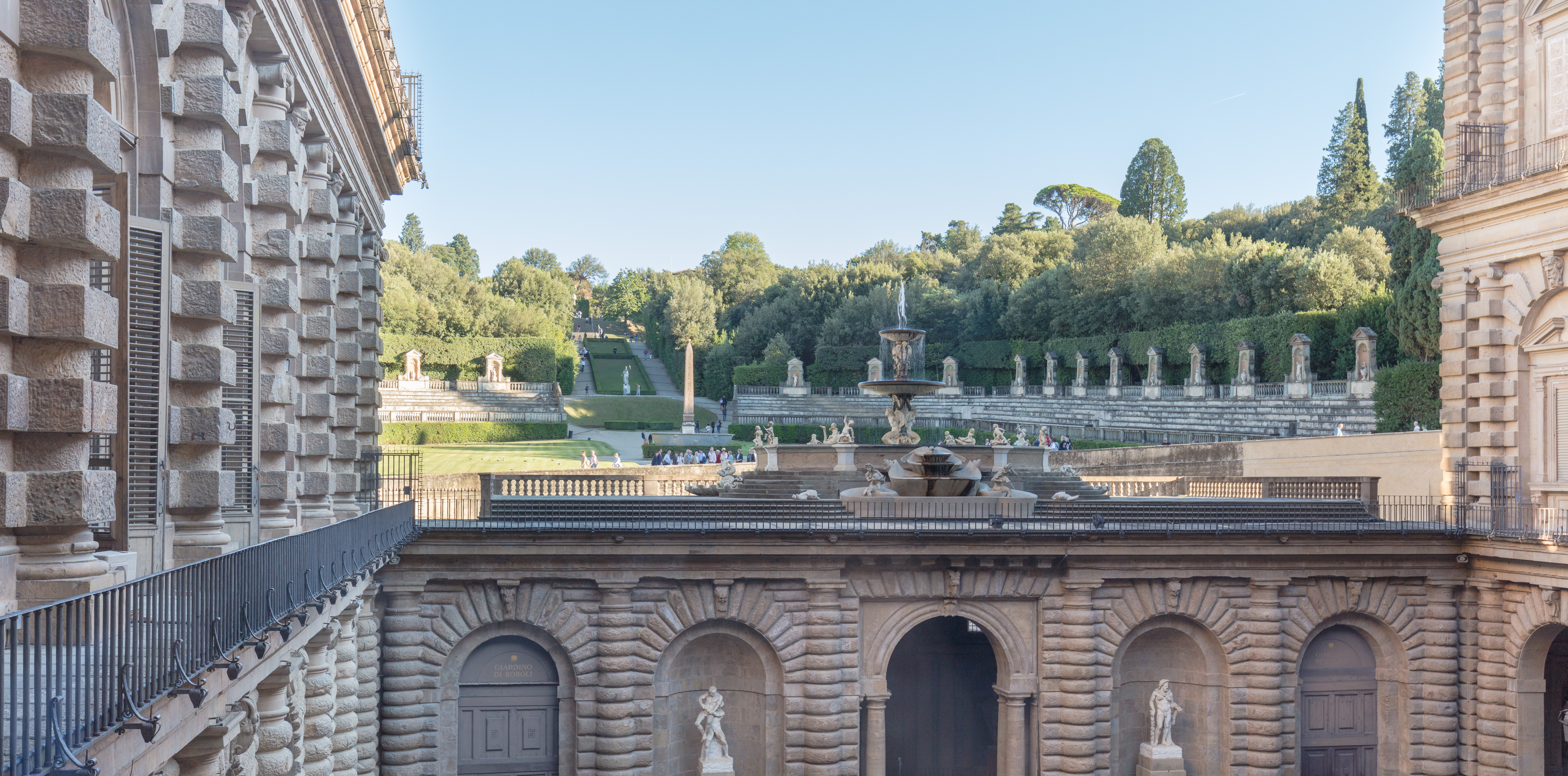
L'anfiteatro visto dal palazzo, con la fontana del Carciofo.
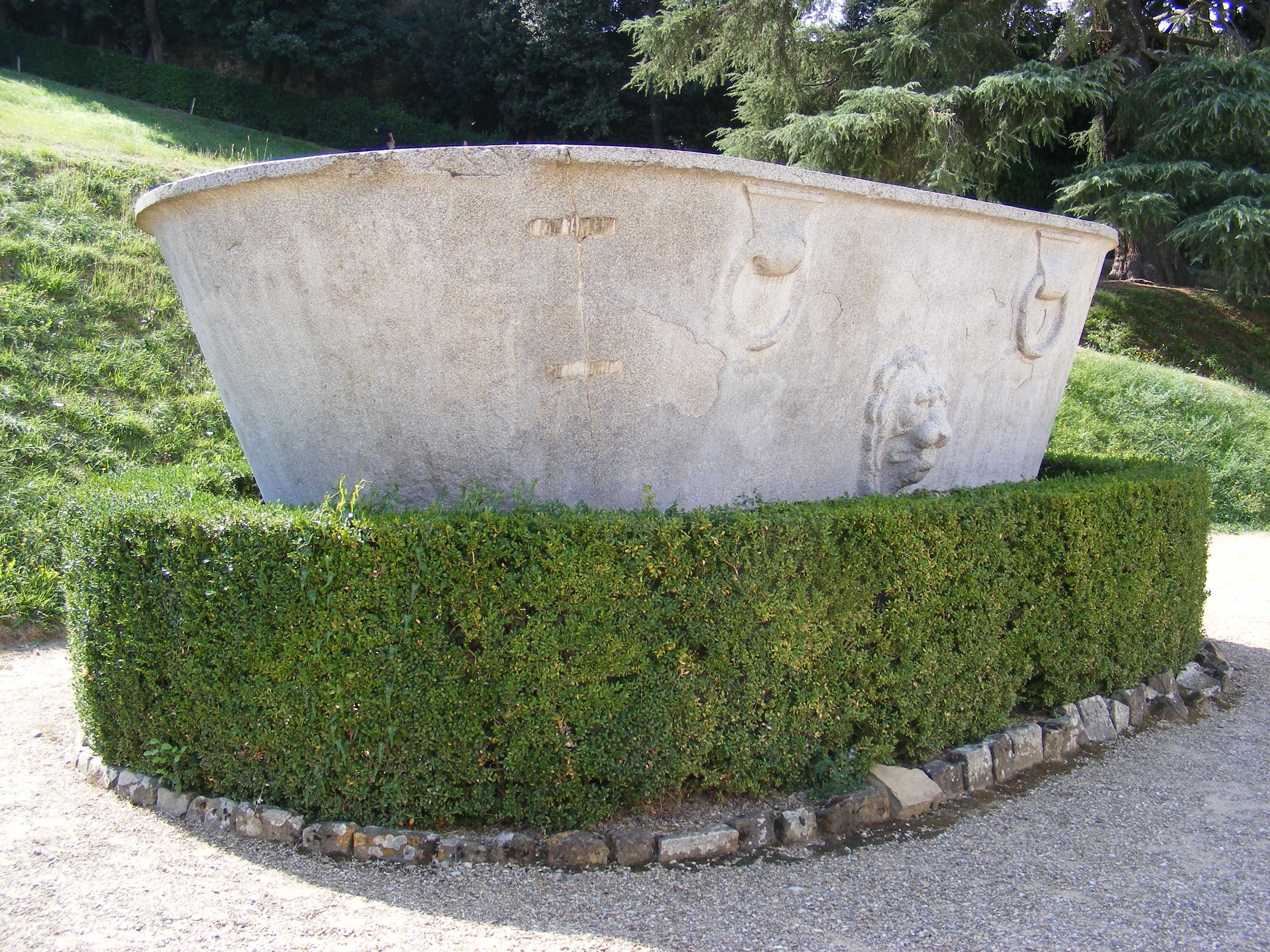
Il Vascone.

#### Bacino di Nettuno

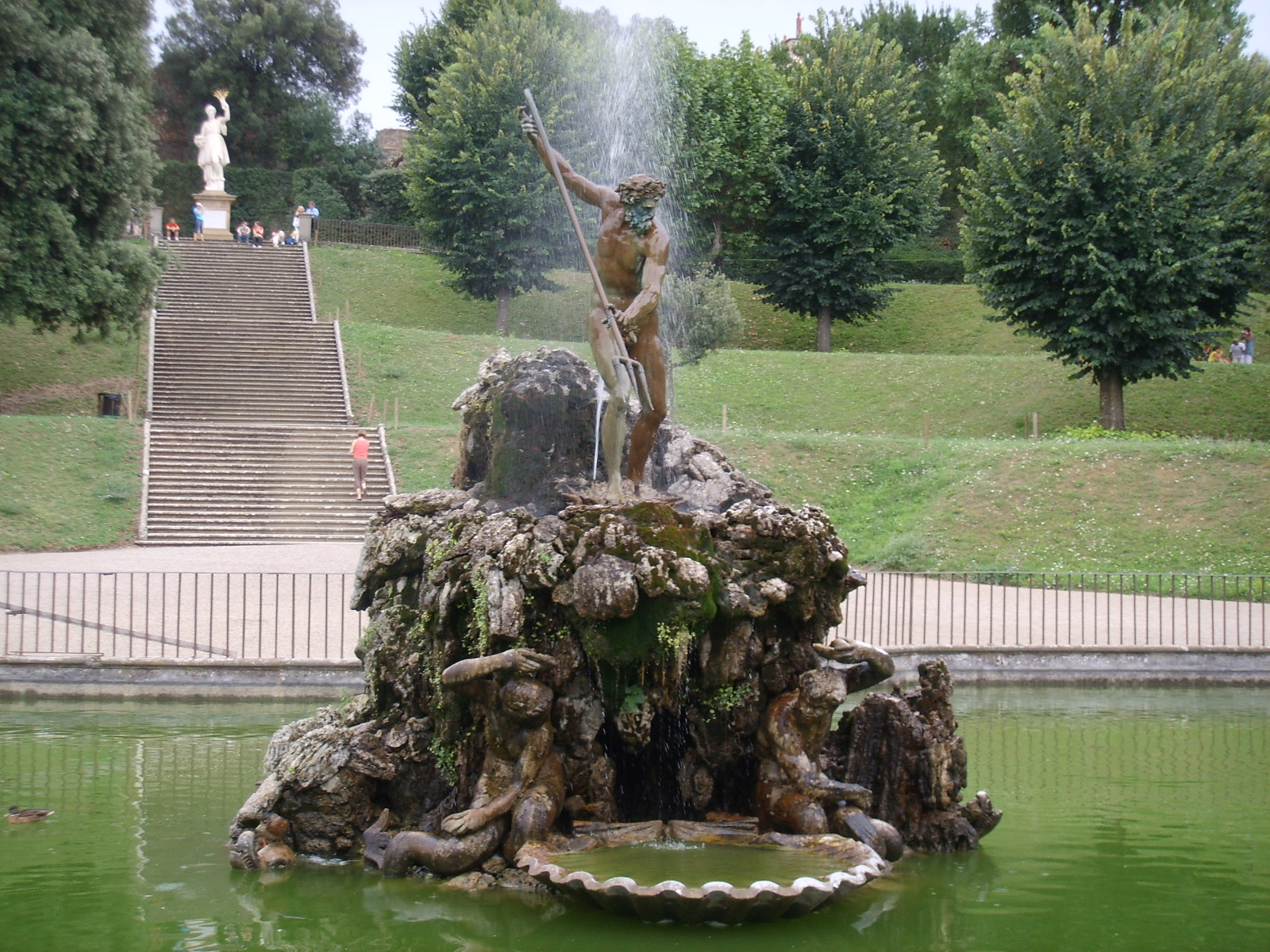
La fontana del Nettuno.

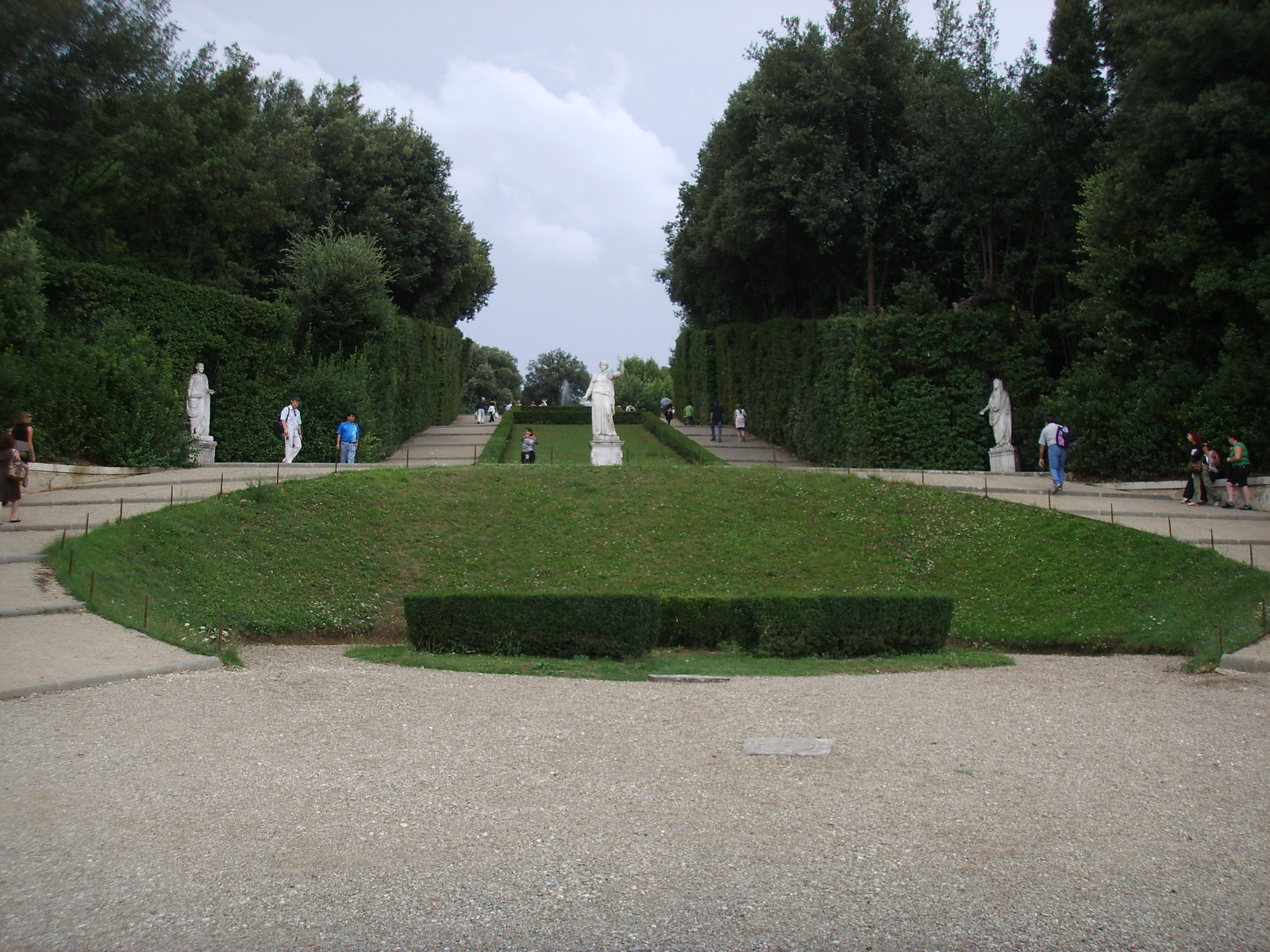
La rampa tra l'Anfiteatro e il bacino di Nettuno.

Più in alto, oltre l'anfiteatro, si incontra il bacino del Nettuno, attraverso una doppia rampa ornata da tre statue di epoca romana: un Settimio Severo a sinistra, un Magistrato romano a destra (ciascuna su un cippo funerario), ed al centro una Demetra su una base romana. La Demetra è una copia romana di un originale greco probabilmente di Alcamene, allievo di Fidia.
Il bacino del Nettuno fu creato nel 1777-1778 al posto di un vivaio. Qui vengono raccolte le acque che irrigano tutto il giardino e che hanno la sorgente più a monte, sotto il Giardino del Cavaliere.
Al centro del bacino si erge la Fontana del Nettuno, con la statua del Dio del mare emergente da uno sperone roccioso sul quale si trovano anche naiadi e tritoni. La statua principale è opera del 1571 dello scultore Stoldo Lorenzi e la fontana viene chiamata dagli irriverenti fiorentini la "Fontana del forcone" o "della forchetta" a causa del tridente impugnato da Nettuno in atto di colpire. Attorno alla fontana sono presenti dei terrazzamenti erbosi digradanti, che ripropongono la forma dell'anfiteatro sottostante.
Alla sommità di questa zona si trova la statua dell'Abbondanza (1636) di Pietro Tacca (con la collaborazione di Sebastiano Salvini), già iniziata dal Giambologna nel 1608. È un'opera in marmo bianco con il covone di grano in bronzo dorato. La figura ha le sembianze di Giovanna d'Austria, moglie di Francesco I de' Medici, e venne commissionata come sacrario della sfortunata granduchessa deceduta per un incidente a palazzo nel 1578 a soli trentadue anni. Inizialmente la statua sarebbe stata destinata ad una colonna celebrativa per piazza San Marco, che non venne mai realizzata.
In questa zona superiore il giardino è caratterizzato dalle muraglie difensive che si prolungano dal vicino Forte Belvedere, che si staglia sulla sinistra. Per attenuare la vista del muro di cinta vi si trovano numerosi alberi, siepi e una gran varietà di piante che creano alcuni vialetti pittoreschi.
Nel 1933 vi avvenne la rappresentazione di Sogno di una notte di mezza estate (Mendelssohn) diretta da Fernando Previtali per la regia di Max Reinhardt con Carlo Lombardi, Cele Abba, Giovanni Cimara, Nerio Bernardi, Rina Morelli, Sarah Ferrati, Cesare Bettarini, Armando Migliari, Ruggero Lupi, Luigi Almirante, Giuseppe Pierozzi, Memo Benassi, Evi Maltagliati ed Eva Magni.

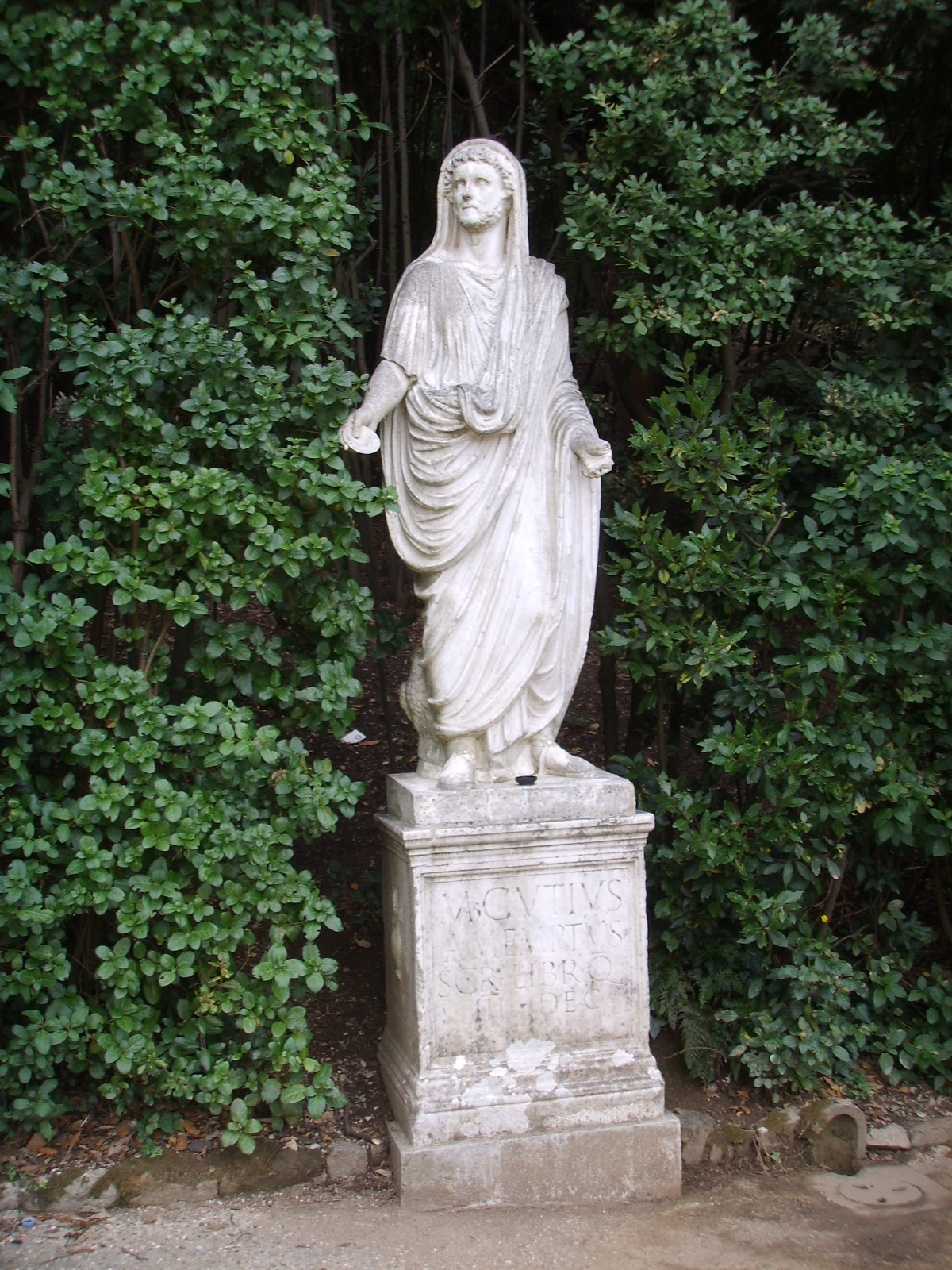
Settimio Severo.
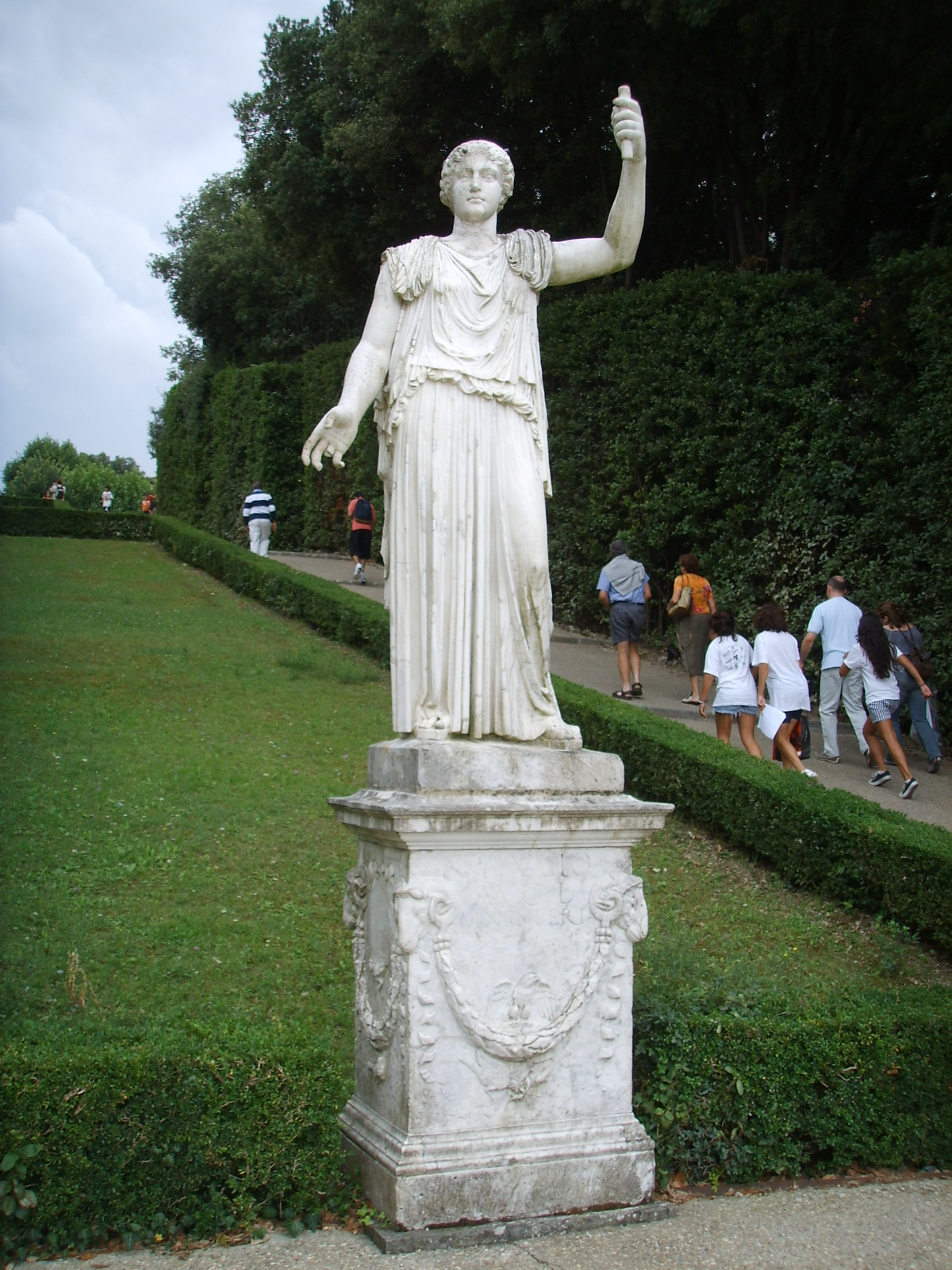
Demetra.
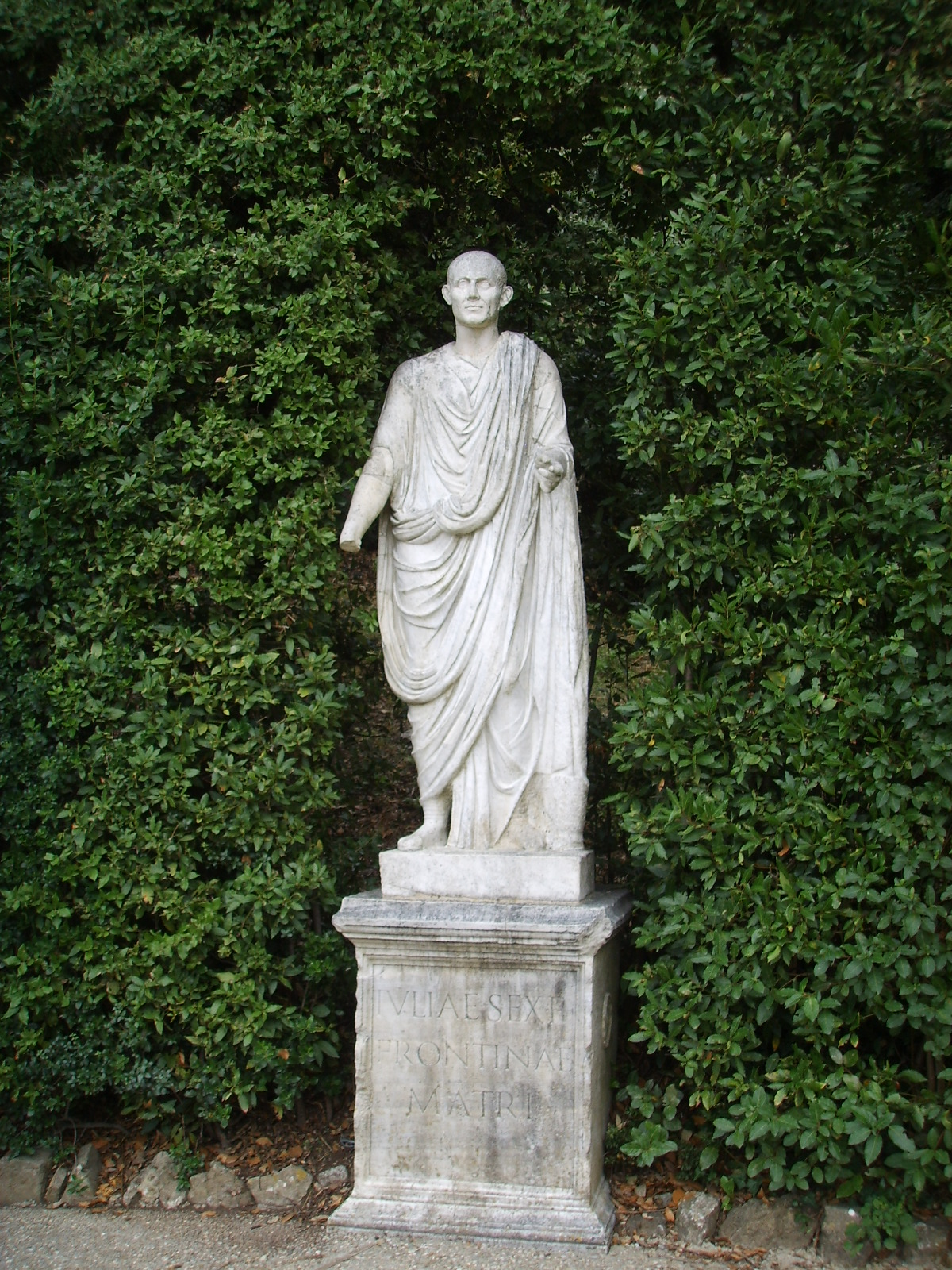
Magistrato romano.
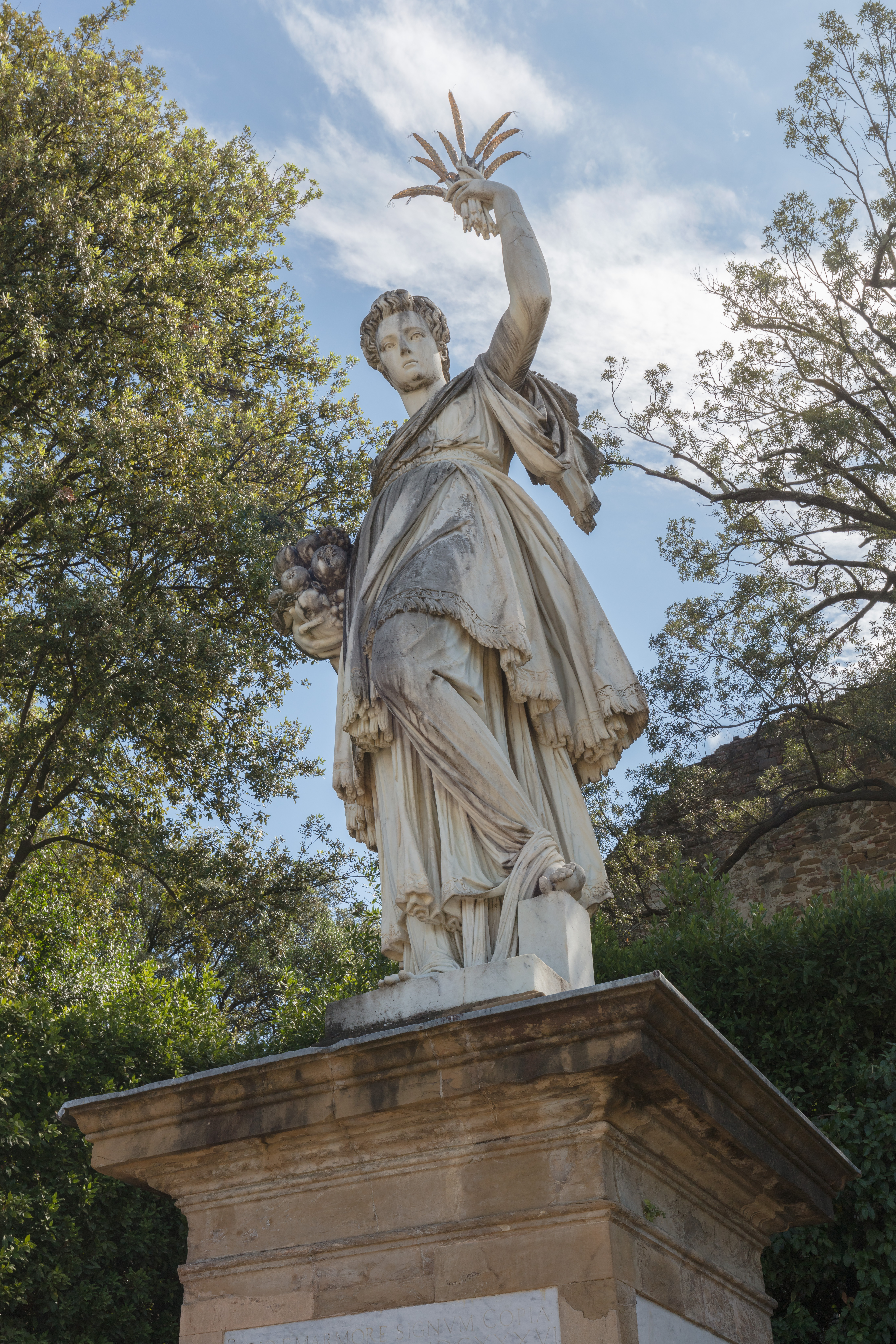
La statua dell'Abbondanza di Pietro Tacca, omaggio a Giovanna d'Austria.

#### Giardino del Cavaliere

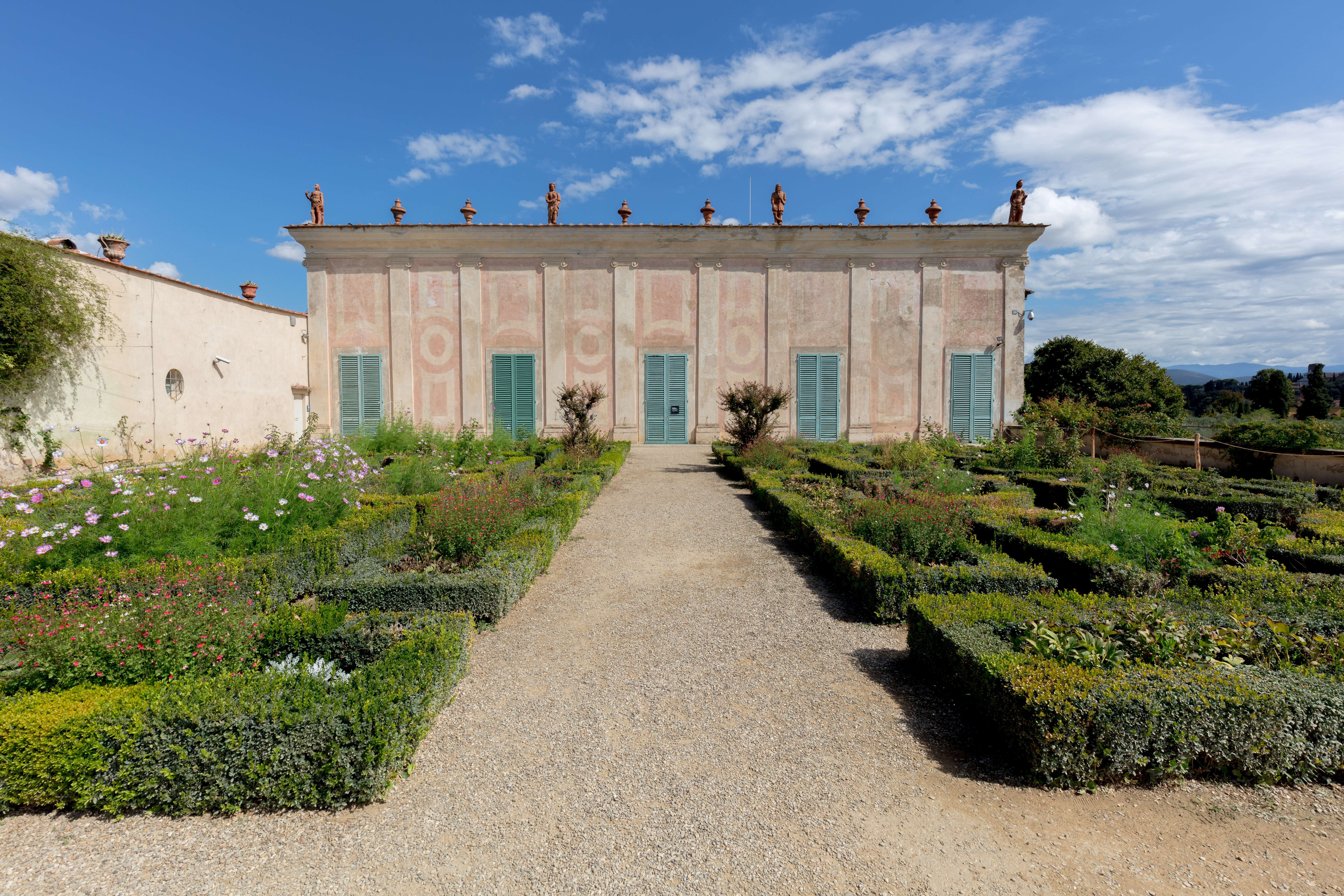
Il Casino del Cavaliere.

Al culmine di questo asse, in posizione sfasata verso sud e con le mura cittadine a segnarne il confine, sorge il Giardino del Cavaliere, uno dei giardini recintati di Boboli, che si trova esattamente sopra un bastione facente parte delle fortificazioni realizzate da Michelangelo nel 1529 prima dell'assedio cittadino dell'anno successivo. In architettura militare cavaliere veniva detta una struttura edificata al di sopra (appunto, a cavallo) di un bastione e da questo deriva il nome del giardino. Per accedervi si sale su una scala a tenaglia, cioè a rampe curve e incrociate con un terrazzino costruito sopra una piccola stanza circolare; questa scalinata fu progettata da Zanobi del Rosso tra il 1790 e il 1793.
Le due statue che decorano la scala raffigurano Flora e di Giove giovane entrambe di Giovanni Battista Caccini.
Il giardino è decorato da basse siepi di bosso che creano forme geometriche e racchiudono specie rare e odorose di dalie e rose, che tra maggio e giugno fioriscono. La fontana centrale è chiamata fontana delle Scimmie per via delle tre scimmiette in bronzo alla base della fontana stessa, del Giambologna; al centro della vasca l'acqua zampilla da un putto marmoreo, attribuito a Pierino da Vinci o al Tribolo.
Qui vi si trova il casino del Cavaliere, una palazzina costruita verso il 1700 su commissione di Cosimo III, dove il cardinale Leopoldo de' Medici teneva le conversazioni artistiche e letterarie, e dove Gian Gastone aveva il suo ritiro.
Le sobrie forme attuali, con le pareti decorate da cornici dipinte e il cornicione ornato da vasi e statue di terracotta, sono dovute alla sistemazione di Zanobi del Rosso per conto dei Lorena, che lo adibirono a sede dei festeggiamenti estivi della corte. È sede dal 1973 del Museo delle Porcellane.
La posizione privilegiata che dominava il retro della collina di Boboli offre ancora oggi dolci vedute panoramiche fino alla Torre del Gallo, con i terreni agricoli coltivati in parte a ulivo.
Sotto il Casino del Cavaliere esiste un grande deposito d'acqua detto delle trote, dal quale partono le tubature per l'irrigazione di tutto il giardino.

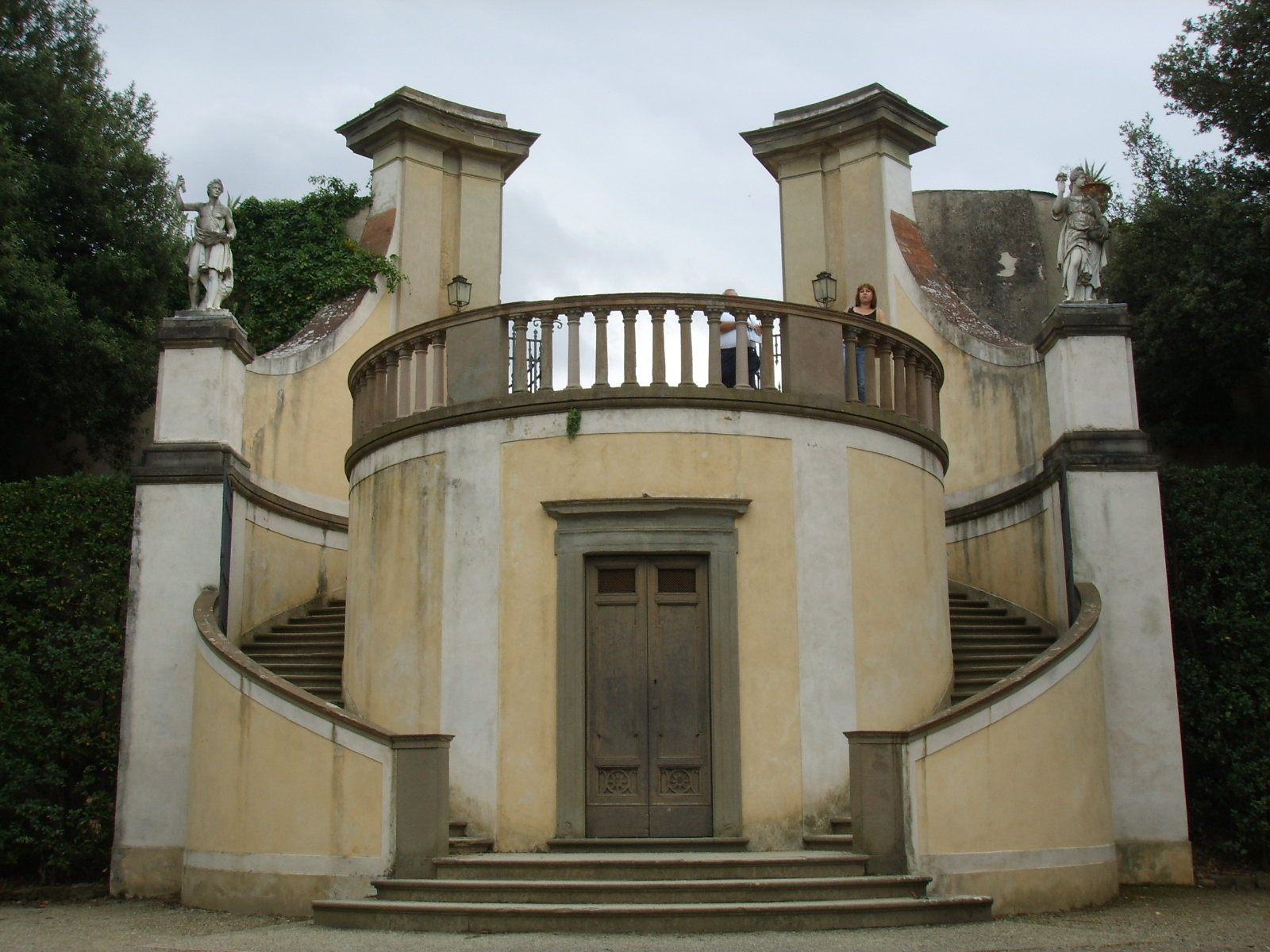
La doppia rampa a tenaglia
Vista panoramica dal giardino
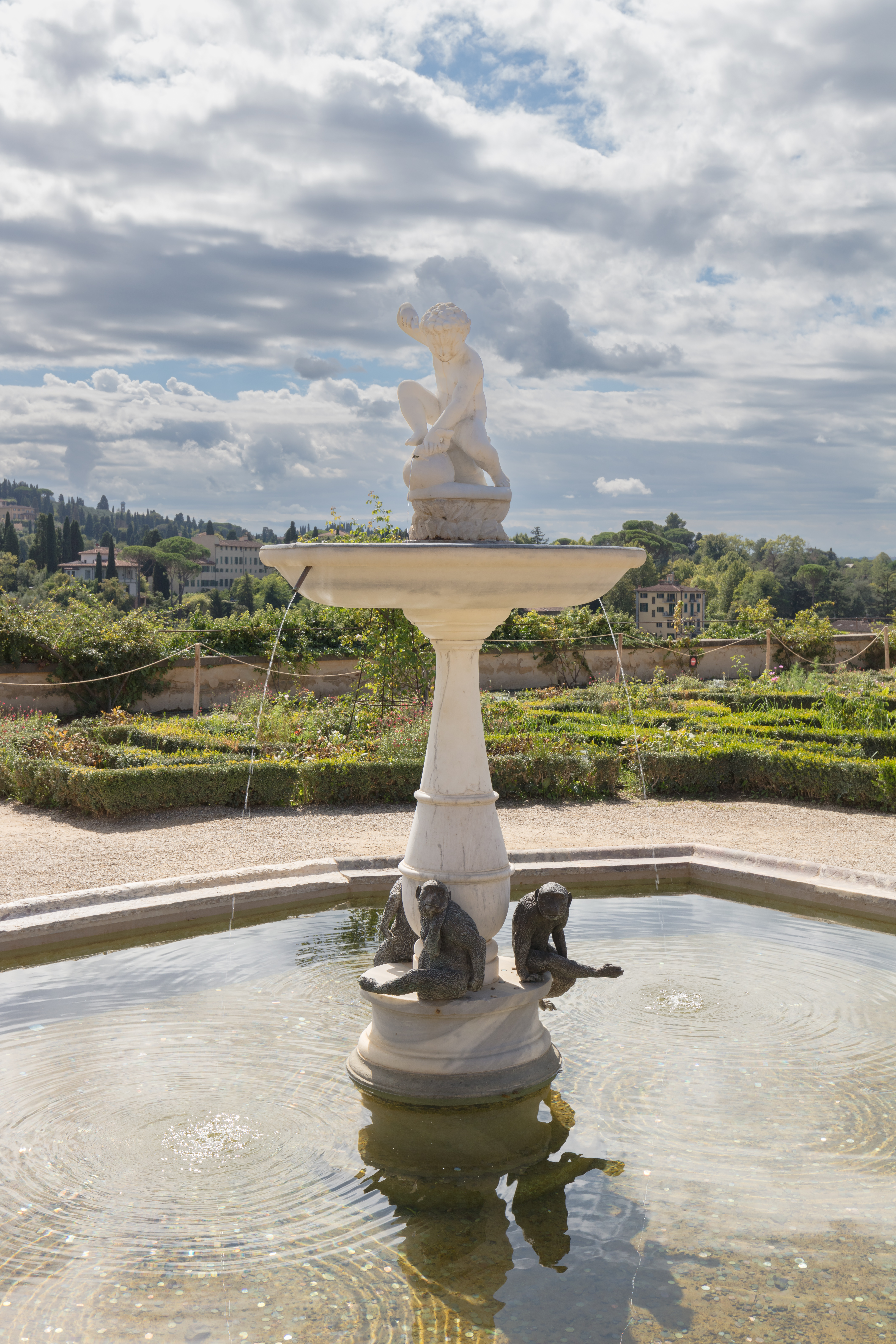
Fontana delle scimmie
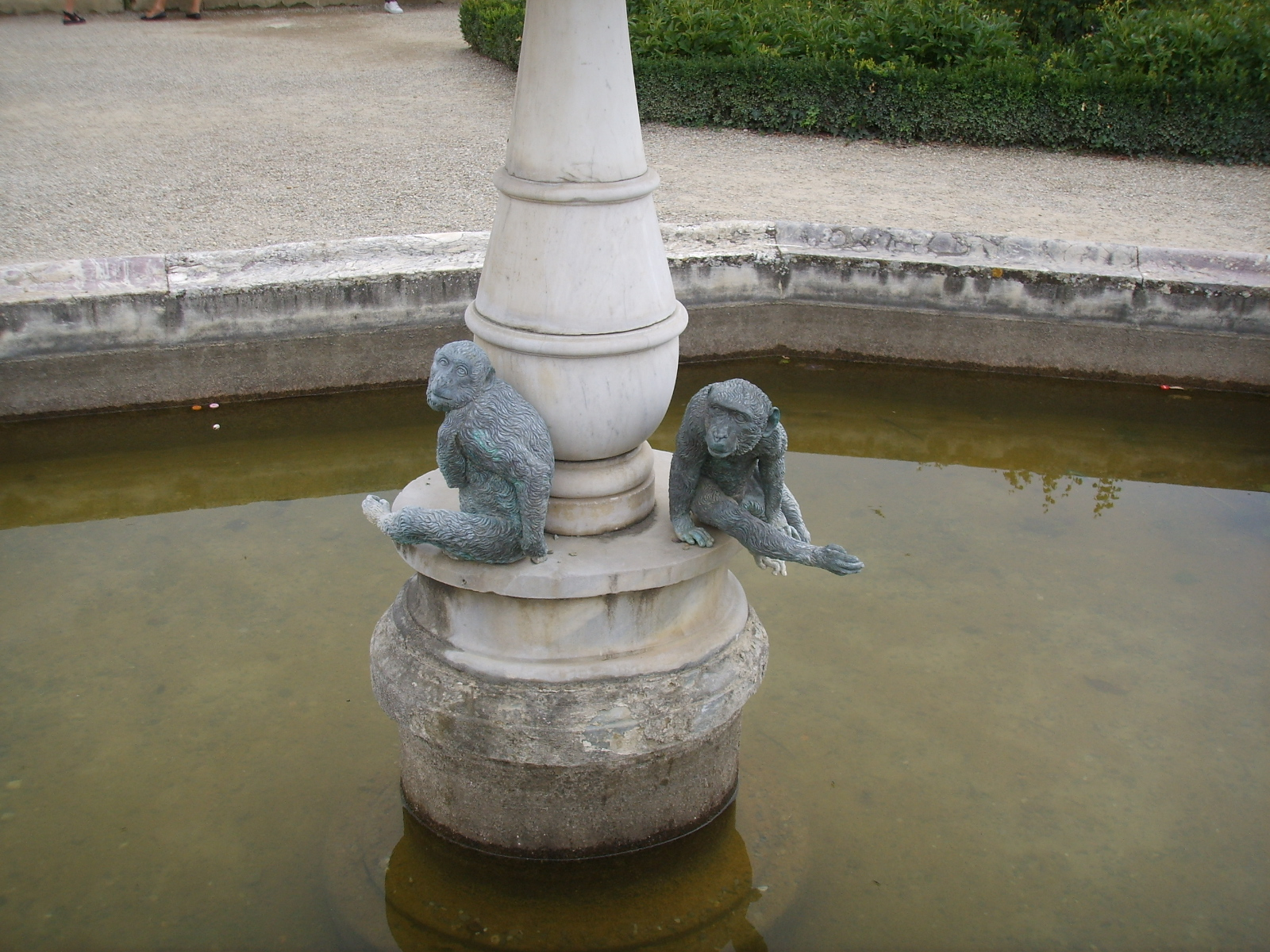
Le scimmiette di bronzo

### A sinistra del primo asse

#### Kaffeehaus

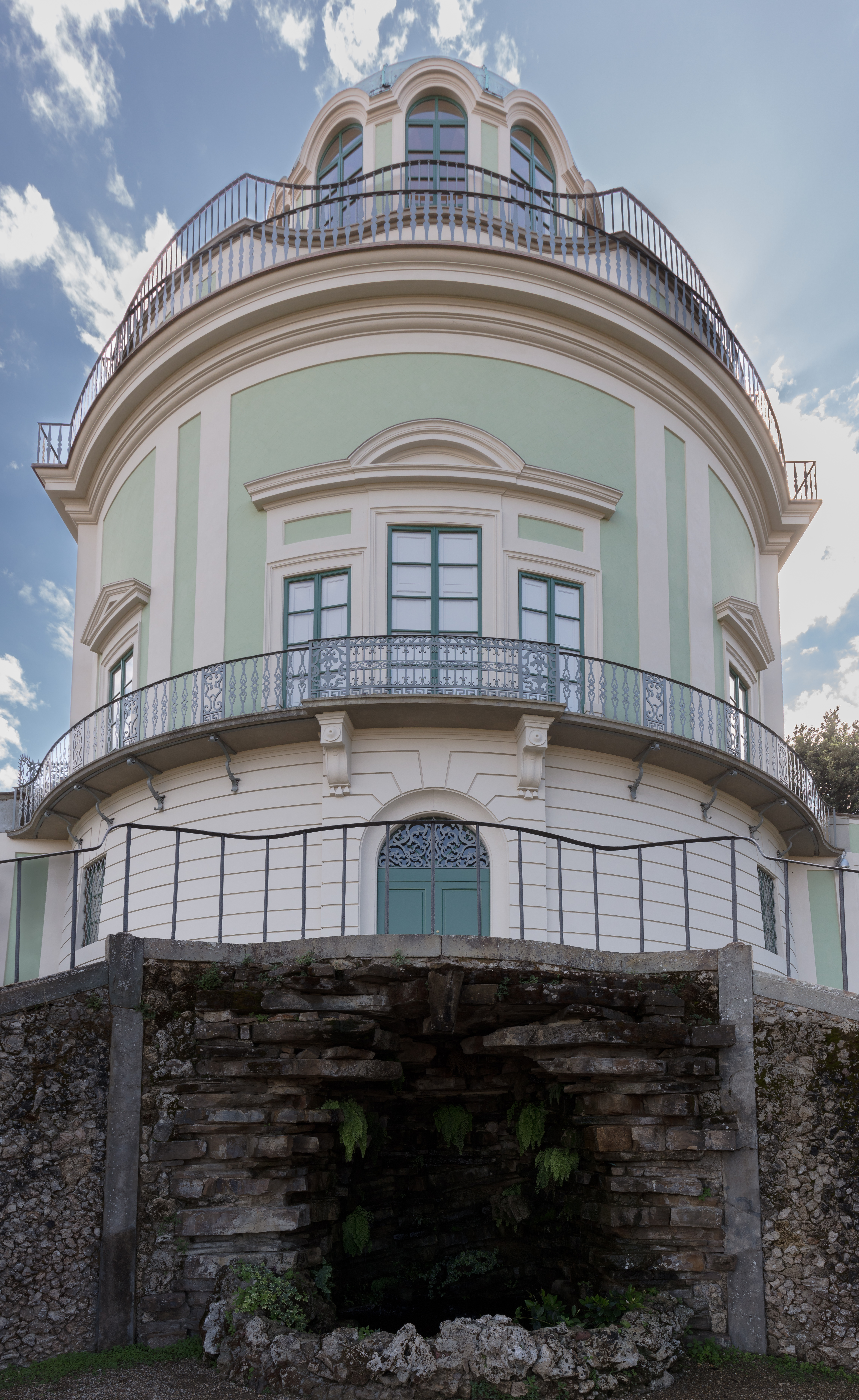
La Kaffeehaus

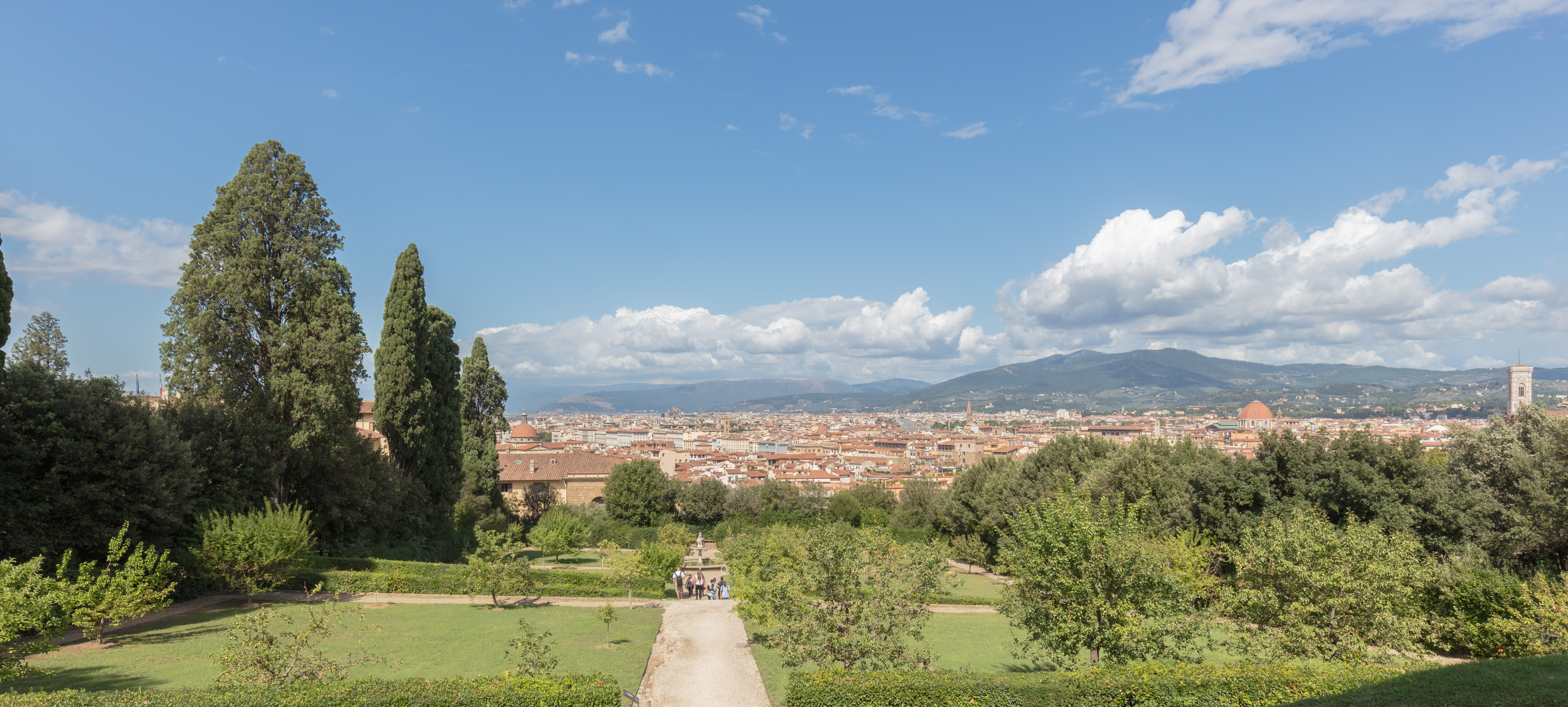
Il prato di Ganimede e il panorama dalla Kaffeehaus

Ridiscendendo la collina verso nord-est, all'altezza più o meno della statua dell'Abbondanza, si raggiunge la Kaffeehaus, un padiglione in stile rococò coperto da un'esotica cupola finestrata e segnata da terrazze marcapiano opera di Zanobi del Rosso (1776), alla cui base, circondata da una scala doppia tenaglia si trova una grotticina. 
La costruzione, in un punto altamente panoramico, rappresenta anche il punto visivo di fuga del Viottolone, il grande viale che rappresenta il secondo asse dell'ampliamento del giardino, che idealmente portava alla Villa Medicea di Poggio Imperiale. Da qui, proseguendo a nord, si arriva all'ingresso verso il Forte Belvedere, ai piedi dei bastioni difensivi, dal quale si accede anche al Giardino Bardini ed alla Costa San Giorgio.

#### Prato di Ganimede
Davanti alla Kaffeehaus si trova il prato digradante con al centro la Fontana di Ganimede, del XVII secolo.

#### Giardino di Madama
Sempre su questo lato si incontra più a sinistra la Grotticina della Madama o delle Capre, costruita da Davide Fortini su progetto di Niccolò Tribolo. Decorata con spugne, stalattiti e una vasca marmorea sormontata da quattro statue di capre che un tempo buttavano acqua. La grotta si trova a un'estremità del cosiddetto Giardino di Madama, con alcune aiuole geometriche fiorite, realizzato attorno al 1570 per Giovanna d'Austria. Il giardino davanti alla grotta, caratterizzato da alcune aiuole bordate da siepi, è detto Giardino di Madama.

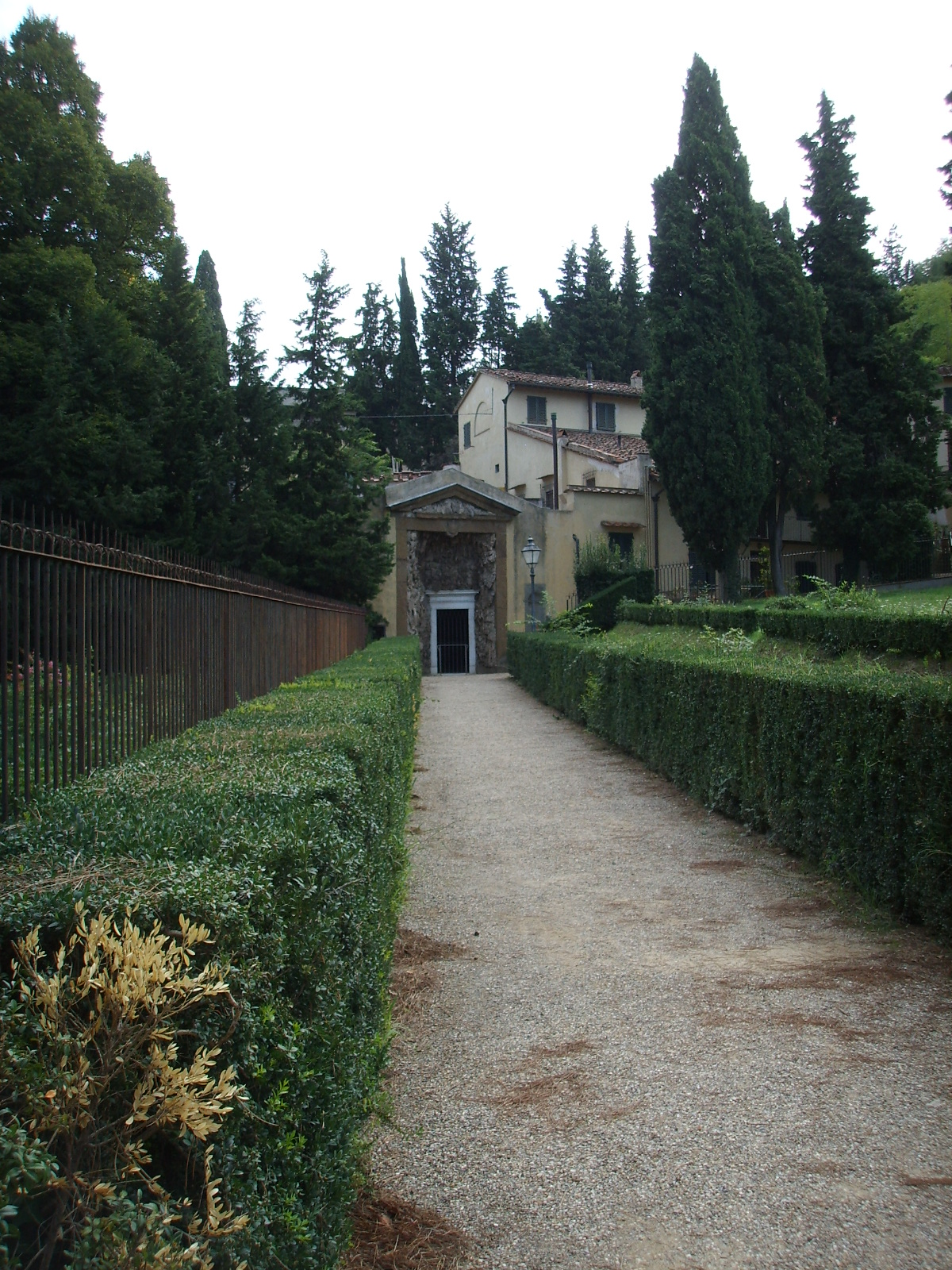
La Grotta di Madama, esterno
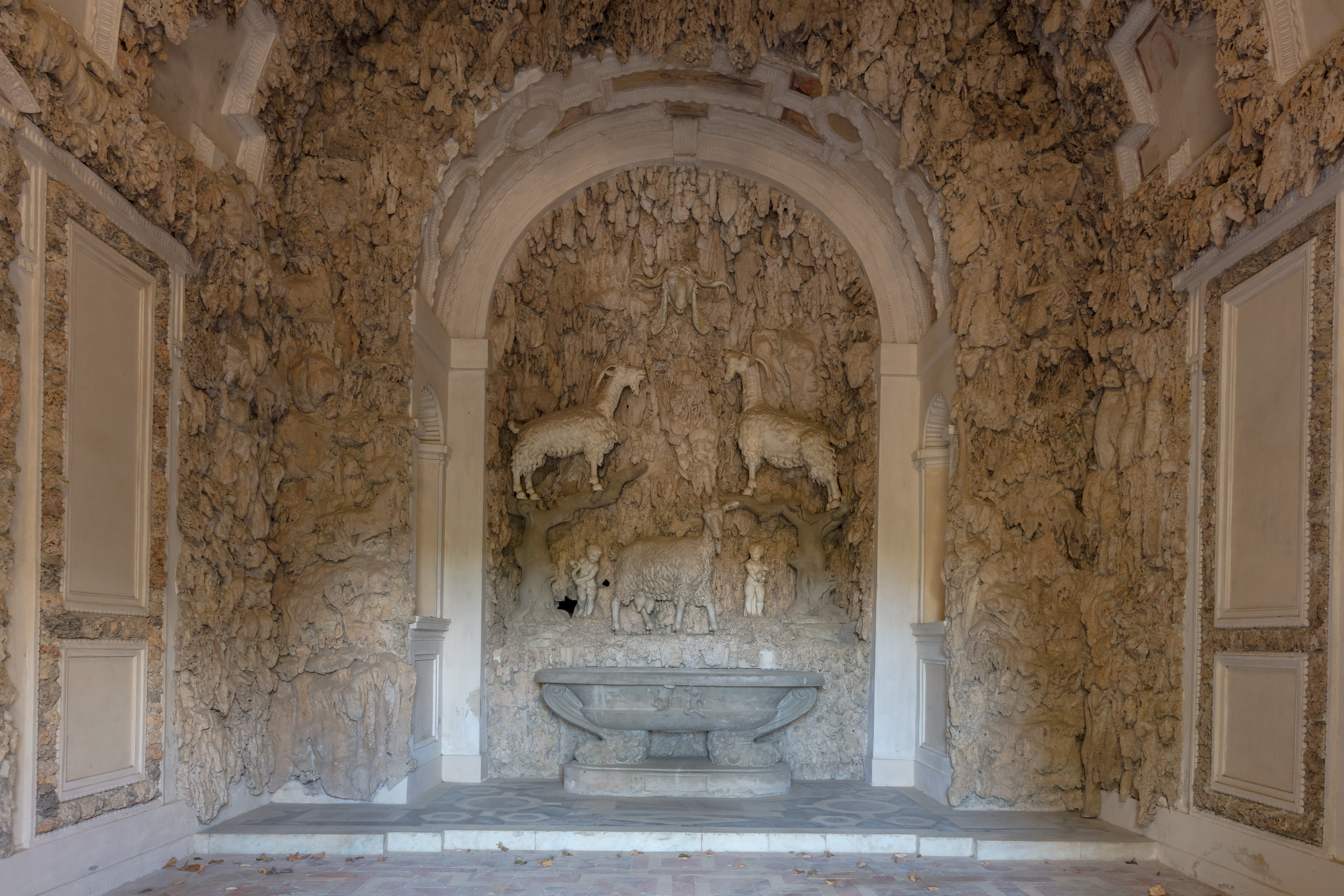
La Grotta di Madama, interno
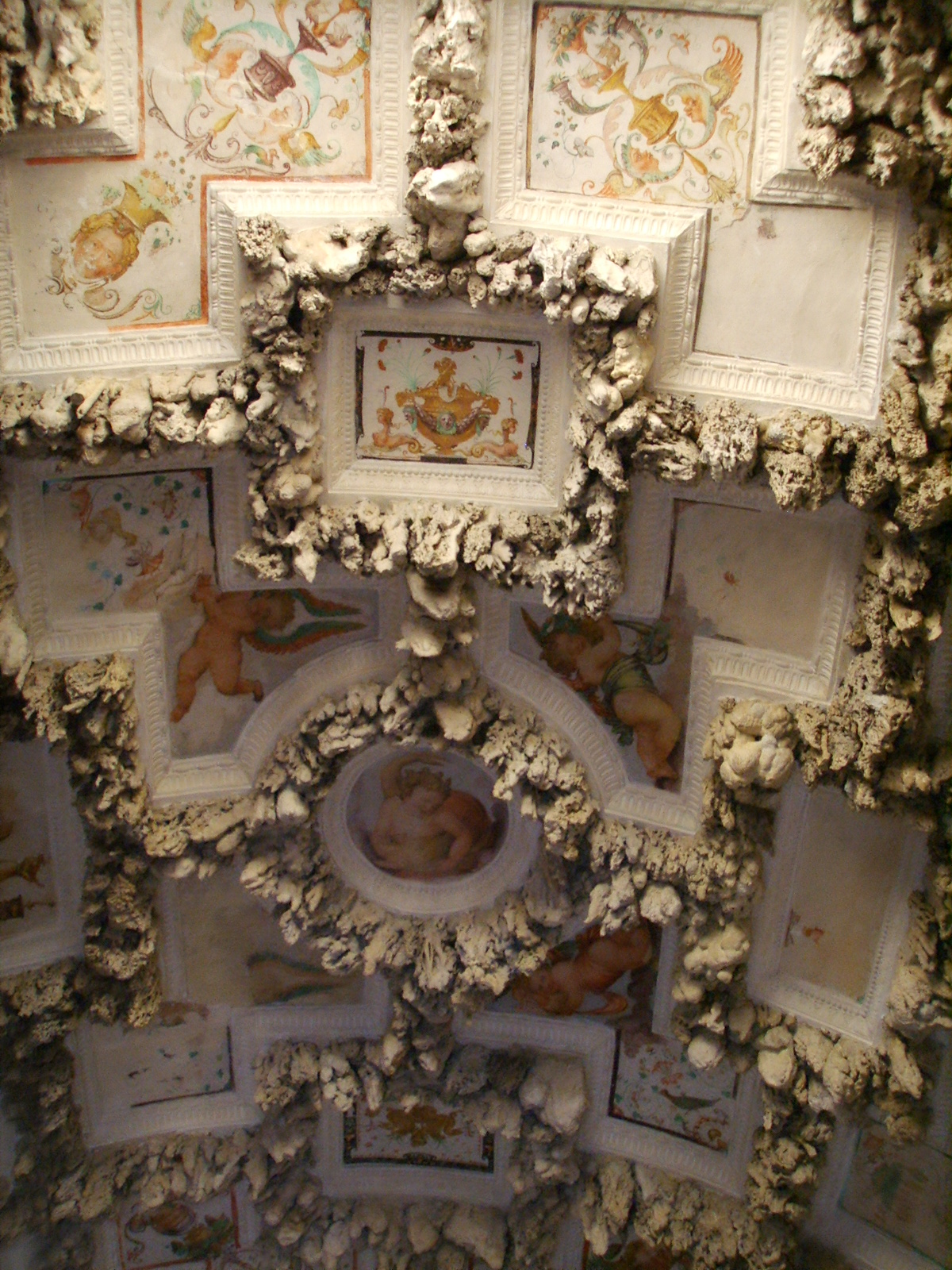
La Grotta di Madama, soffitto

#### Orto di Giove
Poco più in basso segue l'Orto di Giove, dalla statua di Giove seduto, di Baccio Bandinelli (1556), mentre vicino a questo giardino si trovano le due grandi statue dei Prigionieri daci, sculture antiche del II secolo, già a Villa Medici; i due barbari sottomessi con le mani legate e le vesti in granito rosso provengono probabilmente dal Foro di Traiano: sono molto simili a quelli reimpiegati nell'Arco di Costantino; le due basi con rilievi di Vittorie, Dioscuri e barbari vinti invece provengono dal tempio del Sole sulla via Lata fatto costruire da Aureliano o, meno probabilmente, dal vicino Arcus Novus.

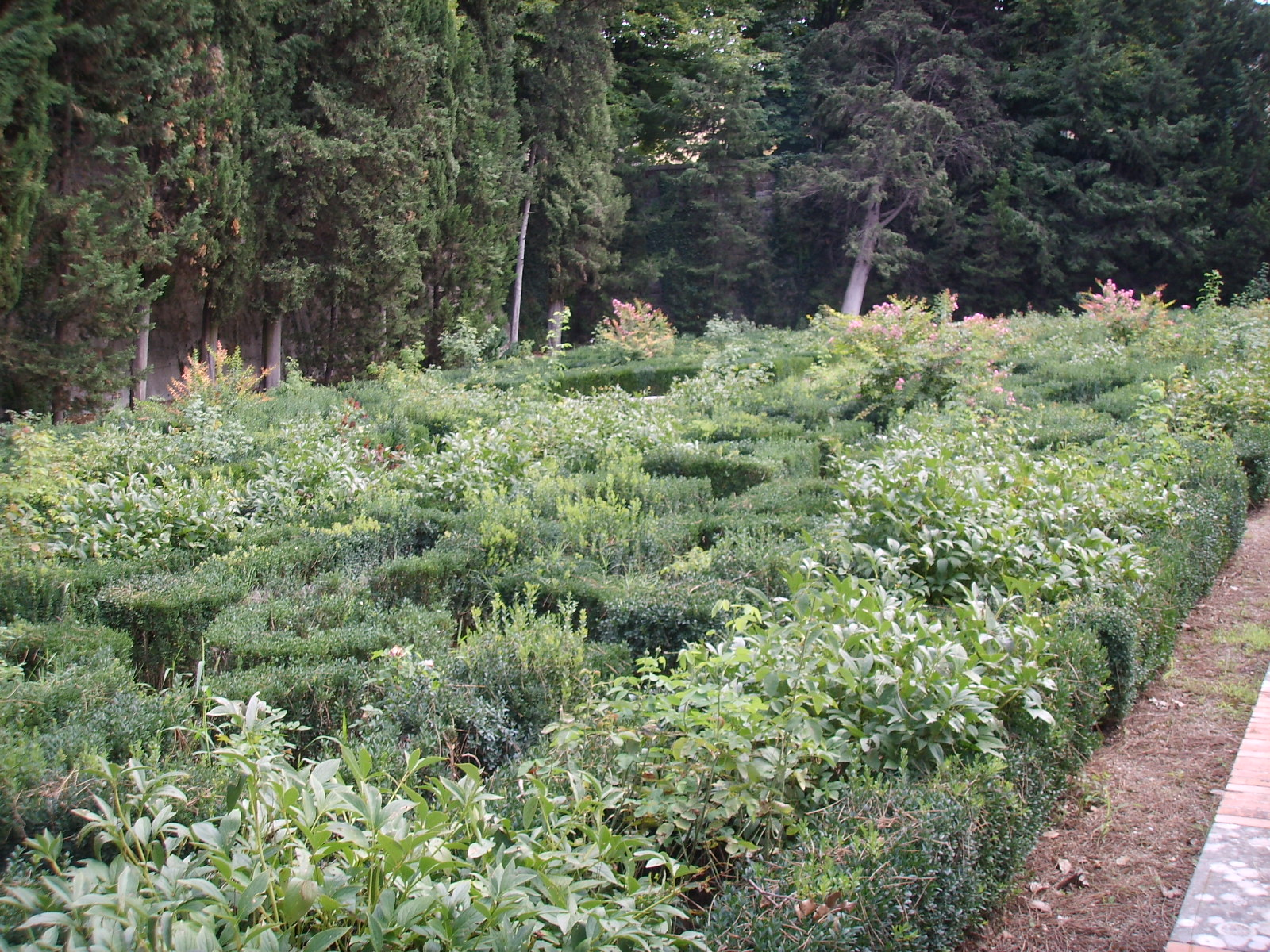
L'Orto di Giove, aiuole
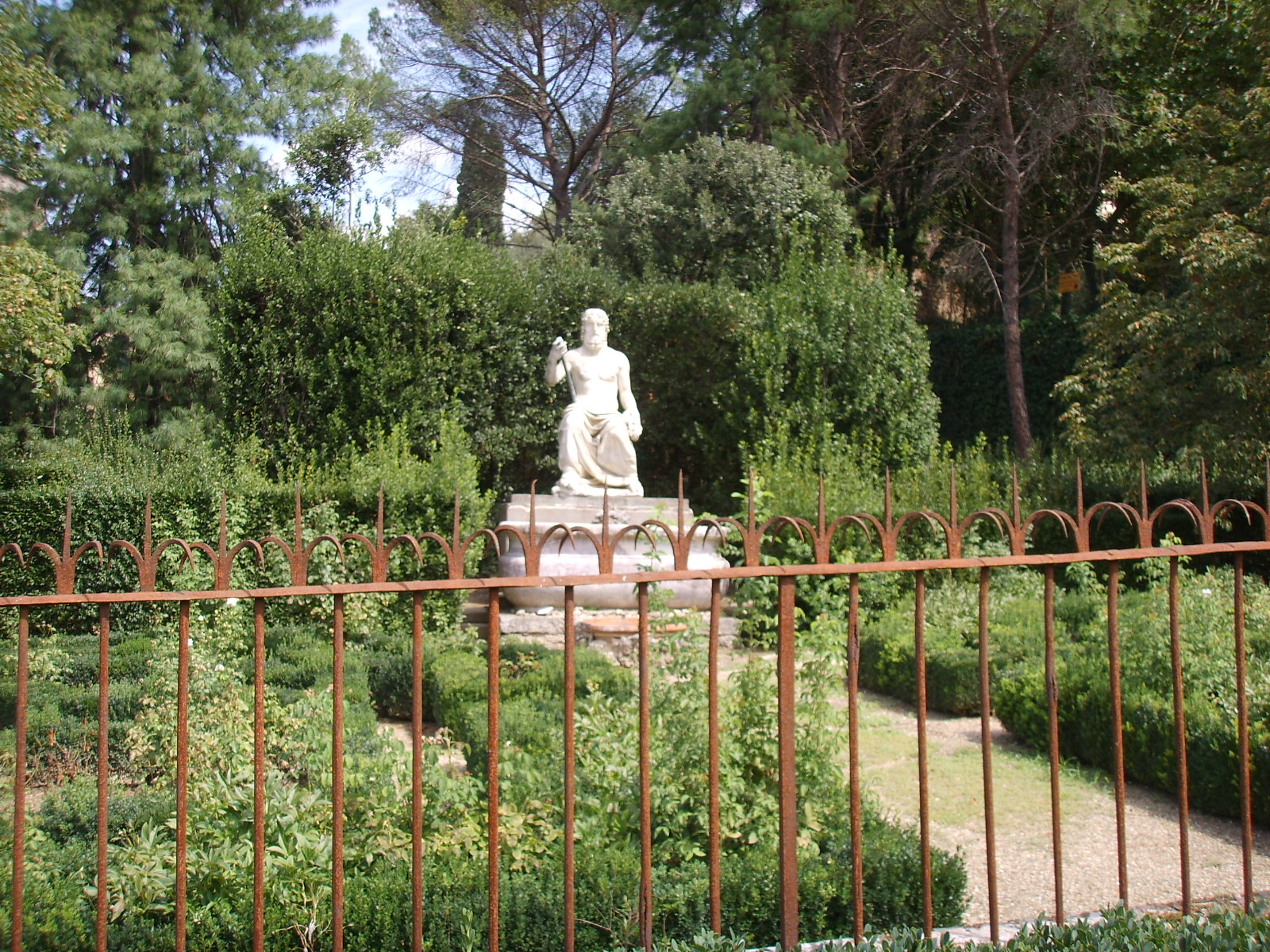
L'Orto di Giove, statua di Giove
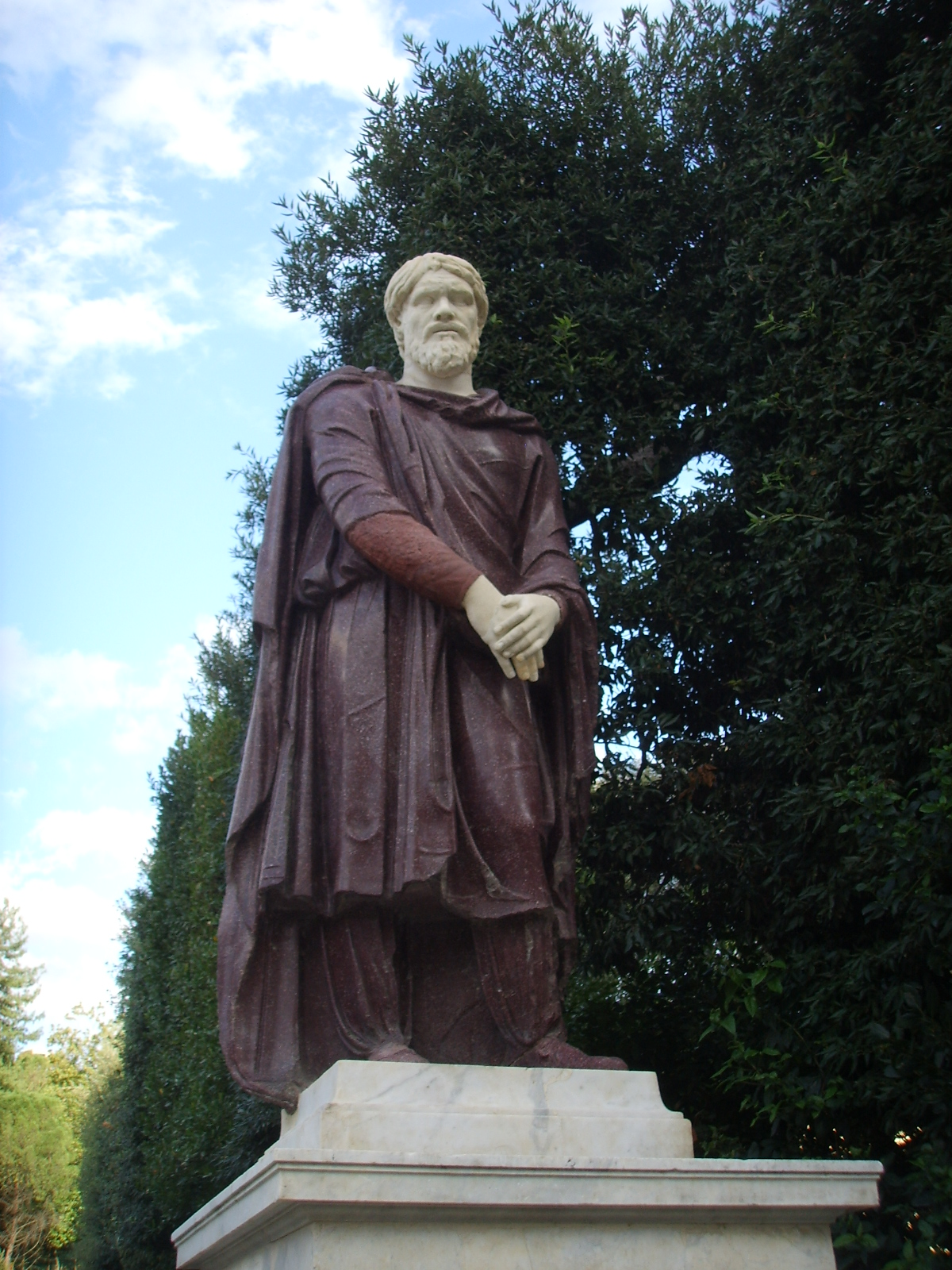
Prigioniero Dace
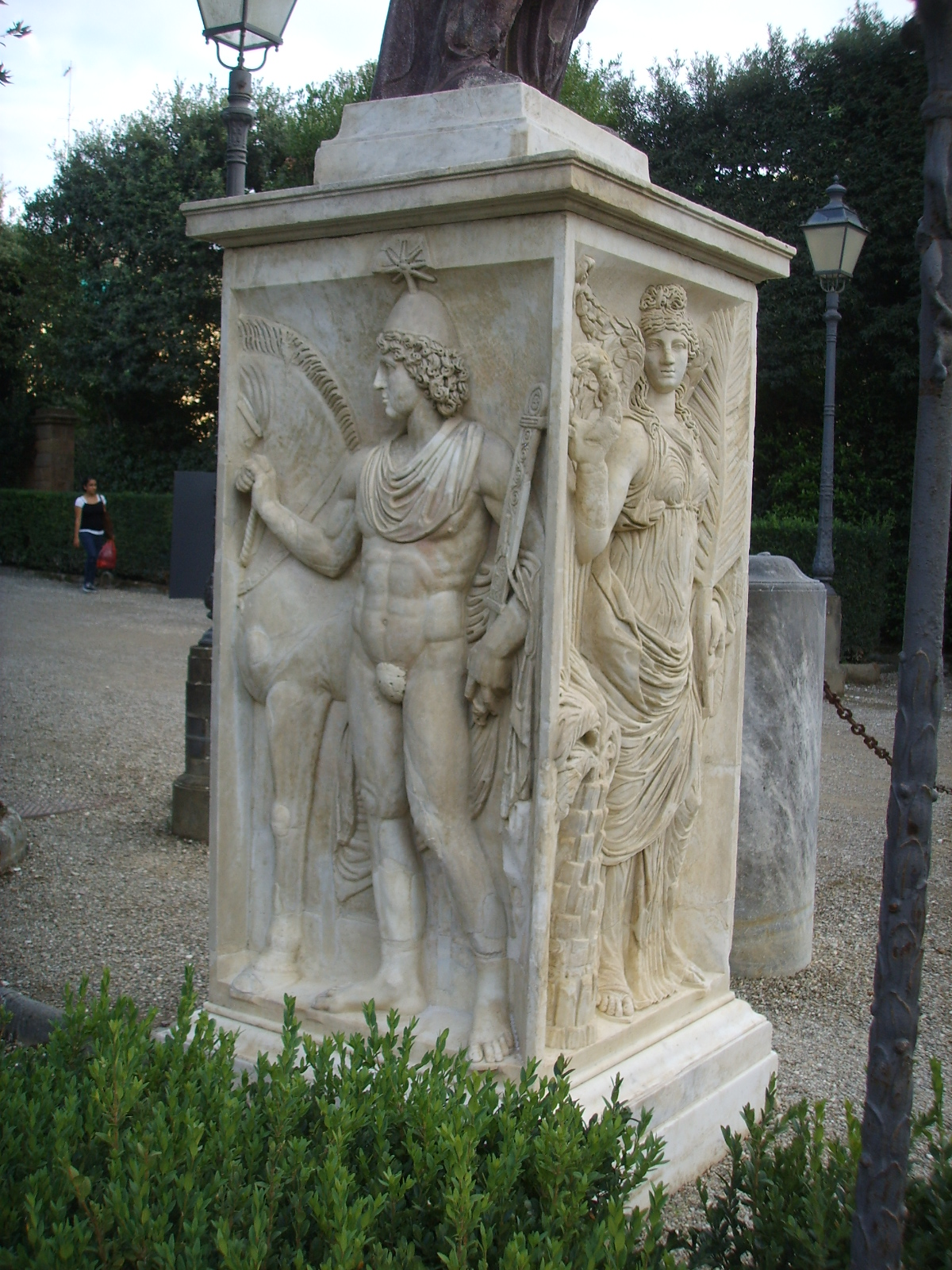
Base scolpita

#### Livello del Palazzo

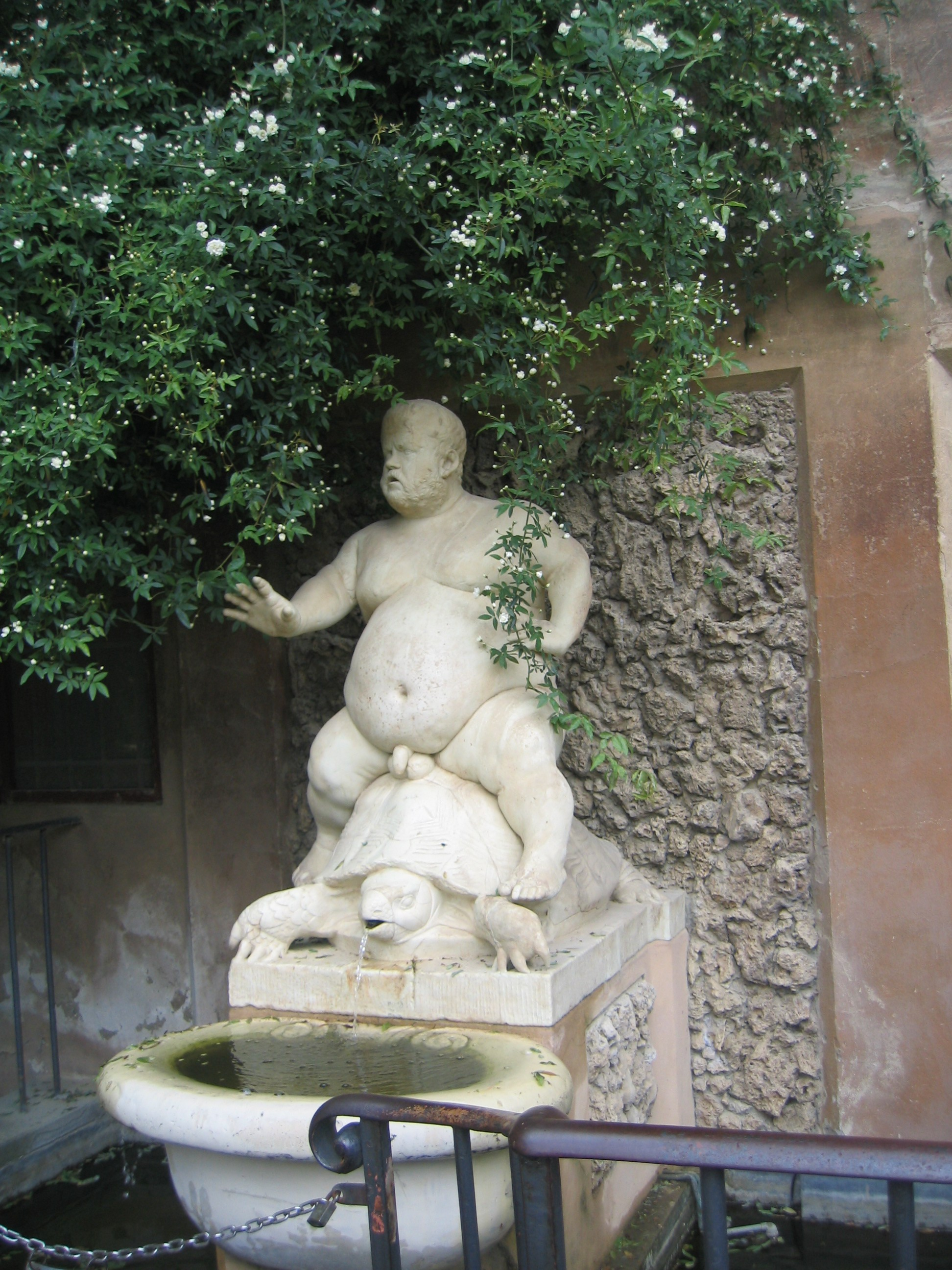
La Fontana del Bacchino, opera di Valerio Cioli

Scendendo al livello del palazzo attraverso un viale serpentino usato dalle carrozze, si arriva ad una zona coperta di ghiaia, dove un tempo stazionavano le vetture con cavalli.
Vicino all'uscita su piazza Pitti si trova la Fontana del Bacchino, esempio del gusto grottesco tanto in voga nei giardini del periodo tra Cinque e Seicento. È infatti costituita dalla figura dell'obeso nano Morgante, il più popolare dei nani di corte di Cosimo I, ritratto da Valerio Cioli nudo e a cavalcioni di una tartaruga (1560). La statua è oggi sostituita da una copia (la foto ritrae la copia precedente a quella attuale, che sostituisce l'originale ricoverata nei depositi del giardino).
Su questo lato del muro di cinta passa il Corridoio vasariano, che qui ha l'uscita canonica del suo percorso di visita museale moderno, e poco più avanti, sempre lungo il bordo si trova la celebre Grotta del Buontalenti

#### Grotta del Buontalenti
La Grotta Grande, o del Buontalenti, è uno degli elementi più pregevoli del parco. La sua costruzione si deve soprattutto a Bernardo Buontalenti, che la creò tra il 1583 e il 1593 su incarico di Francesco I de' Medici, una delle architetture più bizzarre e sorprendenti di Firenze.

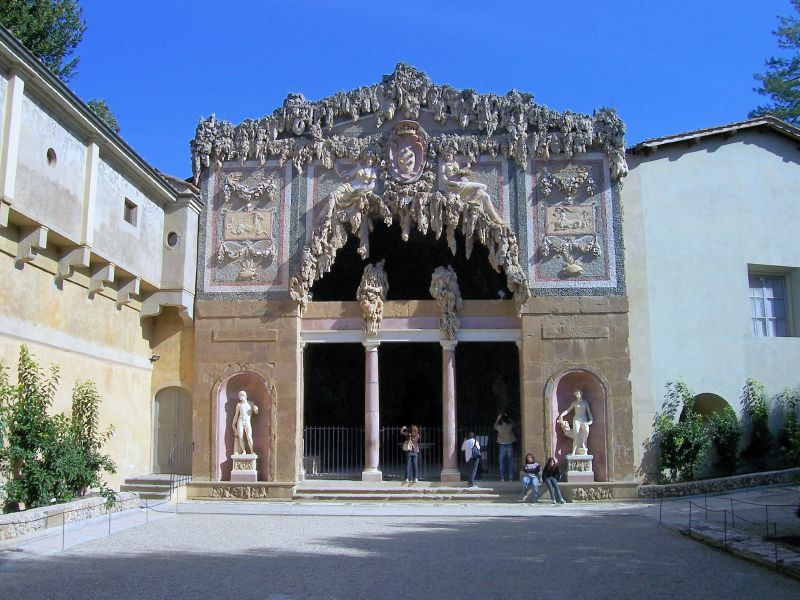
Entrata della Grotta del Buontalenti. A sinistra corre il Corridoio vasariano
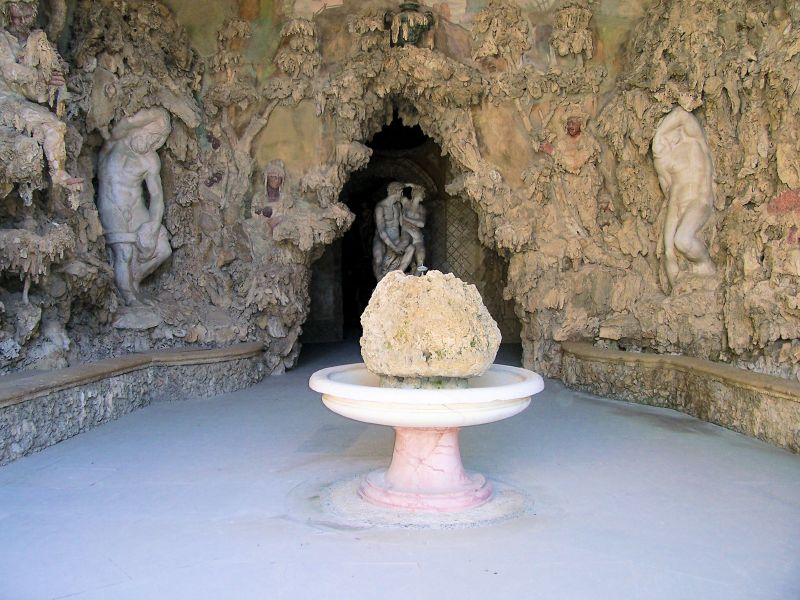
Interno della Grotta del Buontalenti

### A destra del primo asse

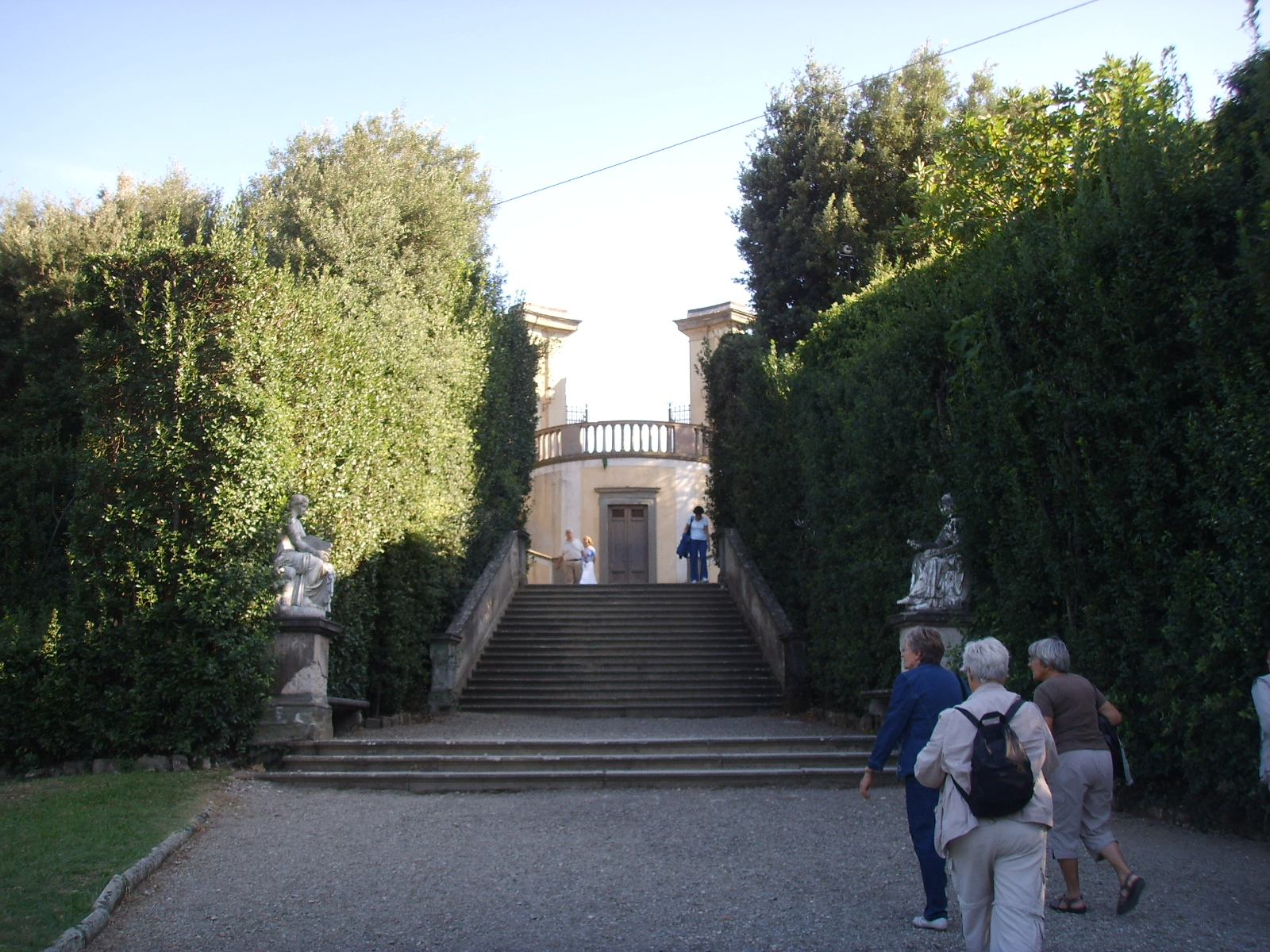
Imbocco della scalinata verso la doppia rampa

Di nuovo in alto, dal giardino del Cavaliere, se discendendo si prende invece verso sud, prima di giungere al Prato dell'Uccellare, punto di imbocco prospettico del secondo asse del giardino (il Viottolone), si incontra una seconda scalinata fiancheggiata da siepi e decorata da due statue di Muse sedute, oltre a questa è presente una statua raffigurante un uomo ed una donna intenti a baciarsi, sul piedistallo è presente la scritta "12 giugno 1861".
Poco dopo si trova il gruppo marmoreo della Lavacapo (1595-1597), opera di Valerio Cioli per Ferdinando I.
Da qui si accede a un prato che costeggia dall'alto il bacino di Nettuno, dove si trovano alcuni fabbricati che anticamente fungevano da abitazioni per i giardinieri, depositi di attrezzi e di piante durante l'inverno. Qui si trovano anche le ragnaie, cioè quei fitti boschetti dove venivano tese reti per catturare i piccoli volatili.
Nei vialetti ombrosi che occupano lo spazio tra l'anfiteatro e il Prato del Pegaso, cinti da alberi ad alto fusto, si trovano due curiose architetture coperte da cupole e parzialmente interrate: si tratta delle due ghiacciaie di Boboli, antesignane dei frigoriferi. Qui, grazie al ghiaccio che veniva giornalmente trasportato dall'Abetone e grazie all'ambiente che ricreava le condizioni climatiche delle grotte, venivano conservate le vivande destinate alle cucine granducali.

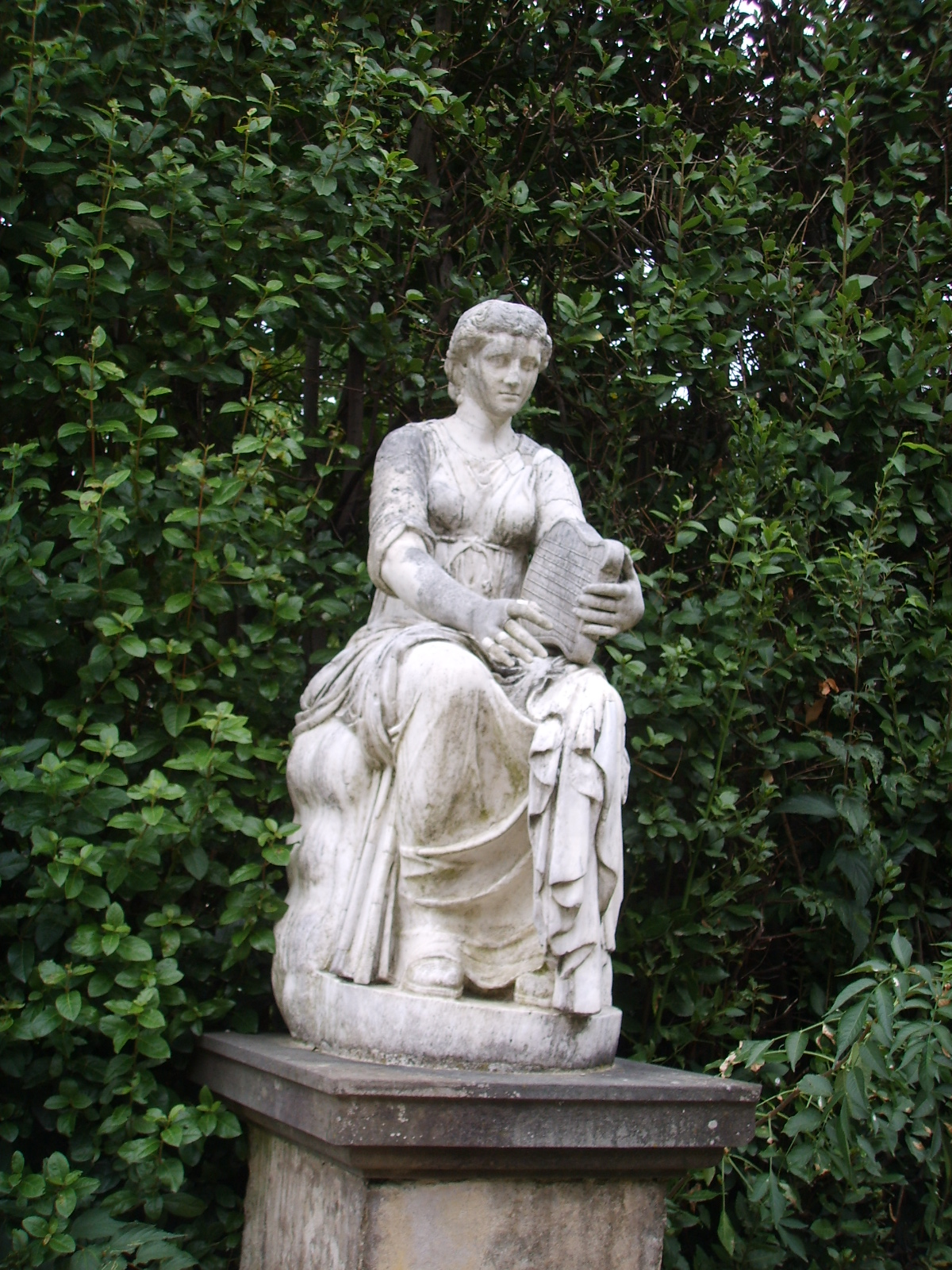
La prima statua di Musa seduta
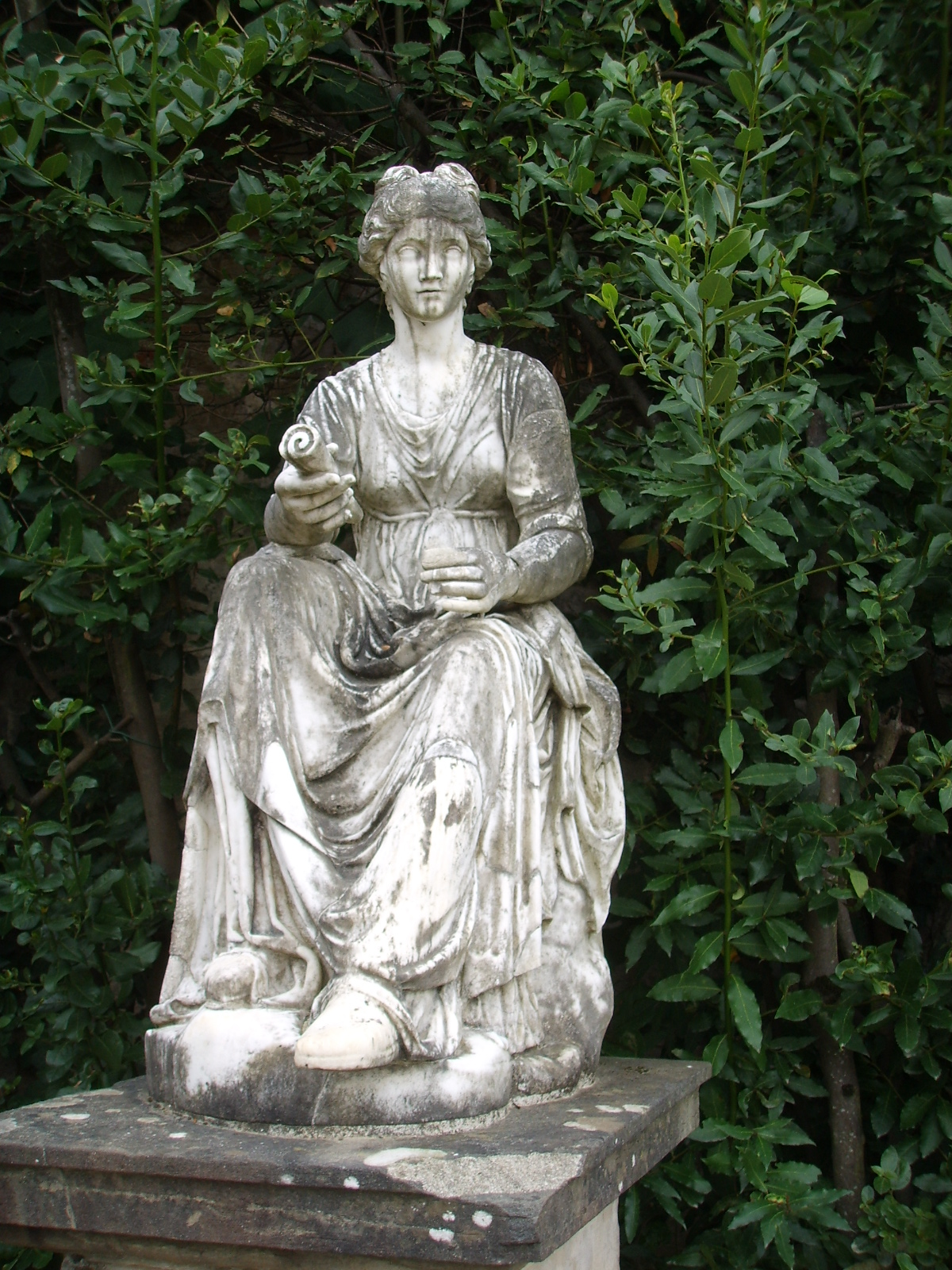
La seconda statua di Musa seduta
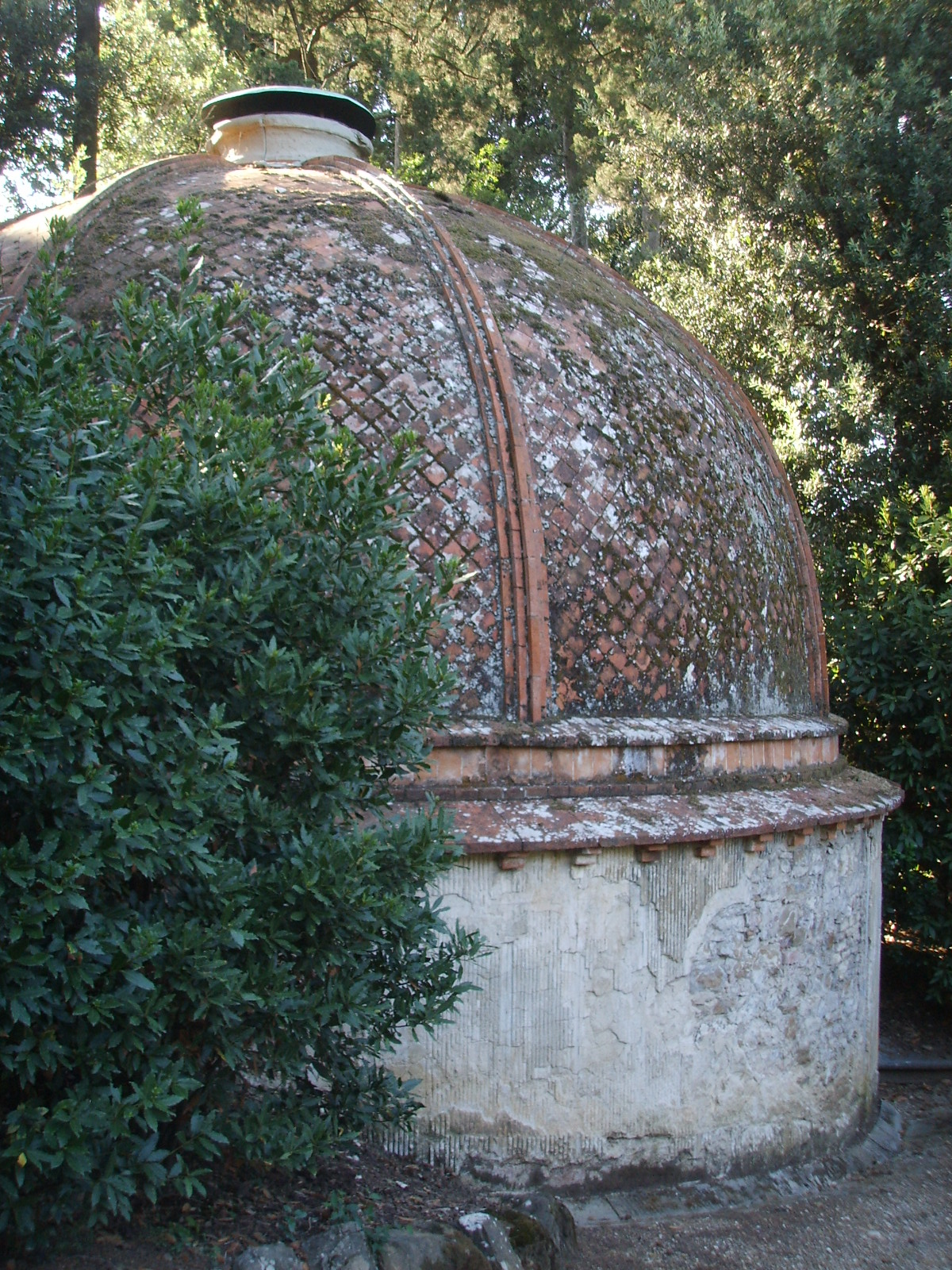
La cupola di una delle due ghiacciaie

### Secondo asse

#### Prato dell'Uccellare

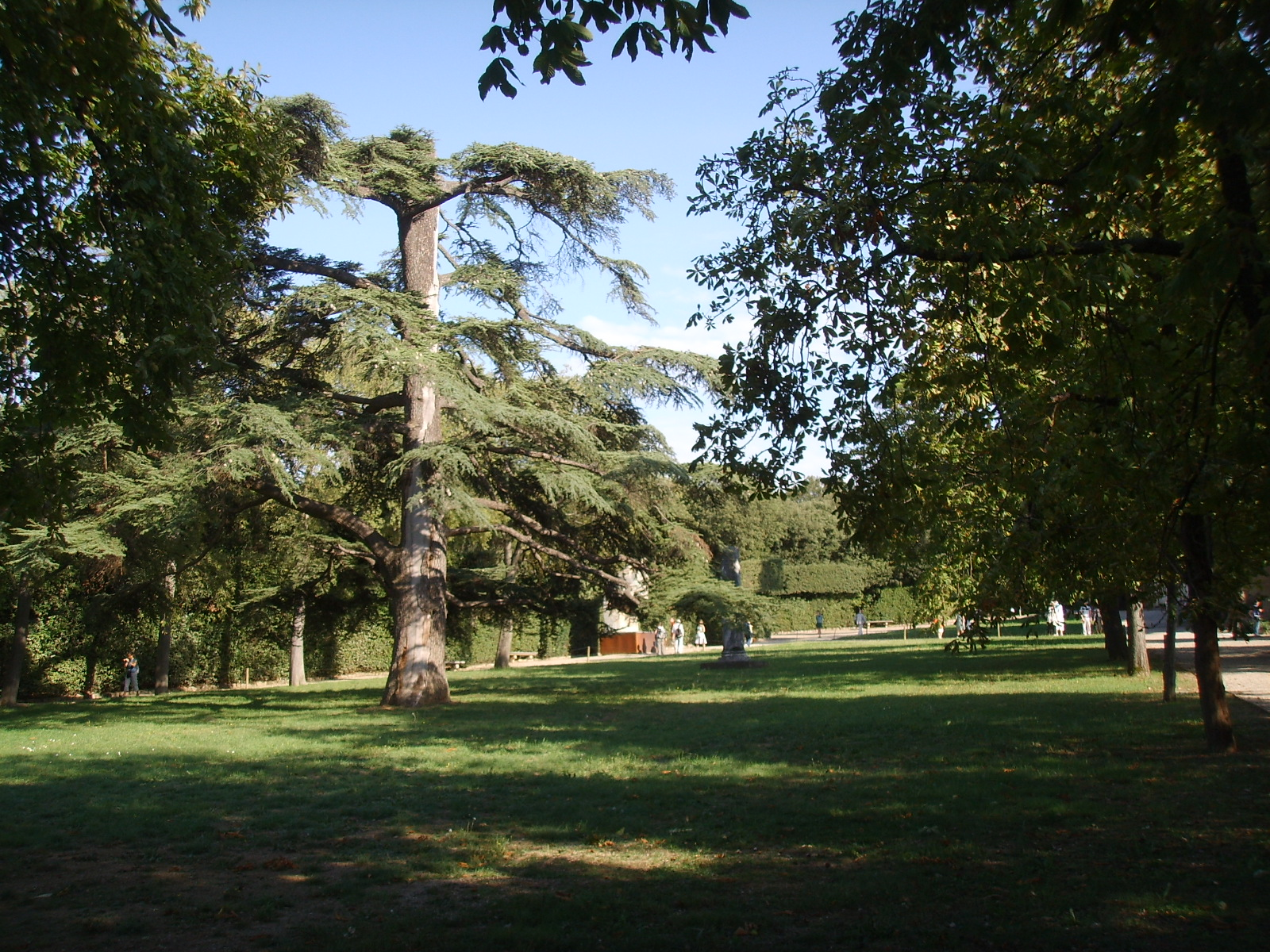
Il Prato dell'Uccellare

L'imbocco ideale del secondo asse è il cosiddetto prato dell'Uccellare (gli uccellari, diffusi nei secoli passati, erano strutture naturali sistemate per la caccia agli uccelli -ad esempio con reti o nascondigli per i cacciatori-  e come luogo di svago), situato in posizione rialzata e attraversato dal Viottolone (anche se verso nord, oltre il prato dell'Uccellare verso l'anfiteatro, questo viale diventa un saliscendi minore).
Questo ampio prato è circondato da lecci e cipressi secolari e segna il confine con la parte occidentale del giardino. Al centro è decorato da una colonna spezzata, mentre su un lato vi si trova una delle poche opere contemporanee del giardino: una monumentale testa bronzea di Igor Mitoraj (1998), rimasta nel giardino dopo la mostra sull'artista polacco del 2002. Da qui si gode un ottimo panorama sul quartiere di Oltrarno, oltre la Palazzina della Meridiana.

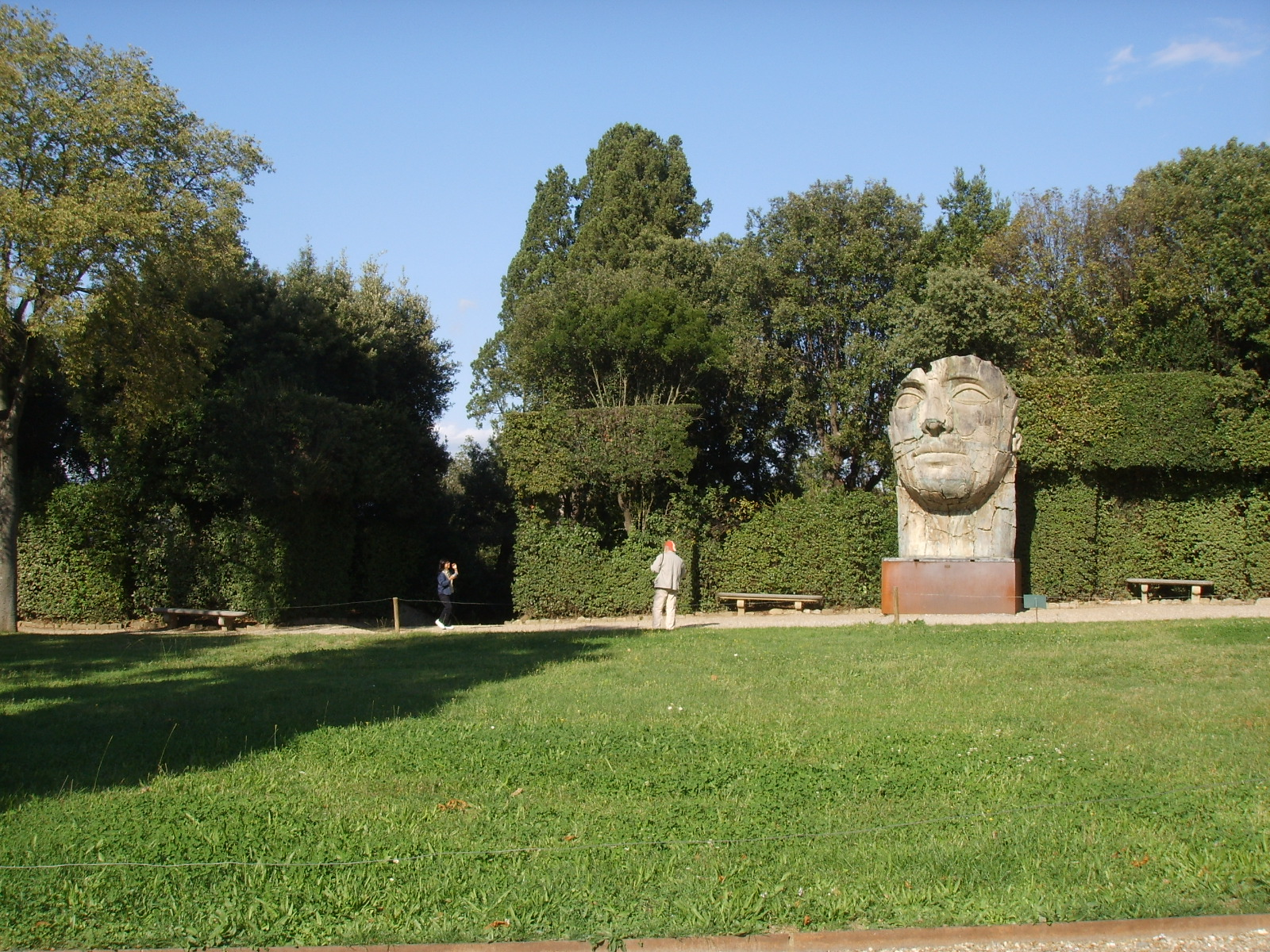
Veduta del prato con l'opera di Mitoraj
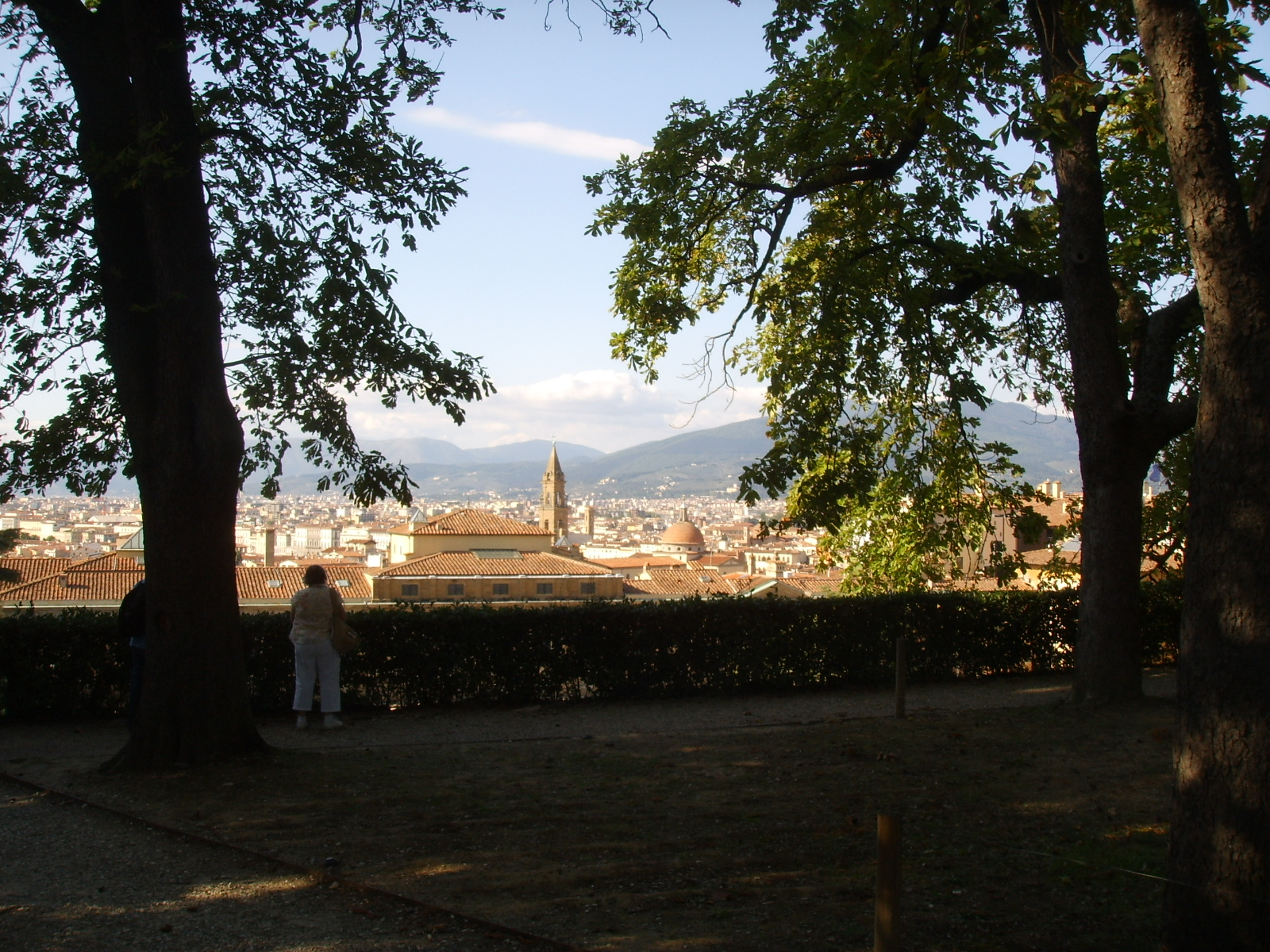
Il panorama
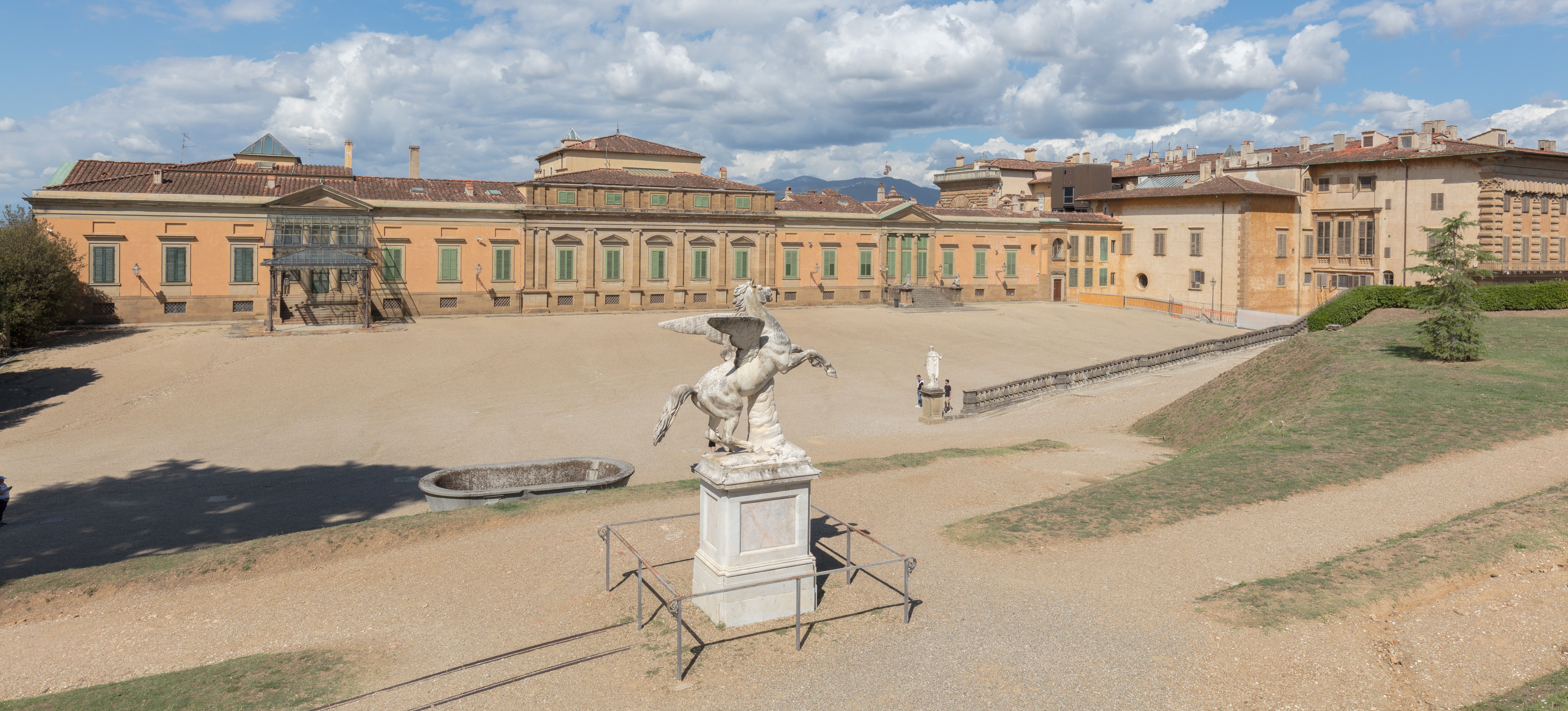
Il Prato di Pegaso

#### Prato del Pegaso
Al di sotto del Prato dell'Uccellare, attraversato da sentieri a zig-zag, si distende il cosiddetto Prato del Pegaso, un declivio collinare che riporta al livello del palazzo, in particolare davanti al piazzale coperto a ghiaia della palazzina della Meridiana.
Questa zona deve il suo nome alla scultura marmorea di Pegaso, opera di Aristodemo Costoli del 1865, usata come simbolo dalla Regione Toscana. Vi si trovano altre statue ed una grande vasca di granito grigio. I grandi alberi che vi si ergono isolati e asimmetrici ricordano il gusto del giardino all'inglese.

#### Viottolone

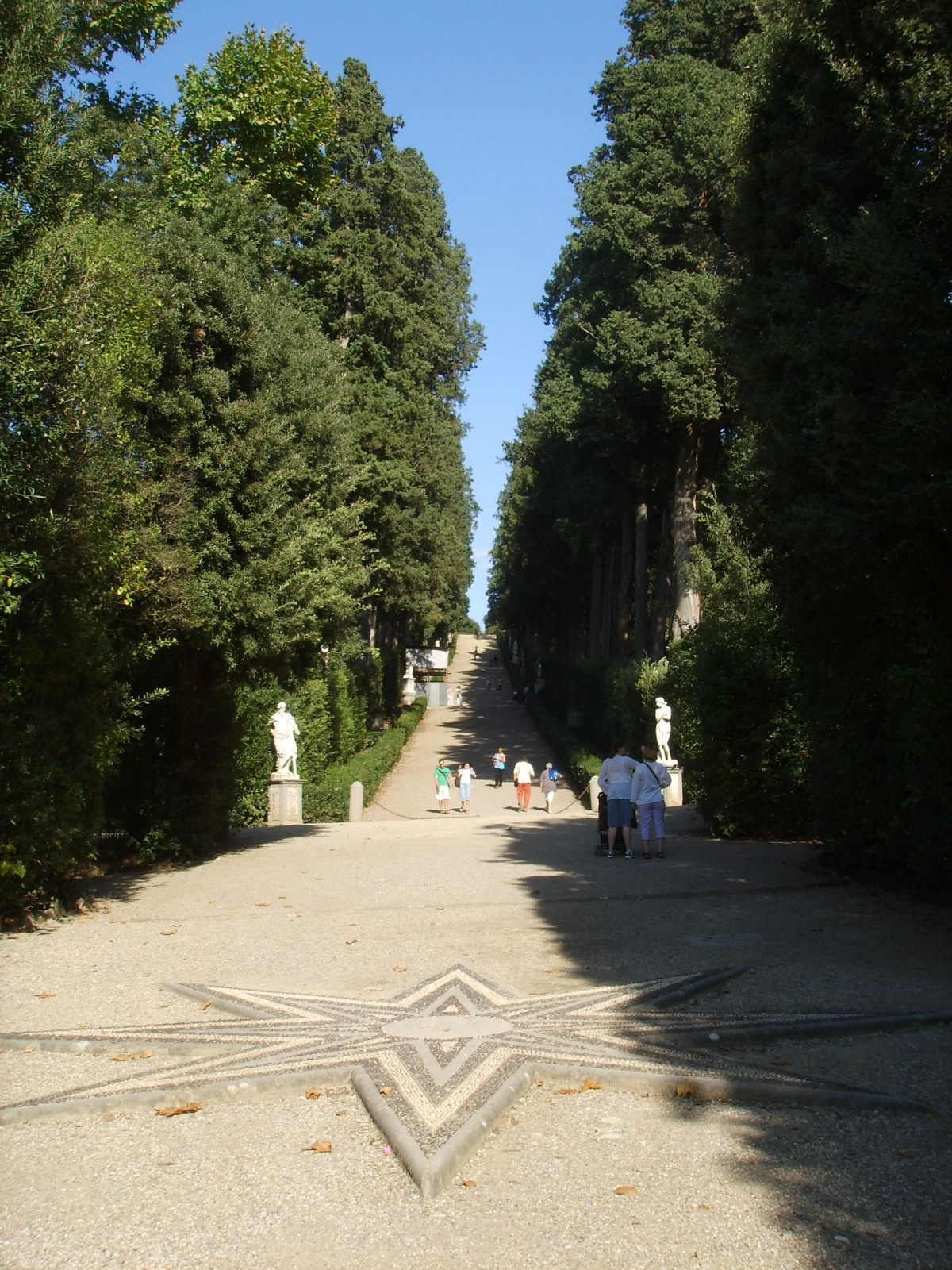
Il Viottolone

Il Viottolone è un ampio viale in ripida discesa, affiancato da due filari di cipressi piantati nel 1637 e decorato da numerose statue, che segna l'asse secondario (quello sei-settecentesco in direzione sud-ovest) del giardino. Le statue, poste simmetricamente nei pressi degli incroci con i tre viali trasversali, sono sia antiche (romane), sia di fattura moderna, prevalentemente settecentesca.
La zona a sinistra del viottolone, già un tempo occupata dal labirinto, ha oggi il viale serpentino per il rondò delle carrozze. In questa zona resta la vasca centrale del labirinto, oggi circondata da un'aiuola ellittica. La parte di destra era invece dedicata alla caccia e vi si trova anche l'orto murato. Ai due fianchi del viottolone corrono due gallerie rettilinee suggestivamente circondate dalla vegetazione.
L'imbocco del Viottolone dal Prato dell'Uccellare è segnato da due statue dette dei Tirannicidi greci, davanti a una scenografia di cipressi e siepi di alloro. Queste due statue hanno solo i torsi antichi, ed è particolarmente pregevole quello di sinistra, copia dell'Aristogitone del gruppo bronzeo del 447 a.C. degli scultori ateniesi Crizio e Nesiote (quello di destra è in restauro).
Il Viottolone è quindi tagliato da tre viali laterali che creano sei scomparti del giardino.

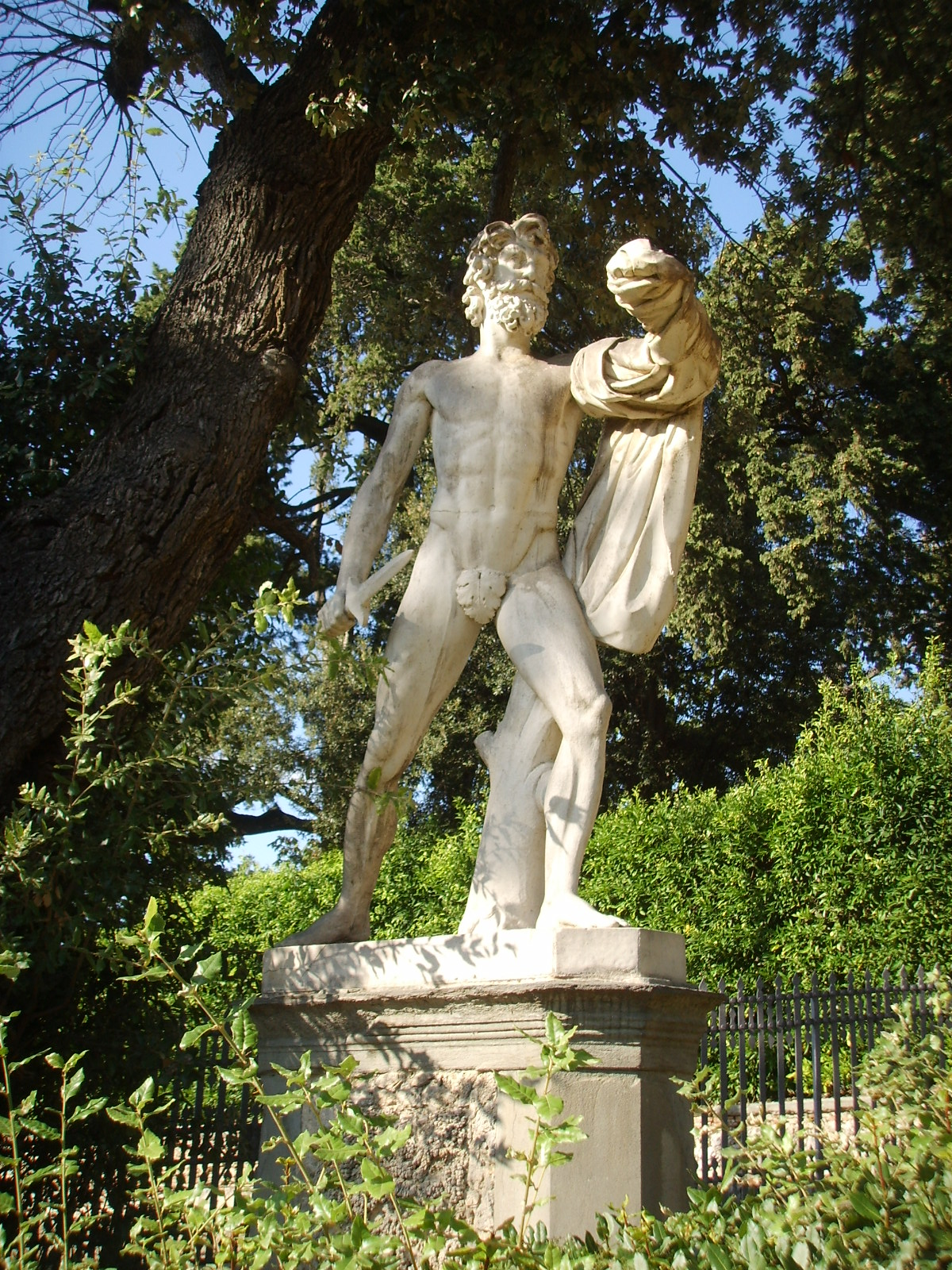
Il Tirannicida
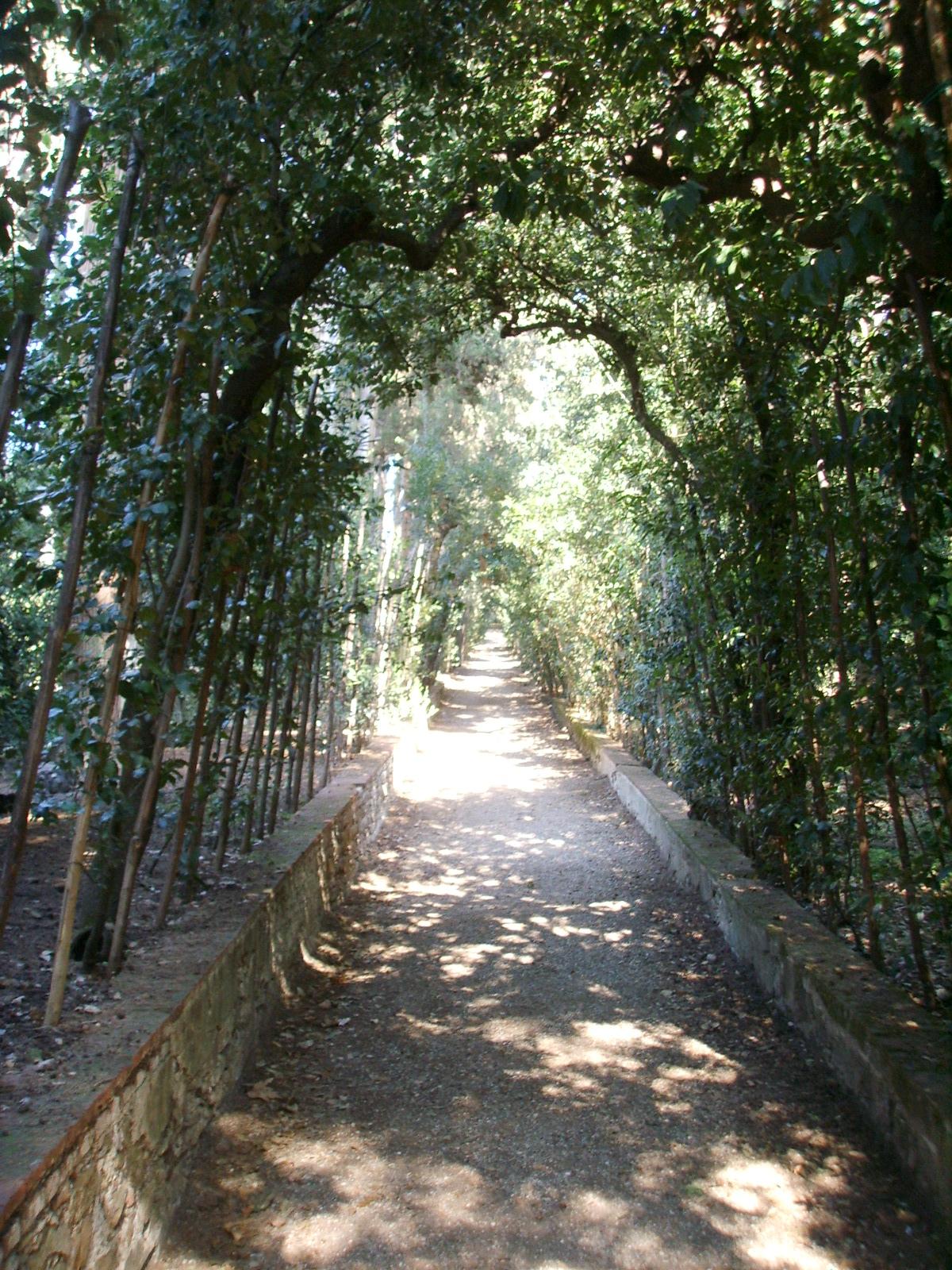
Una delle gallerie coperte a fianco del Viottolone

#### Primo viale trasversale

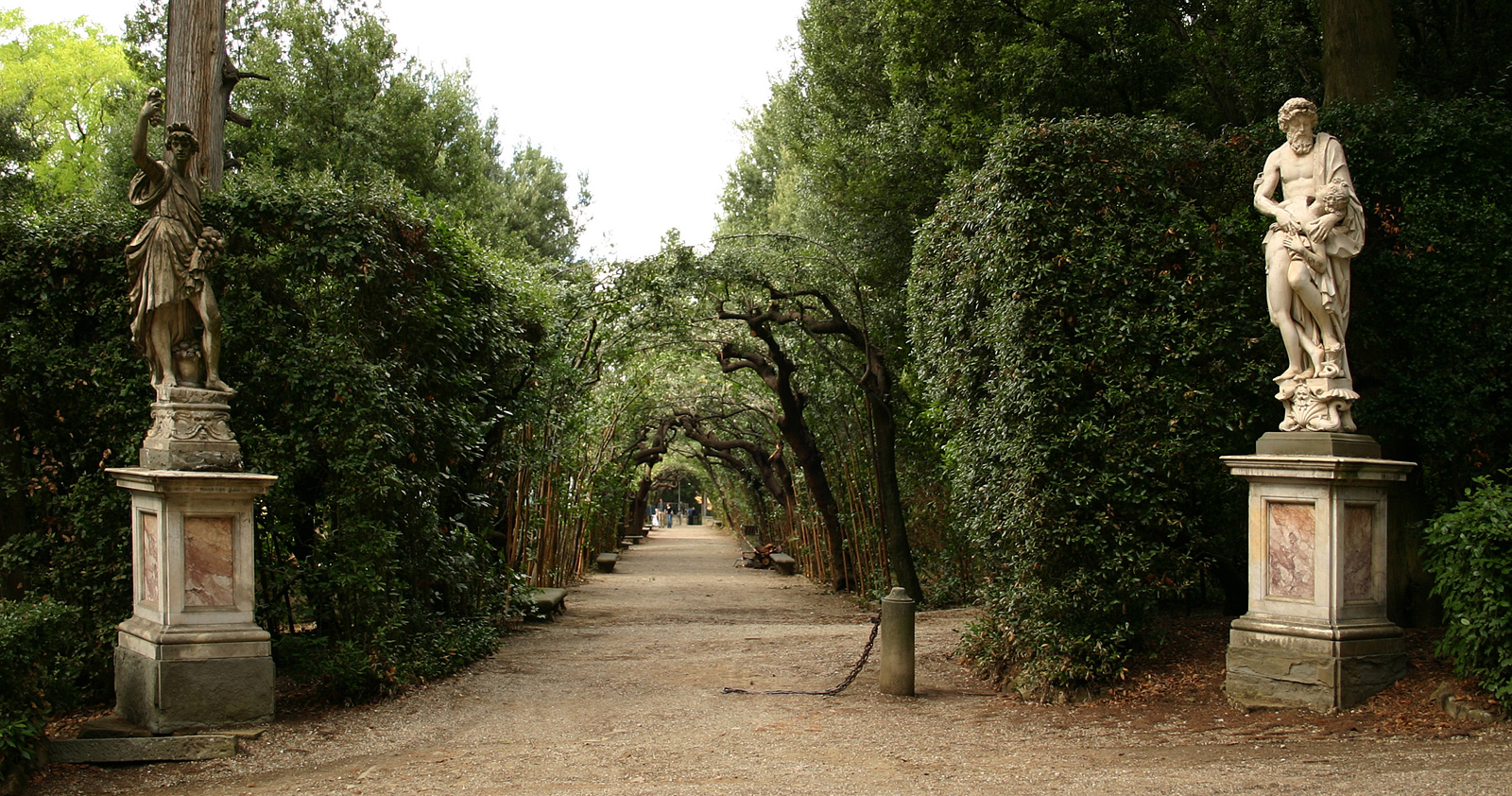
Il primo viale trasversale, con passaggio coperto

Il primo viale trasversale, partendo da monte, è costituito da un pergolato di lecci che formano due gallerie con sedili bassi in pietra sui lati.
Prima di giungere all'incrocio principale un vialetto è segnalato da due statue; in prospettiva sulla sinistra si nota una vasca circondata da un'aiuola ellittica, che era il centro di uno dei labirinti di questa parte del giardino.
Nel punto di incontro con il Viottolone sono state poste quattro statue su ciascun cantone: la Prudenza, Esculapio e Ippolito morente (da Policleto) di Giovanni Caccini, l'Autunno/Bacco e l'Estate/Cerere di Raffaello Petrucci.
Nei riquadri immediatamente a ovest si trovano: a nord, confinante col prato dell'Uccellare, il Cantiere della Sughera (un vivaio murato, usato anche per attività didattiche), e a sud il giardino di Botanica Superiore, a sua volta murato e dotto di serre e vasche per la coltivazione di specie isogene. Sotto questo giardino si trova un vasto ambiente voltato con nicchioni, usato in passato come deposito degli scarti della vegetazione.
Nei riquadri a est iniziano i boschetti di lecci in cui corre un viale serpeggiante, usato come rondò per le carrozze.
In fondo, sulla destra si trova la Fontana dell'Oceano, omonima di quella più famosa al centro dell'Isolotto di Boboli. Questa fontana più piccola raffigura un giovane ai cui piedi sta un delfino che versa acqua.

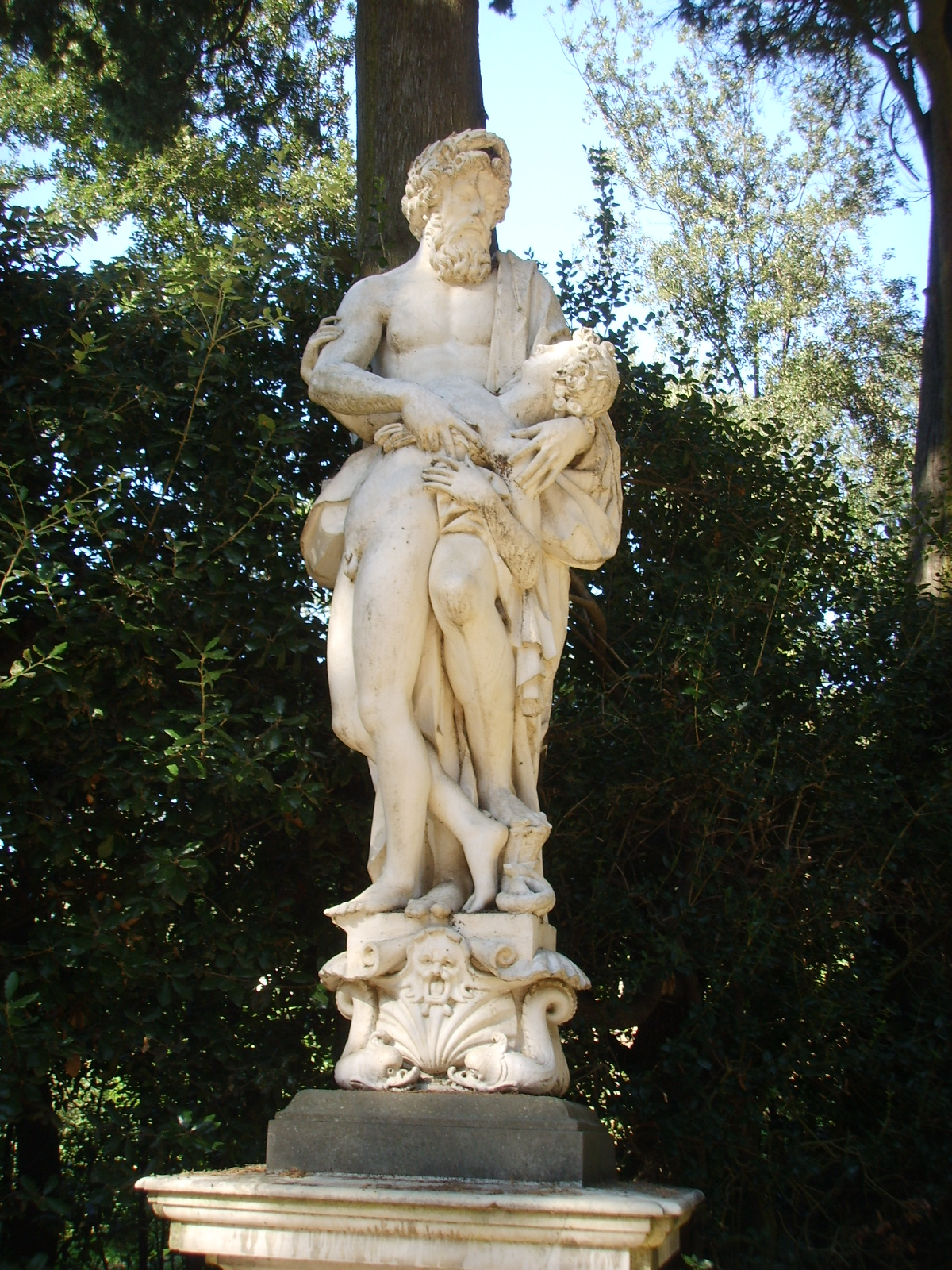
Esculapio (Dio della medicina) con Ippolito morente.
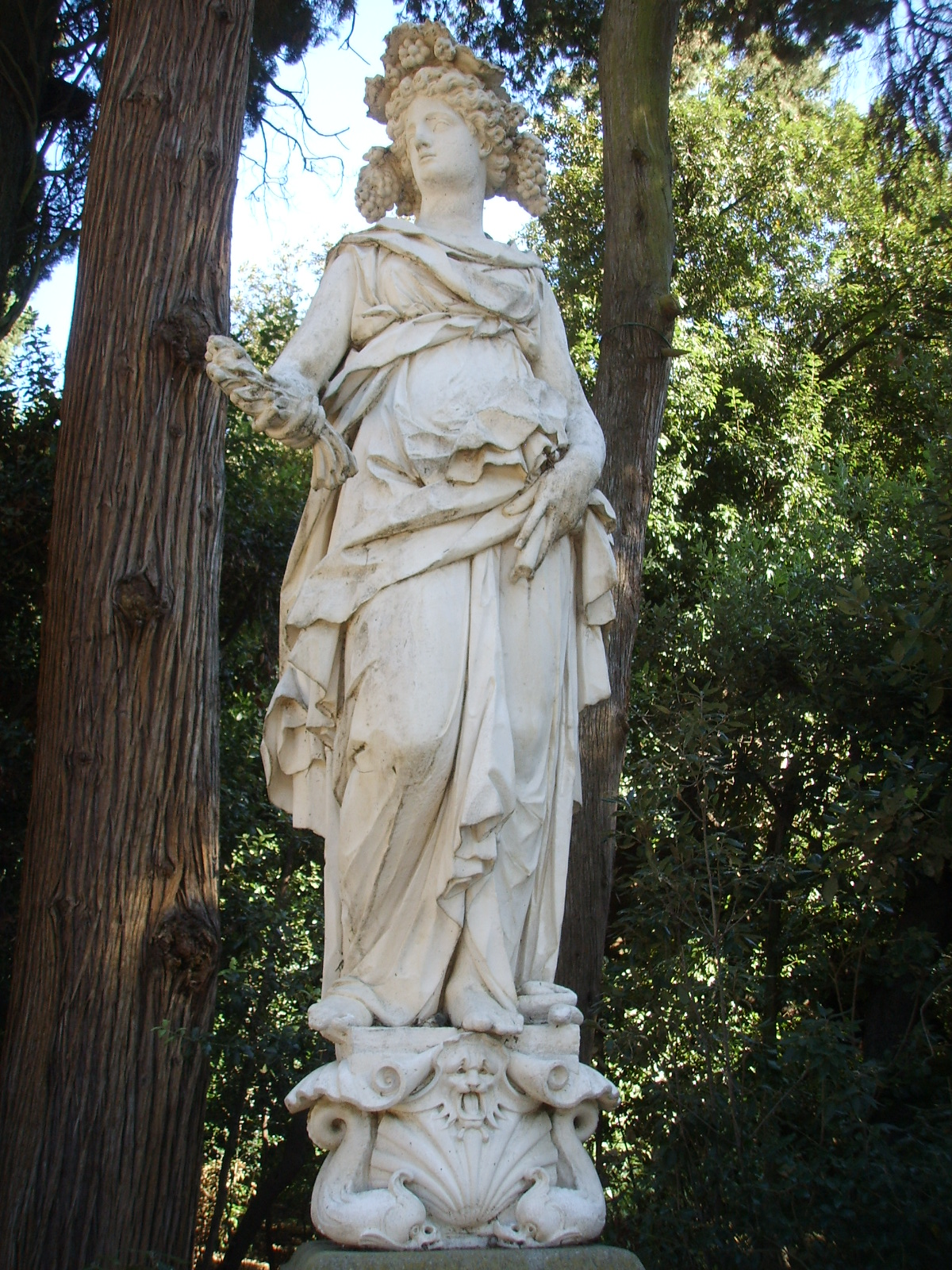
Higea.
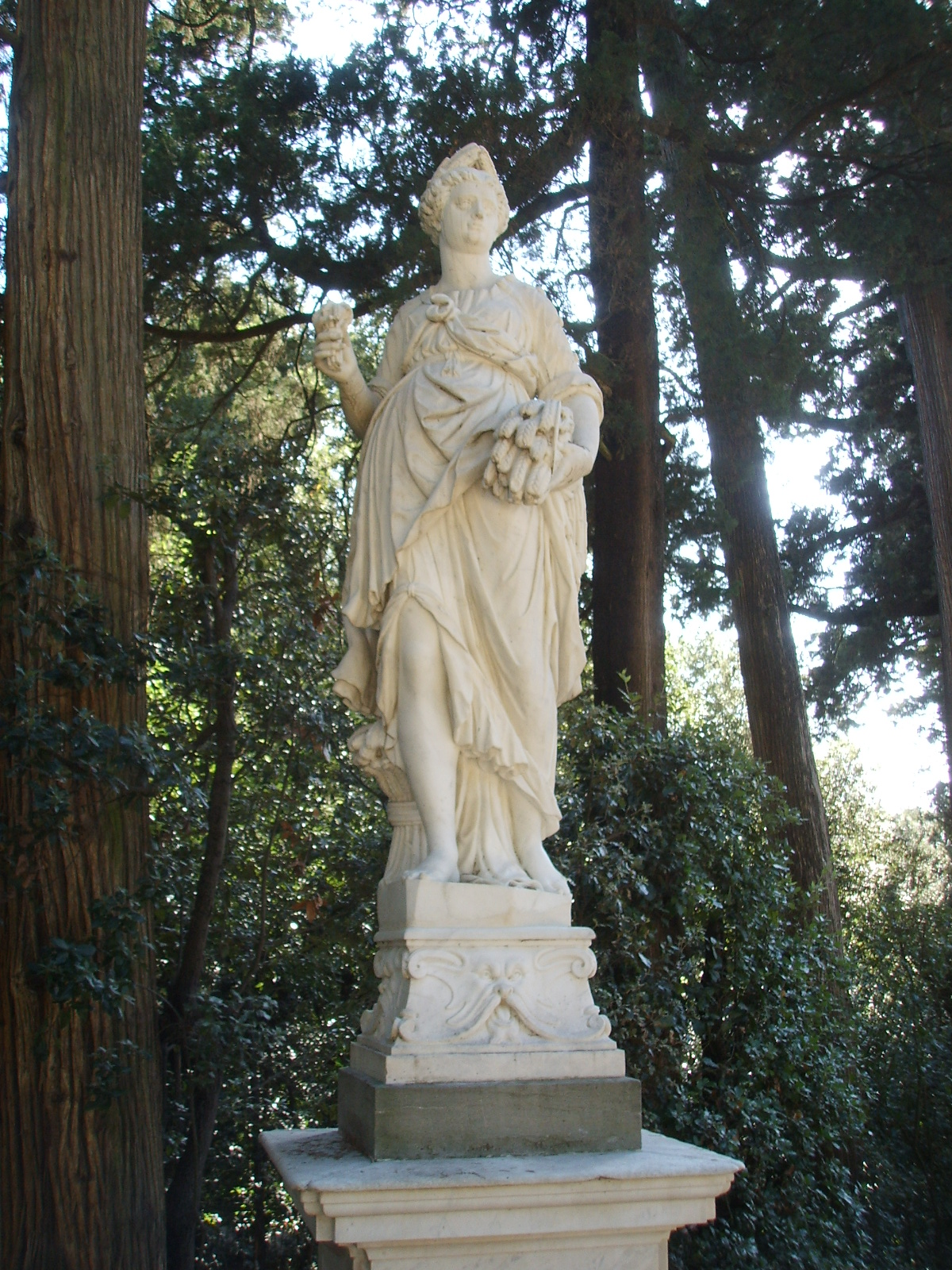
Prudenza.
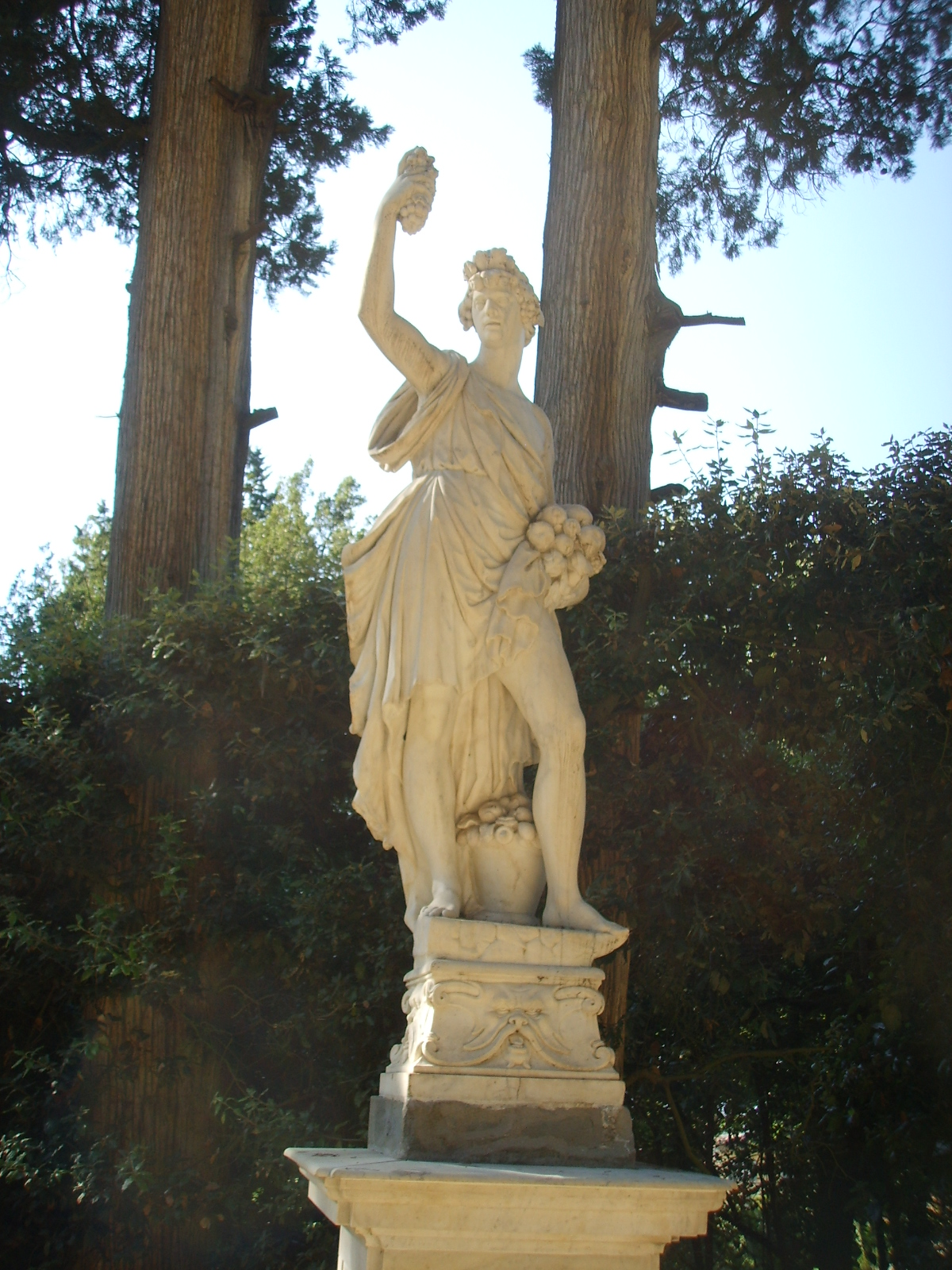
Autunno.

#### Secondo viale trasversale

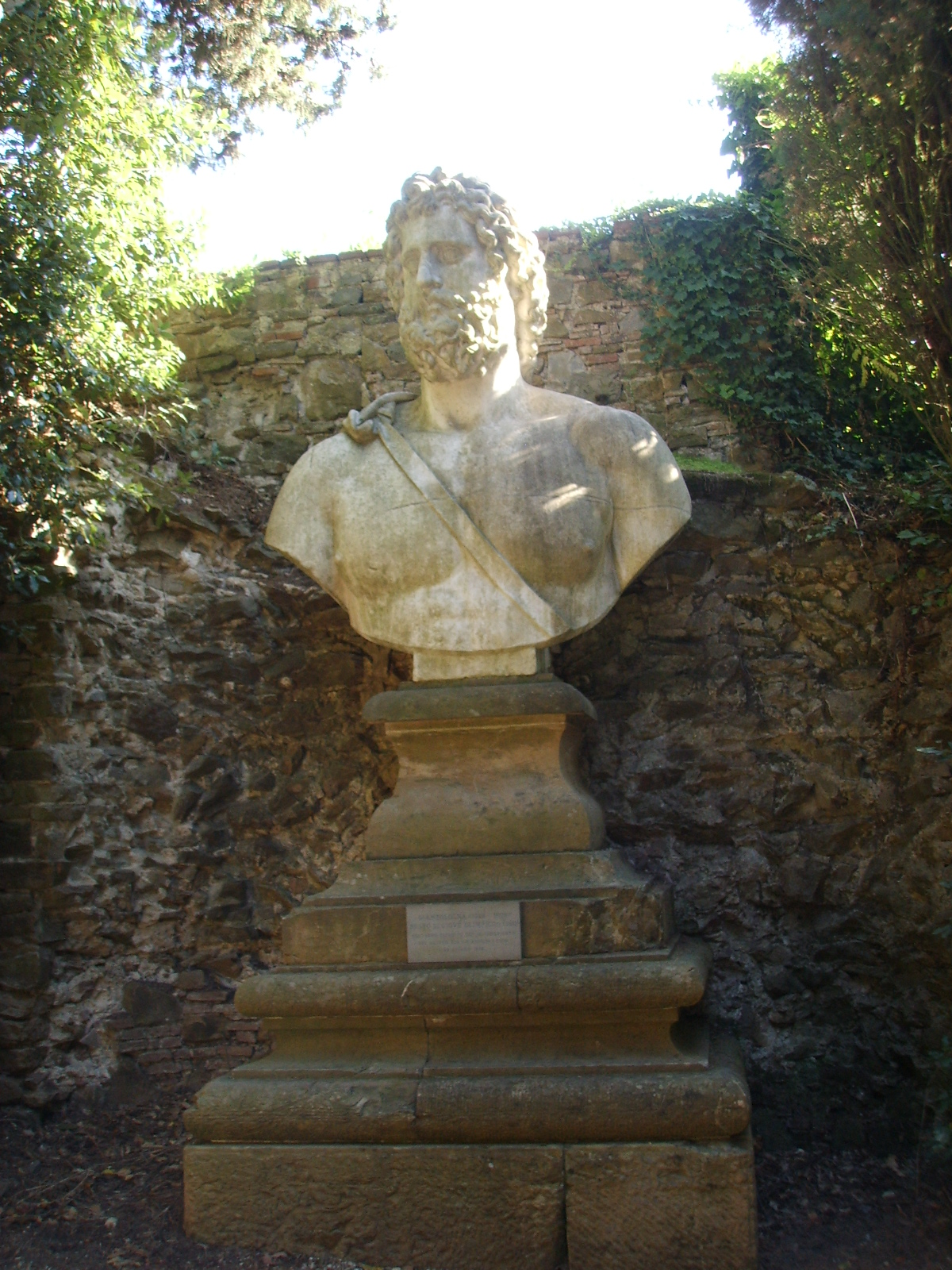
Giambologna (attr.), Busto di Giove Olimpico, 1560 circa.

Il secondo viale trasversale si taglia sul Viottolone a un incrocio con tre statue romane, un Senatore, un Bacco e un Filosofo calvo, mentre una quarta statua con Andromeda è settecentesca.
In fondo al ramo del viale trasversale sinistro, presso le mura cittadine, domina la veduta prospettica il busto colossale di Giove olimpico, attribuito al Giambologna (1560 circa), su una base in arenaria. Accanto alla statua si trova anche la curiosa fontana dei Mostaccini di Romolo del Tadda (1619-1621), costituita da una serie di piccole vasche su vari gradoni collegate da canaletti e con mascheroni che versano l'acqua da un livello a quello inferiore. Oltre alla valenza estetica questa fontana aveva anche una funzione pratica: le piccole vasche dovevano attirare i piccoli volatili che venivano poi catturati con le ragne, reti appese tra i rami del vicino boschetto (detto appunto ragnaia della Pace). I "mostaccini" sono i piccoli mascheroni dalle espressioni aggrottate.

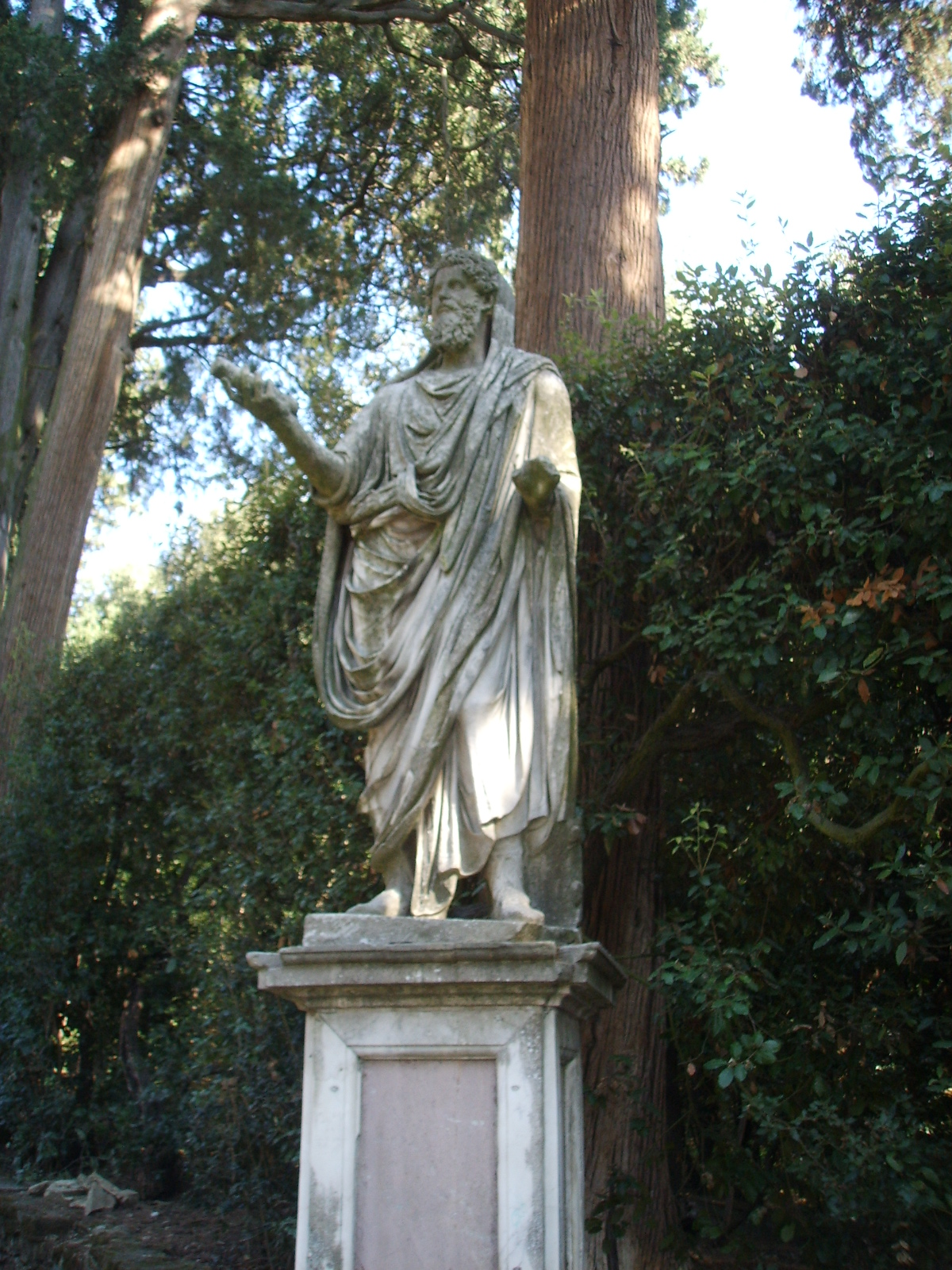
Senatore.
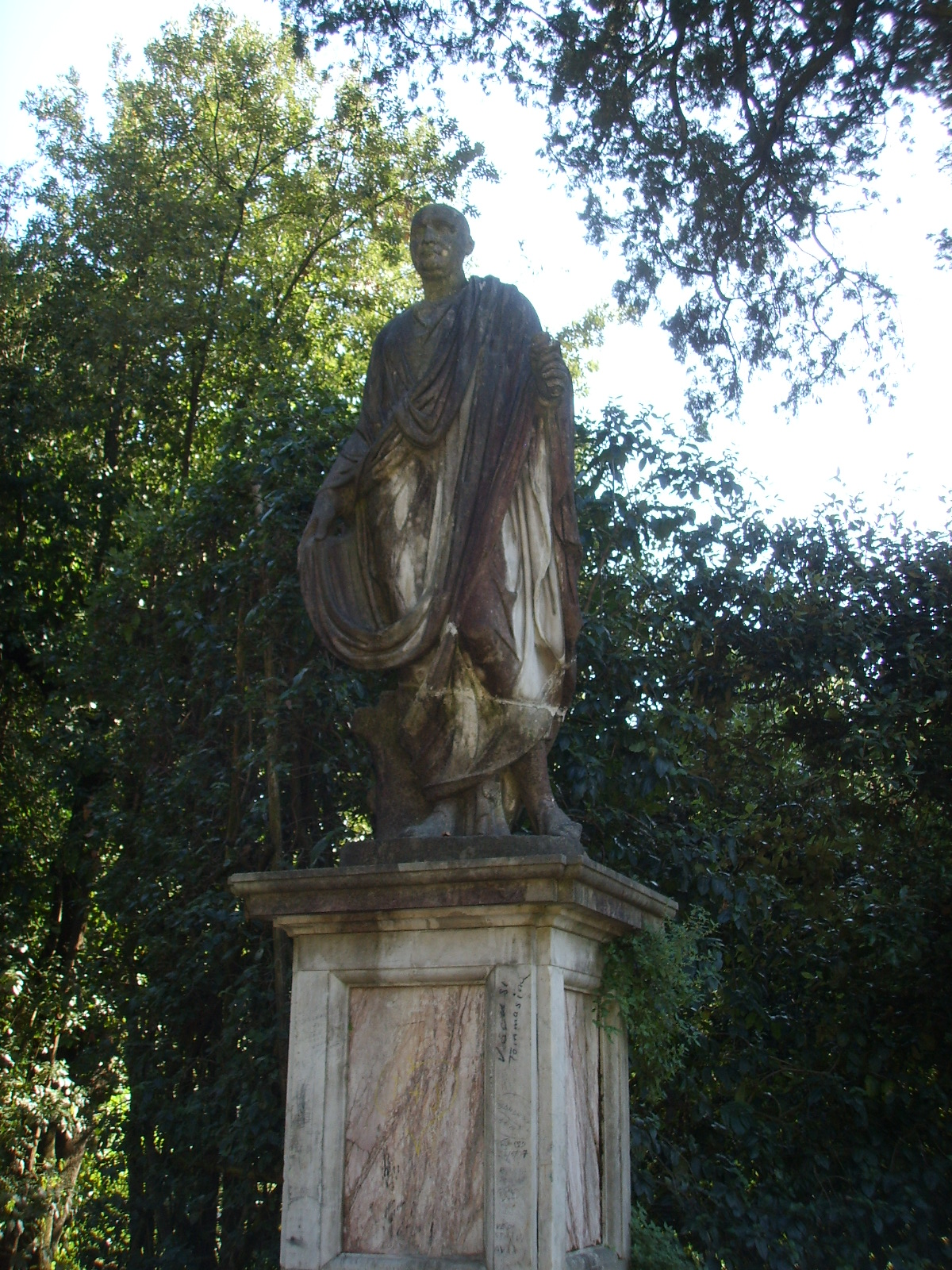
Filosofo calvo.
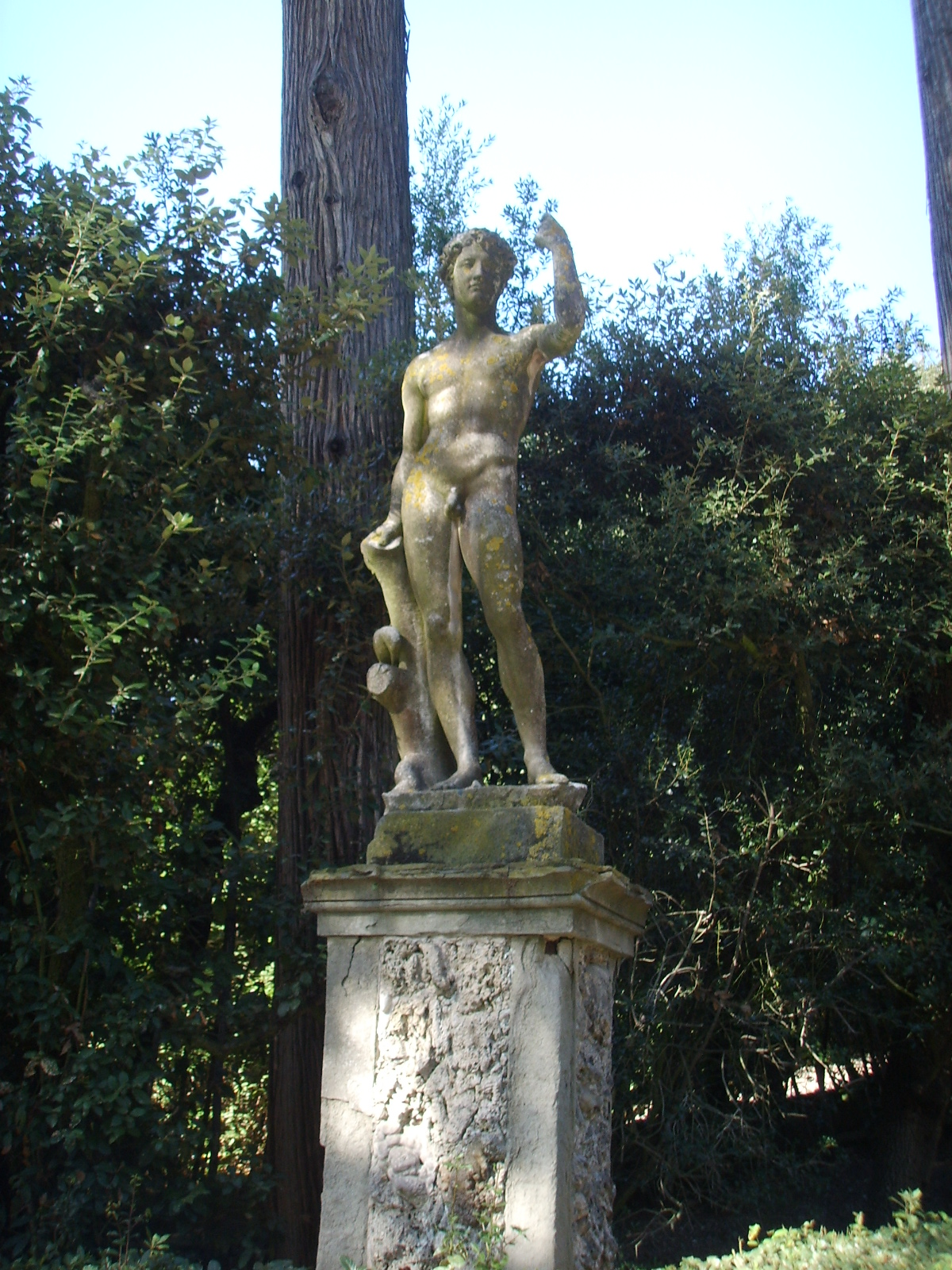
Bacco.
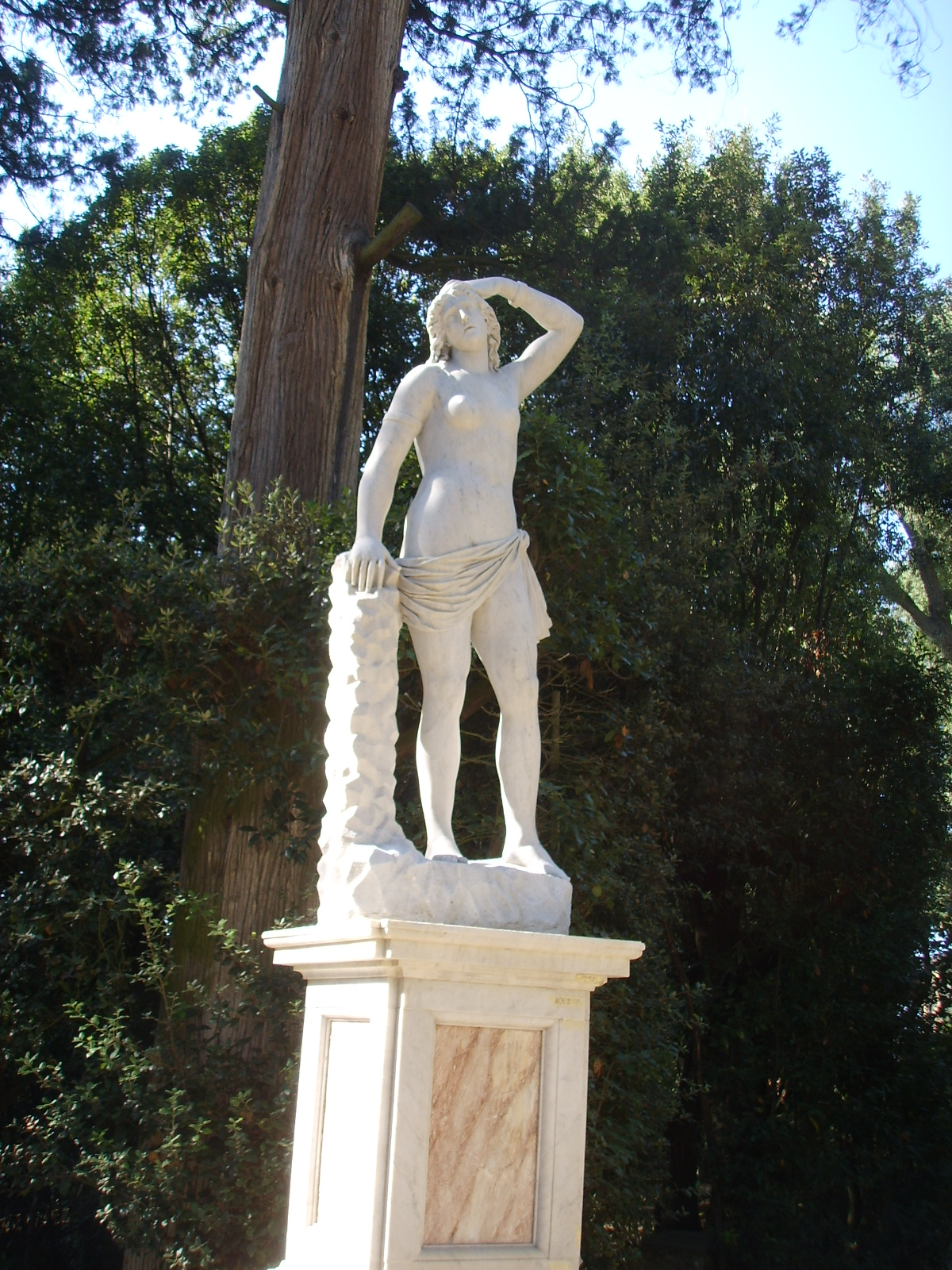
Andromeda.
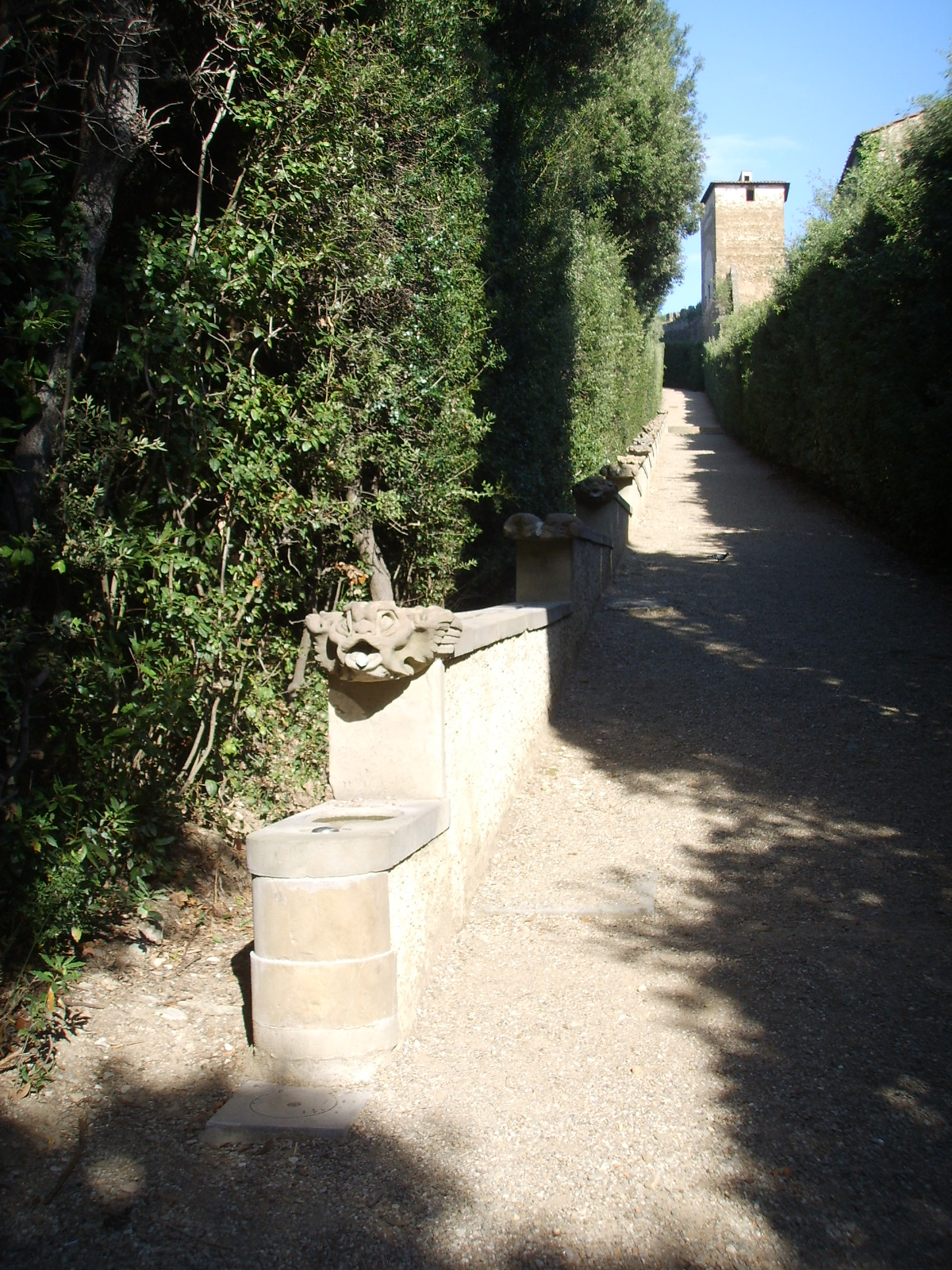
La fontana dei Mostaccini.
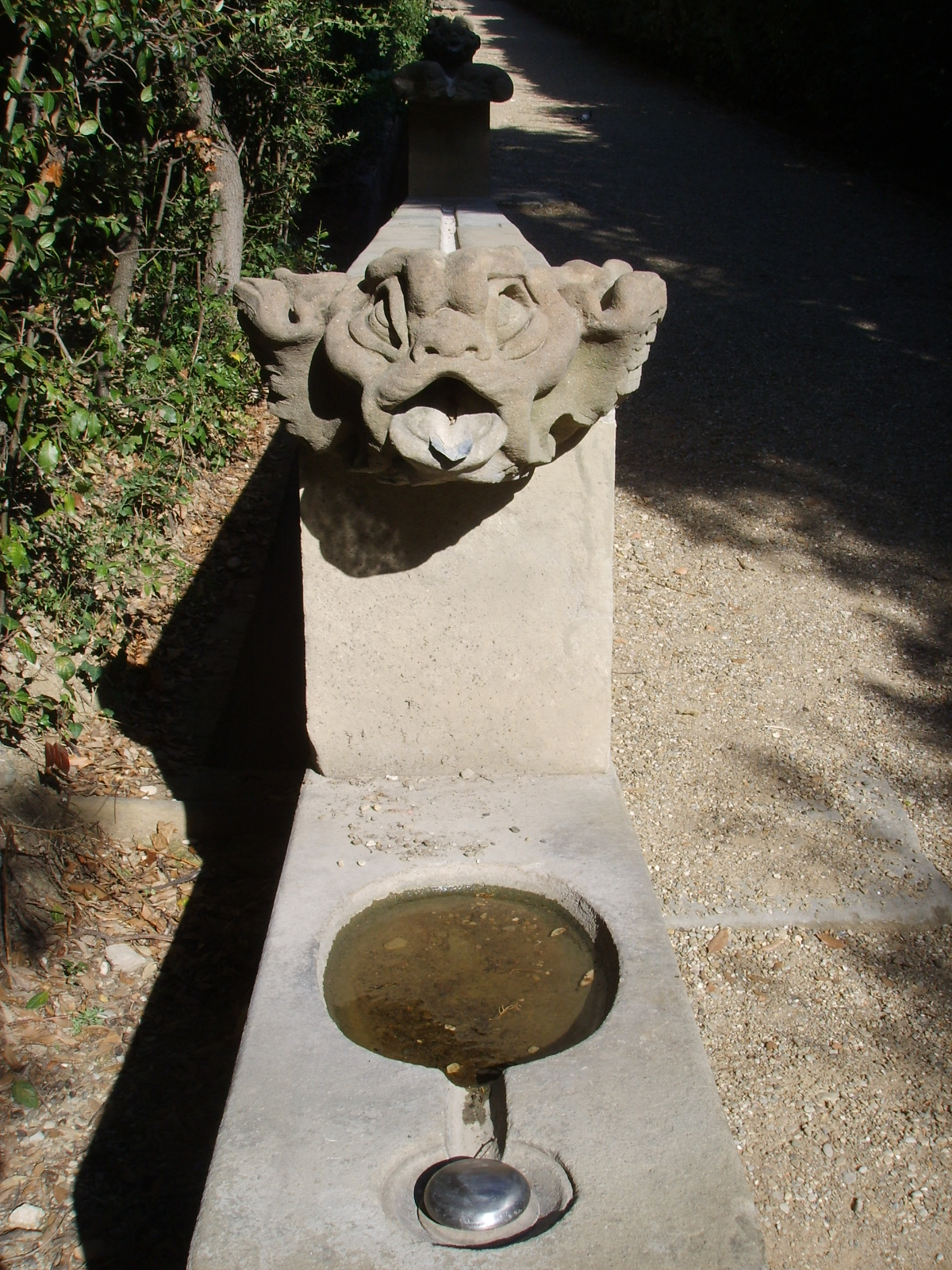
La fontana dei Mostaccini, mascherone.

#### Terzo viale trasversale

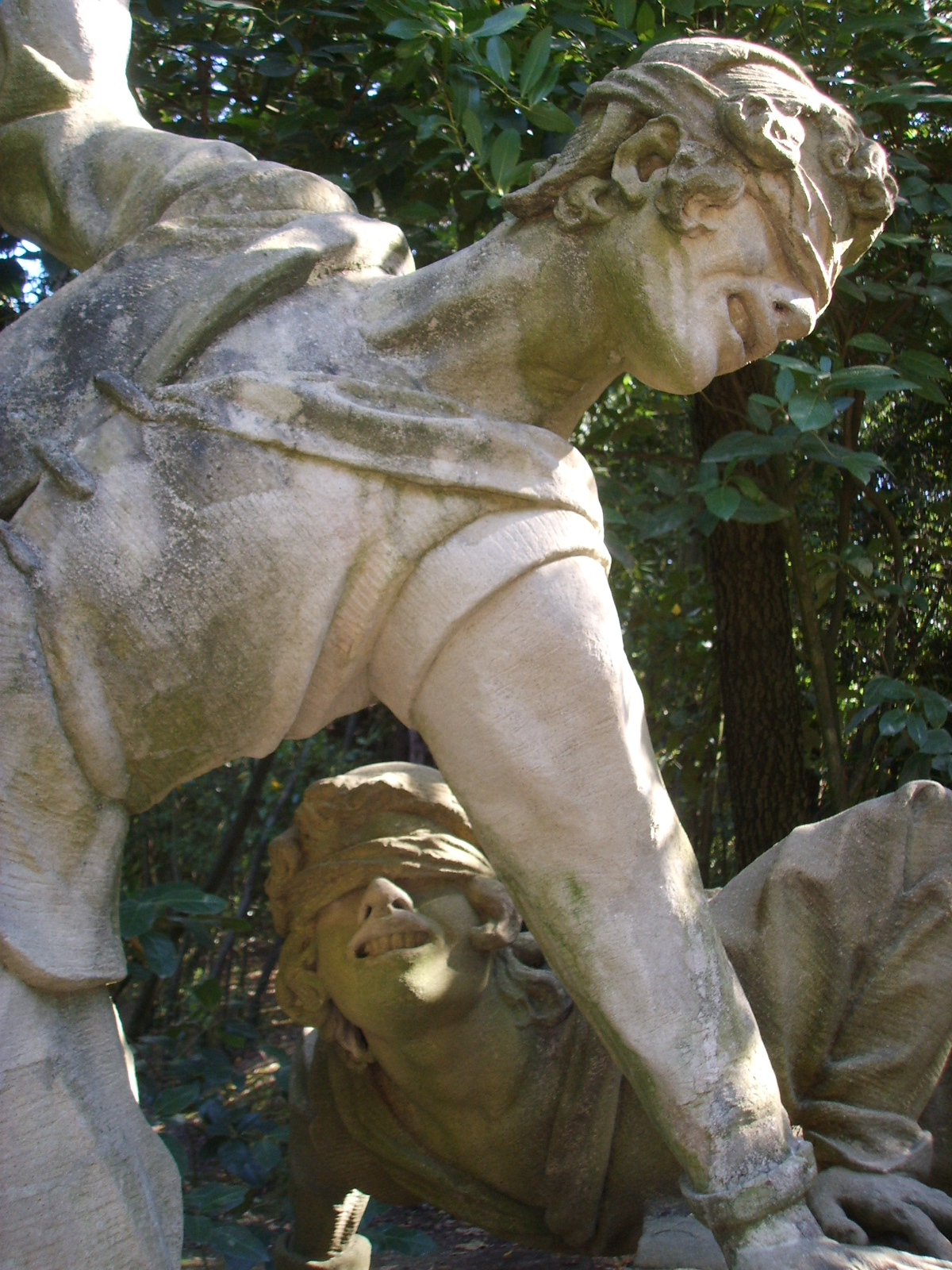
I giocatori del saccomazzone (dettaglio).

Il terzo viale trasversale è quello più a sud-ovest e dall'incrocio con il Viottolone vi partono numerosi percorsi complicatamente intrecciati che conducono al segmento finale del giardino. All'incrocio tra i viali le siepi di bosso disegnano quattro esedre nelle quali sono collocate altrettante statue: Esculapio, Andromeda, Ninfa e la Modestia.
A queste vanno aggiunti i vicini gruppi dei giocatori, di fattura settecentesca secondo il gusto per i temi campagnoli e popolani: i Giocatori alla pentolaccia di Giovan Battista Capezzuoli e i Giocatori del saccomazzone (1780) di Orazio Mochi su disegni di Romolo del Tadda (il "saccomazzone" era un gioco dove due giocatori bendati, sempre tenendo tenere una mano su una roccia, cercavano di scacciare l'avversario colpendolo con un lungo straccio annodato).

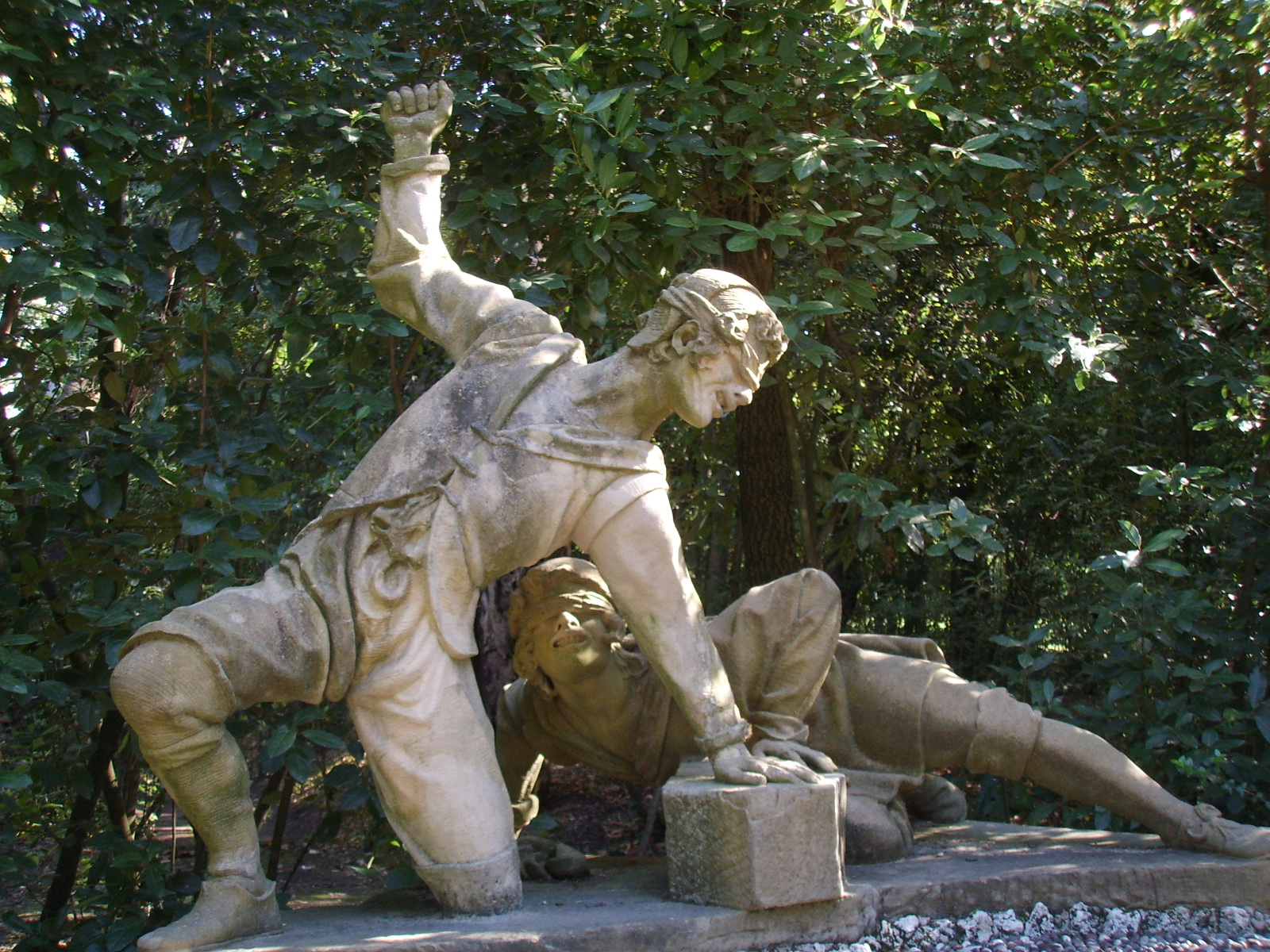
I Giocatori del saccomazzone.
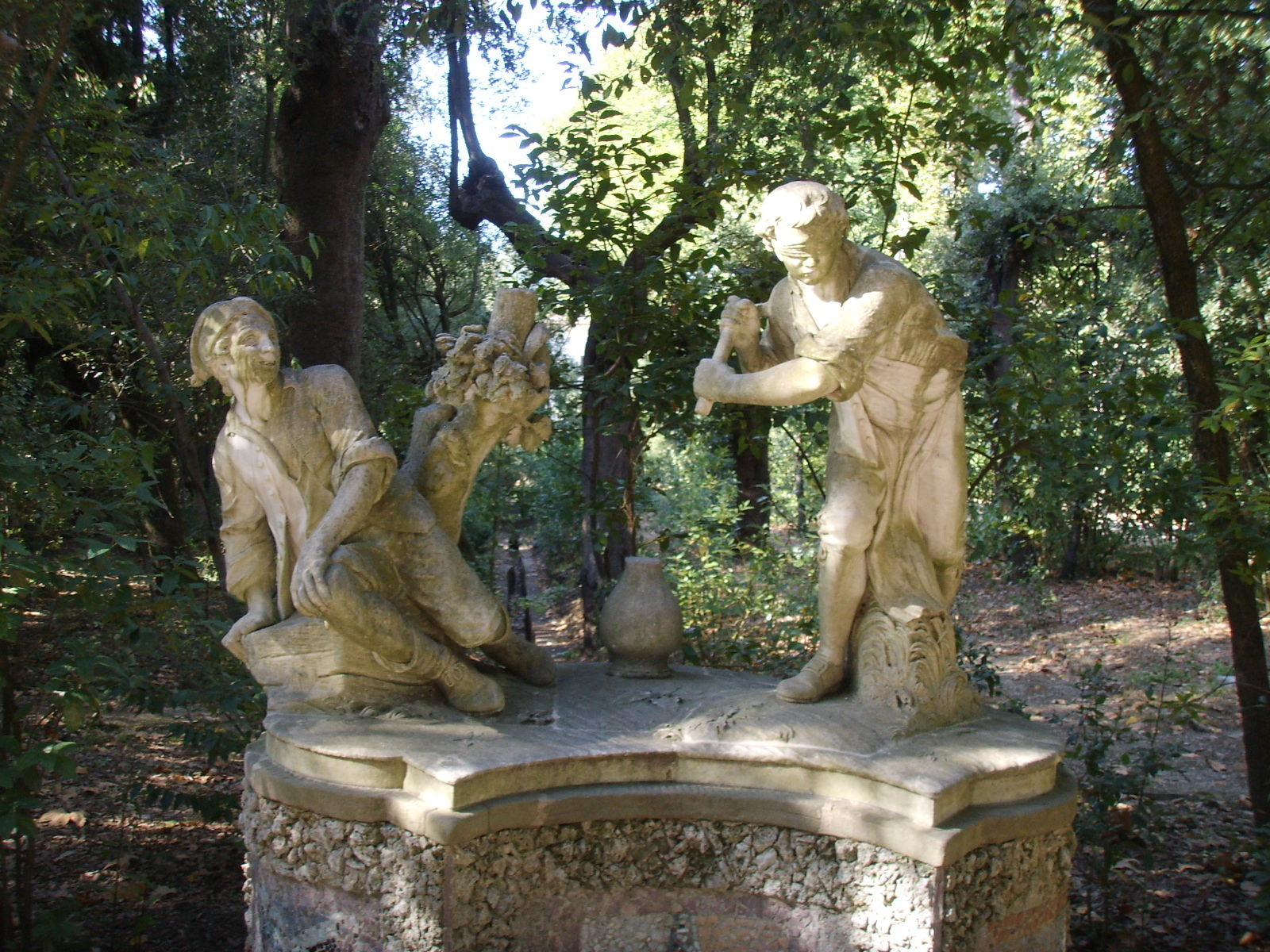
I Giocatori della pentolaccia.
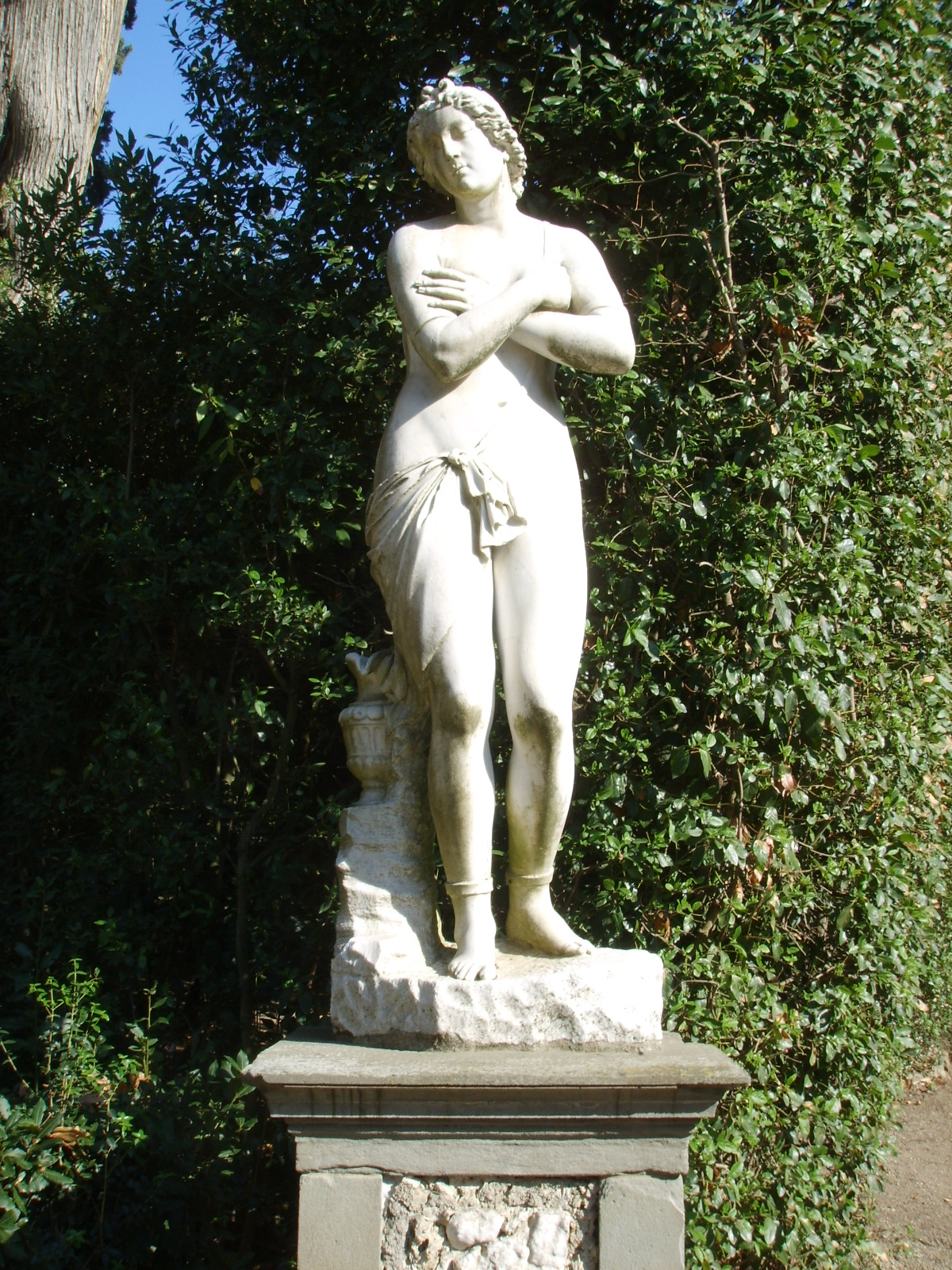
Andromeda.
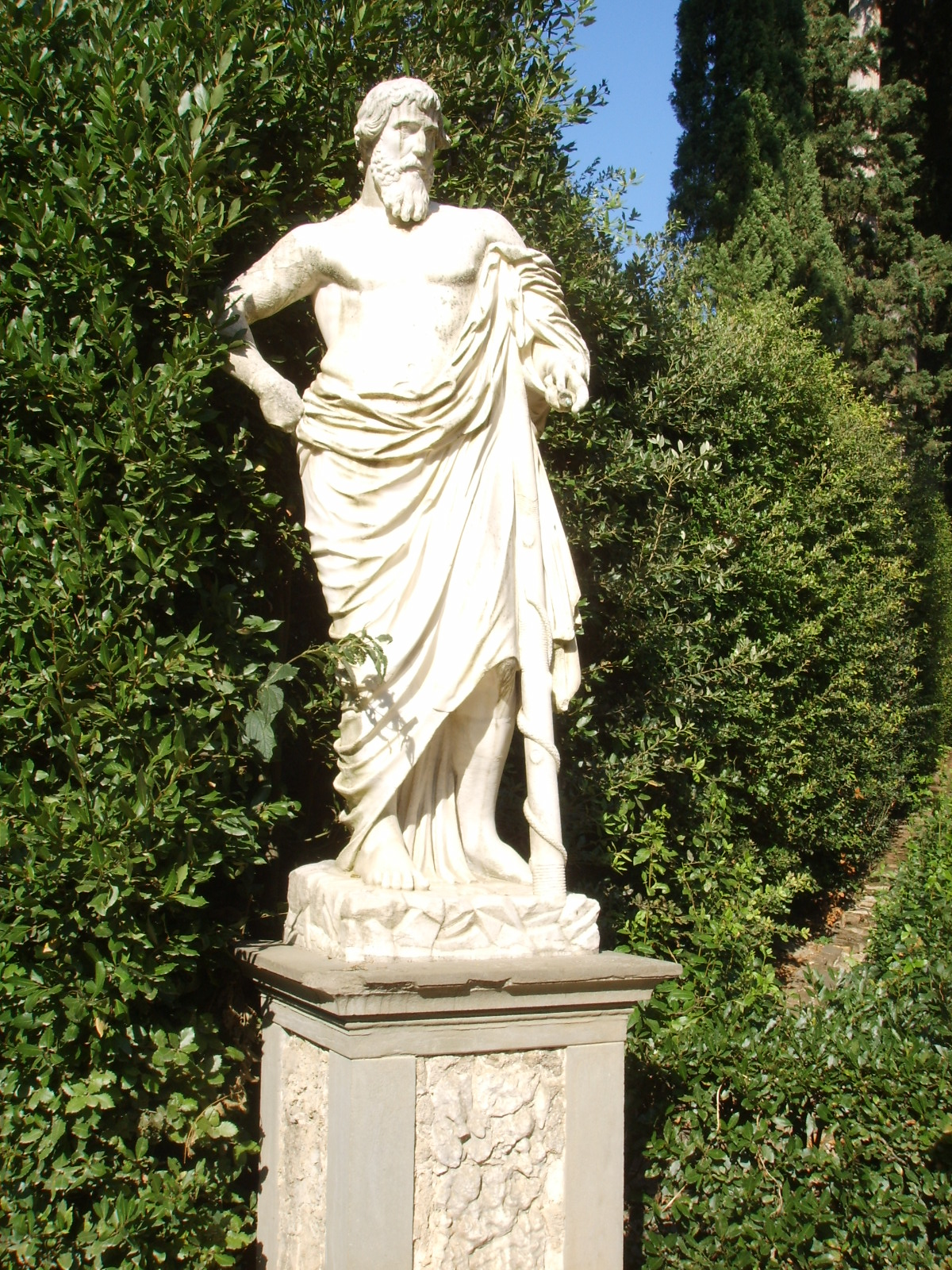
Esculapio.
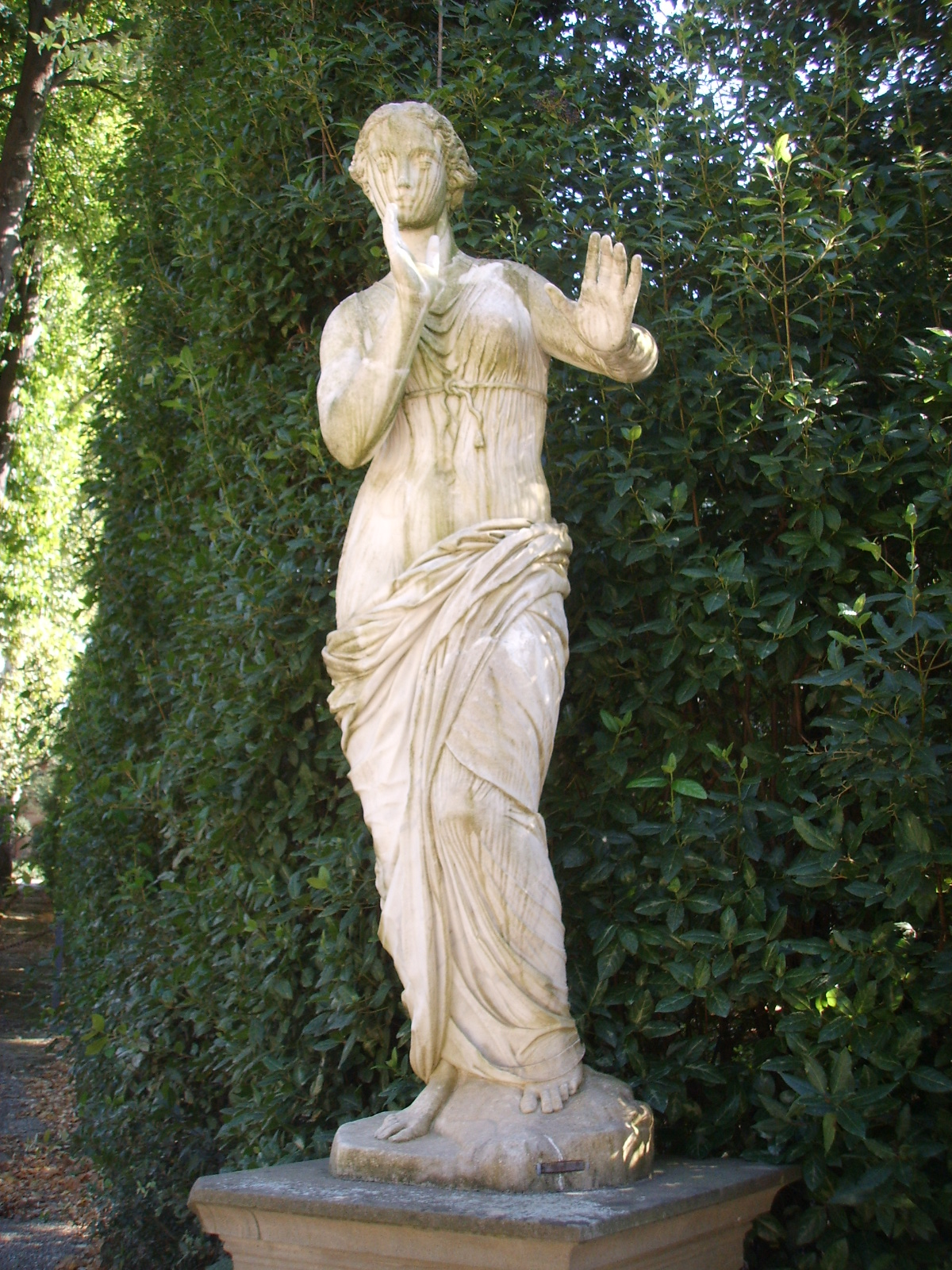
La Modestia.
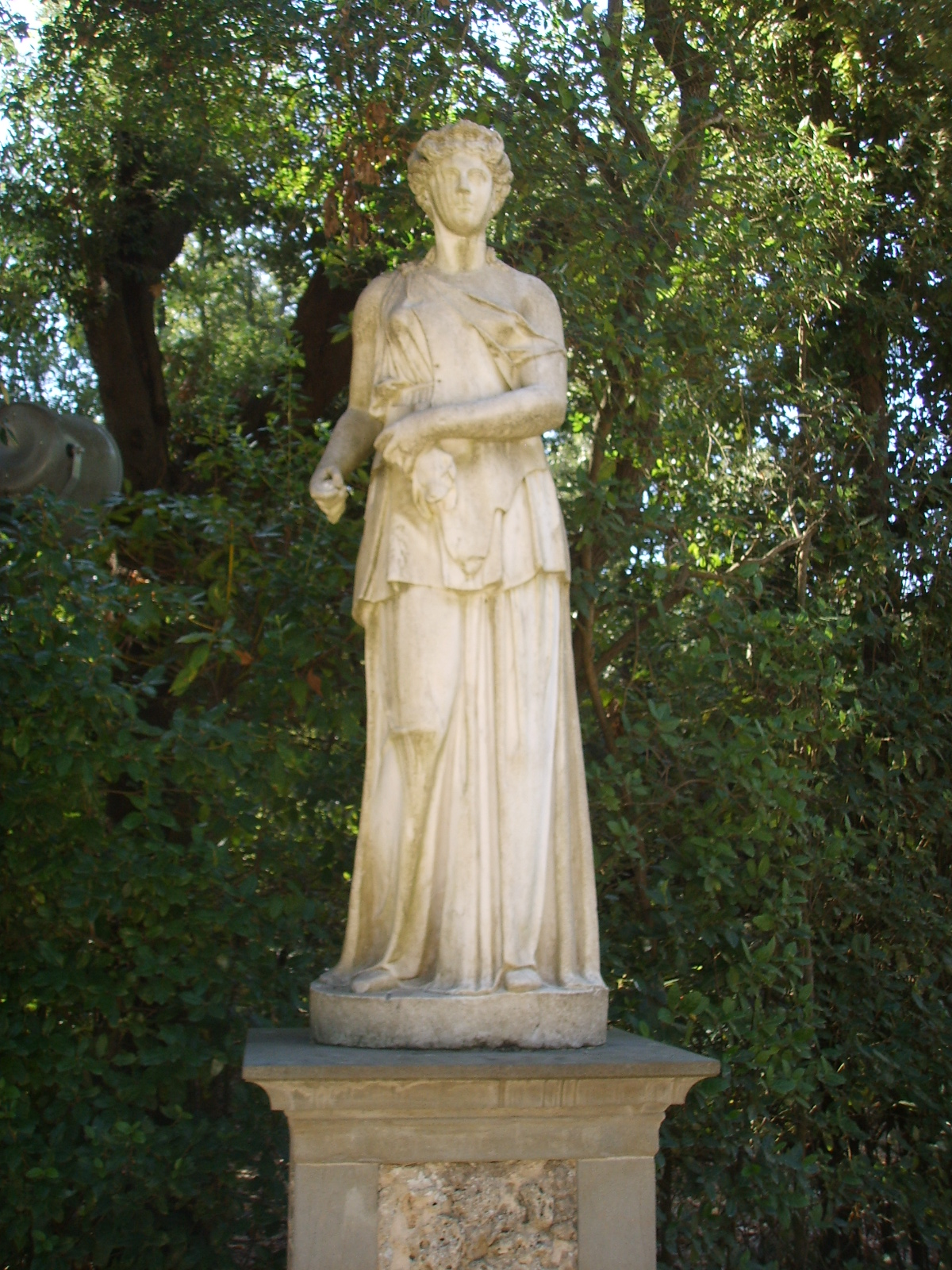
Ninfa.

#### Isolotto

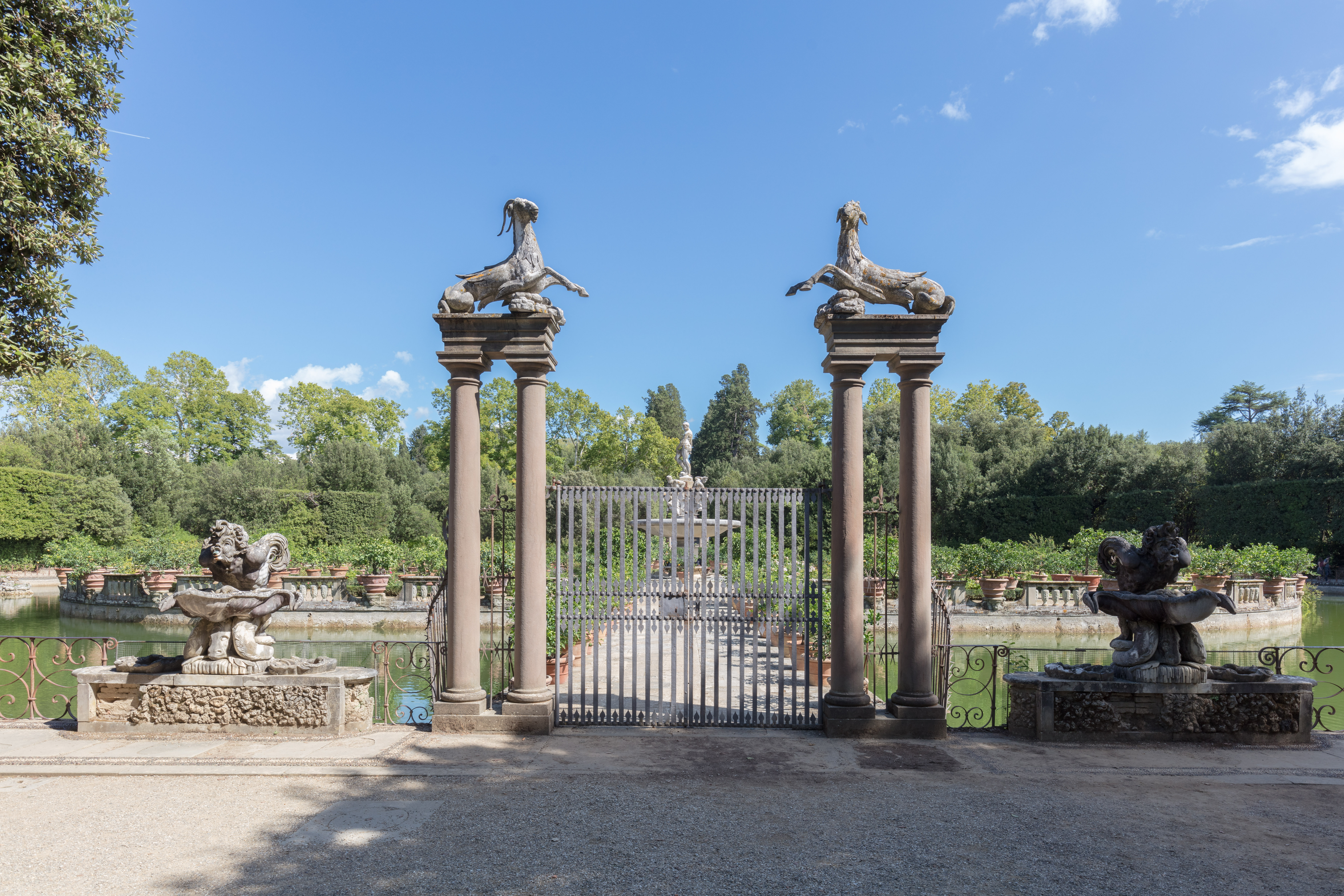
Il cancello dell'Isolotto

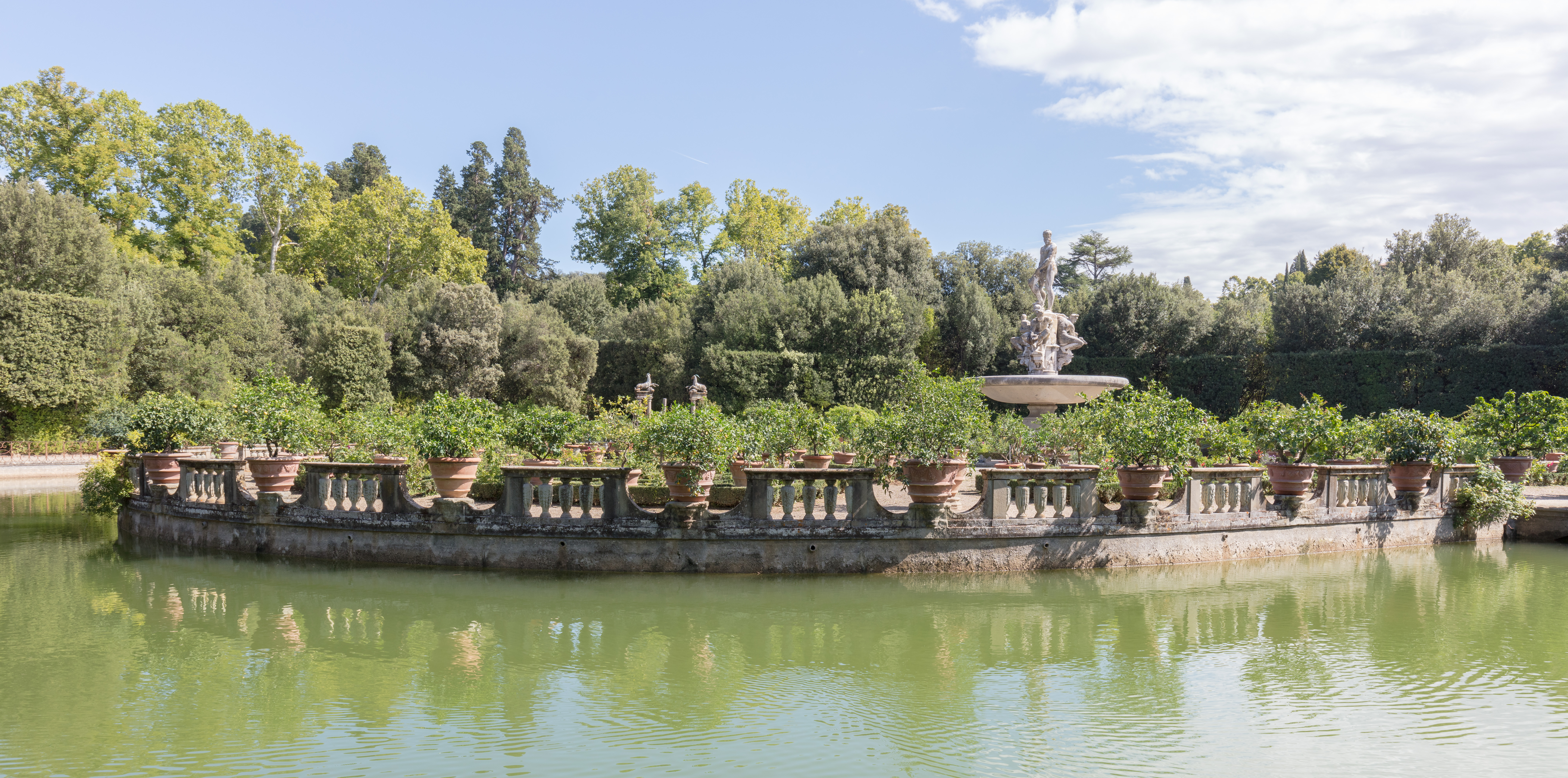
Vista dell'Isolotto

Al termine del viottolone l'arredo botanico cambia repentinamente, scompaiono i cipressi e le siepi e si arriva alle morbide forme della Vasca dell'Isola, chiamata anche Isolotto e ideata da Alfonso e Giulio Parigi dal 1618, al posto di un'"isola di Venere" le cui statue vennero poi rimpiegate altrove (come i puttini della fontana del Carciofo).
Il piazzale è circondato da siepi di leccio alte circa 12 metri, che fanno da quinta alle numerose statue di pietra e marmo che raffigurano vari soggetti: mitologici, storici, campestri, popolani.
Al centro del piazzale fa da protagonista la grande vasca circolare, con l'isola al centro collegata alla terraferma da due passerelle. I grandi cancelli delle passerelle sono sostenuti da due colonne, su ciascuna delle quali si trova la statua di un capricorno, animale simbolo del potere del Granducato di Toscana. Ai lati delle colonne sono presenti delle fantasiose fontane a forma di "arpie" maschili, che versano l'acqua in vasche a forma di conchiglia, con una complessa decorazione grottesca di esseri marini.
Sull'asse perpendicolare al Viottolone si trovano quattro fontane a livello della balaustra esterna, due per lato: le fontane delle Arpie e quelle dei Putti, decorate da delfini intrecciati, animali marini, mascheroni fantastici e statue a tutto tondo sulla sommità. Vicino a queste fontane, dall'acqua della vasca emergono alcuni gruppi marmorei della scuola del Giambologna (1637) di notevole suggestione: il Perseo a cavallo (a sud-est) e Andromeda con le caviglie incatenate nella roccia (a nord-ovest); in particolare il Perseo è collocato come se stessa saltando fuori dall'acqua, un effetto che veniva sottolineato dagli zampilli d'acqua.
Nel mezzo del bacino l'isola è circondata da una ringhiera in pietra, nelle cavità della quale sono alloggiati gli orci di terracotta che nei mesi estivi contengono la collezione di agrumi ed altre piante decorative; agrumi si trovano allineati anche sulle passerelle.
Il centro dell'isola è decorato dalla Fontana dell'Oceano del Giambologna, composta da una basamento con bassorilievi (Il ratto di Europa, il Trionfo di Nettuno e Il bagno di Diana) che sorregge una vascone circolare in granito dell'Isola d'Elba, sopra il quale si innalza il gruppo scultoreo del Nettuno, circondato da divinità fluviali sdraiate. Esse rappresentano il Nilo, il Gange e l'Eufrate, che versano simbolicamente le loro acque nella vasca grande, rappresentante l'Oceano. La fontana dell'Oceano è più antica rispetto a questa parte del giardino e un tempo si trovava al centro dell'Anfiteatro di Boboli: fu scolpita per Francesco I nel 1576 ed ha fatto da prototipo per tutte le sculture di questo soggetto; l'originale dell'Oceano oggi si trova al Bargello e qui è sostituito da una copia.

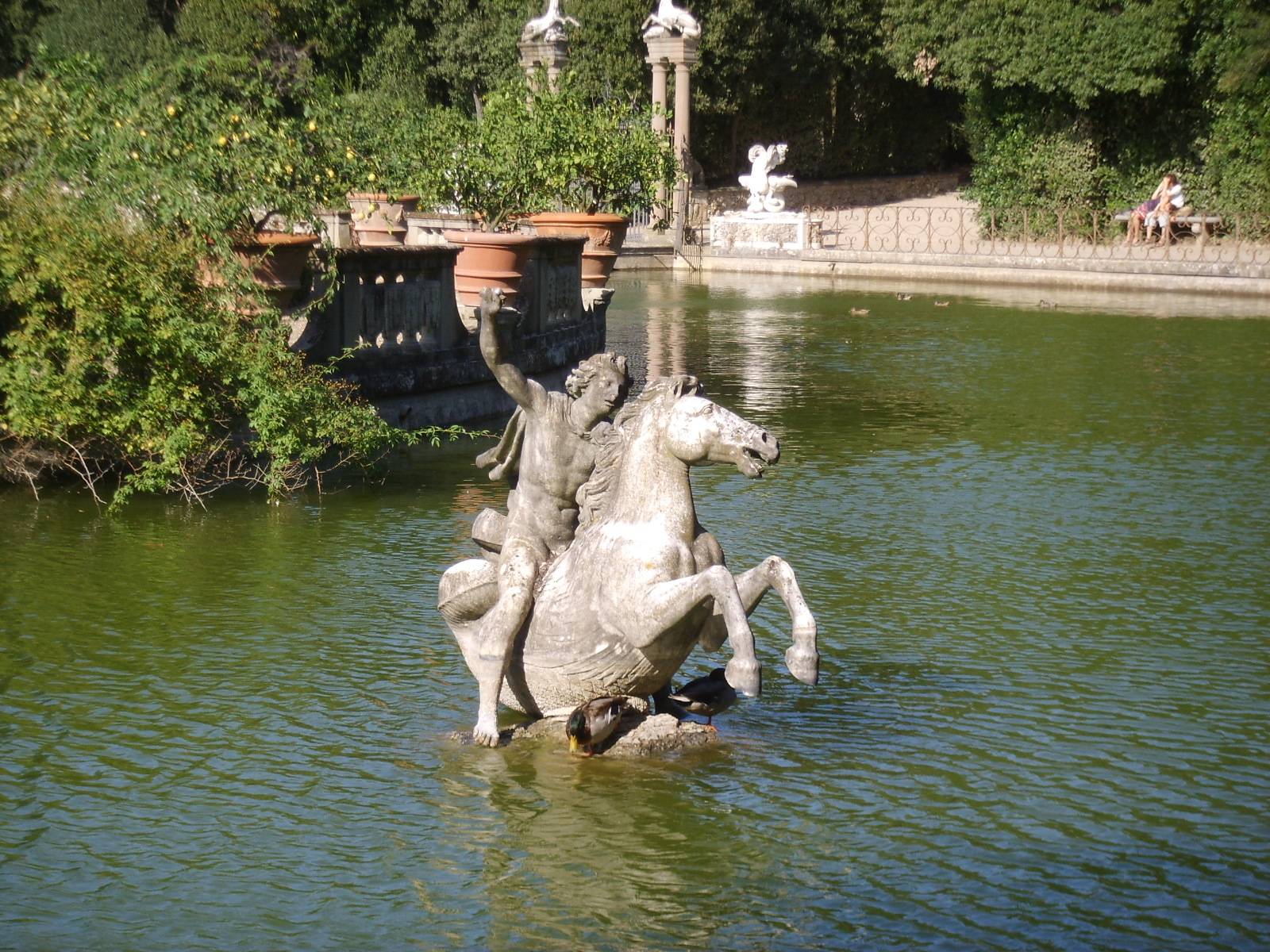
Perseo.
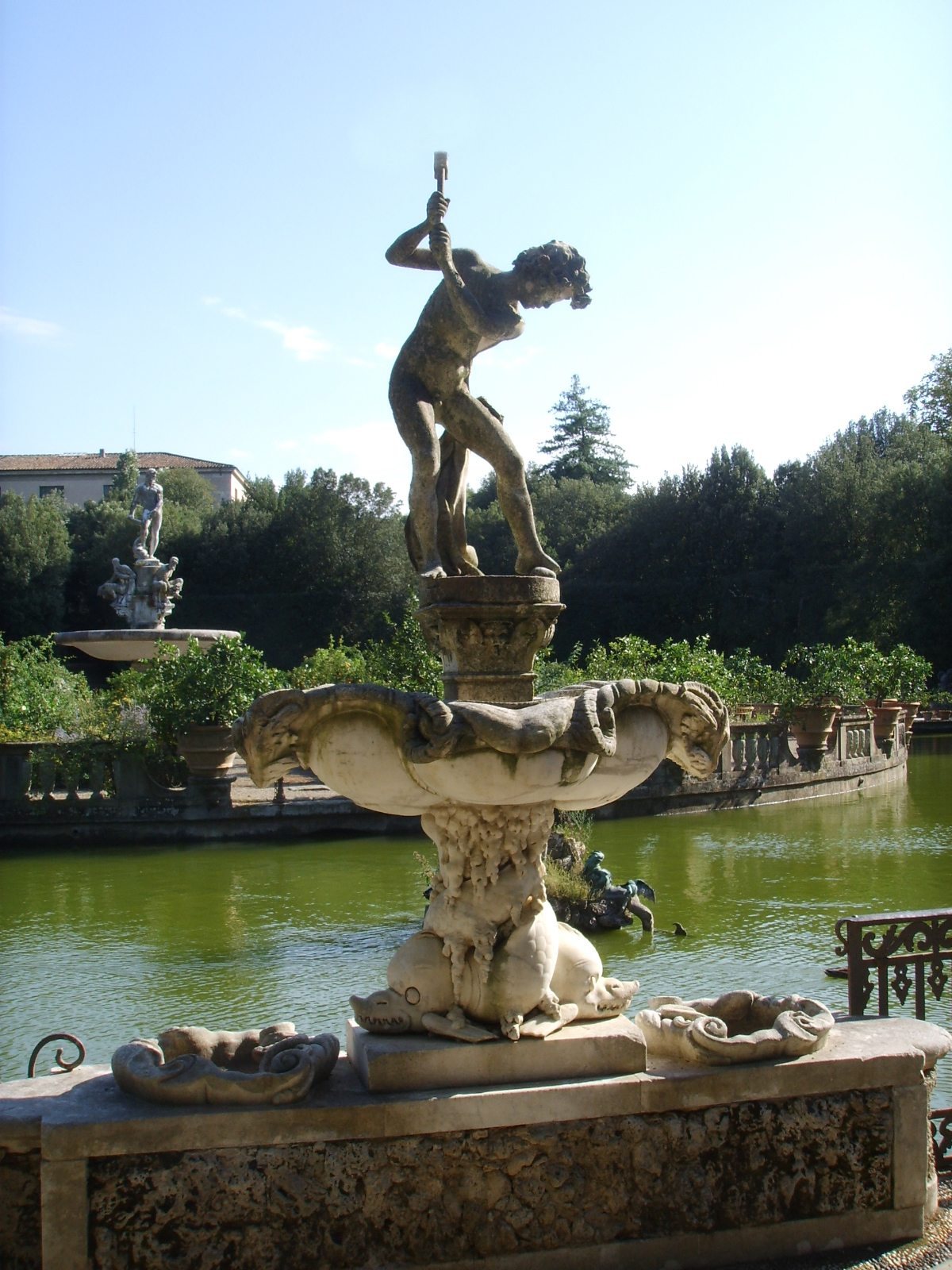
Una delle fontane dei Putti.
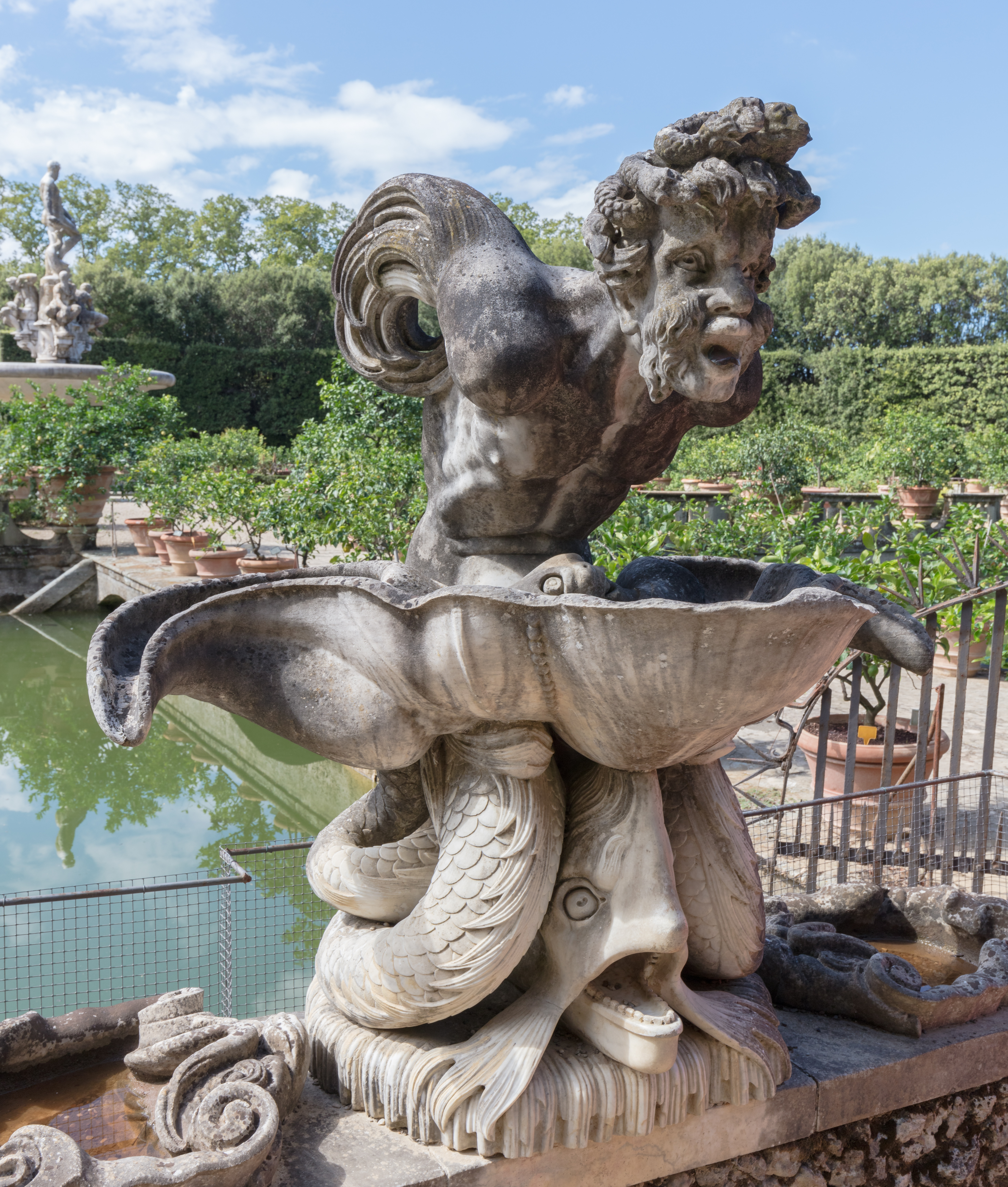
Una delle fontane delle "Arpie" (nord).
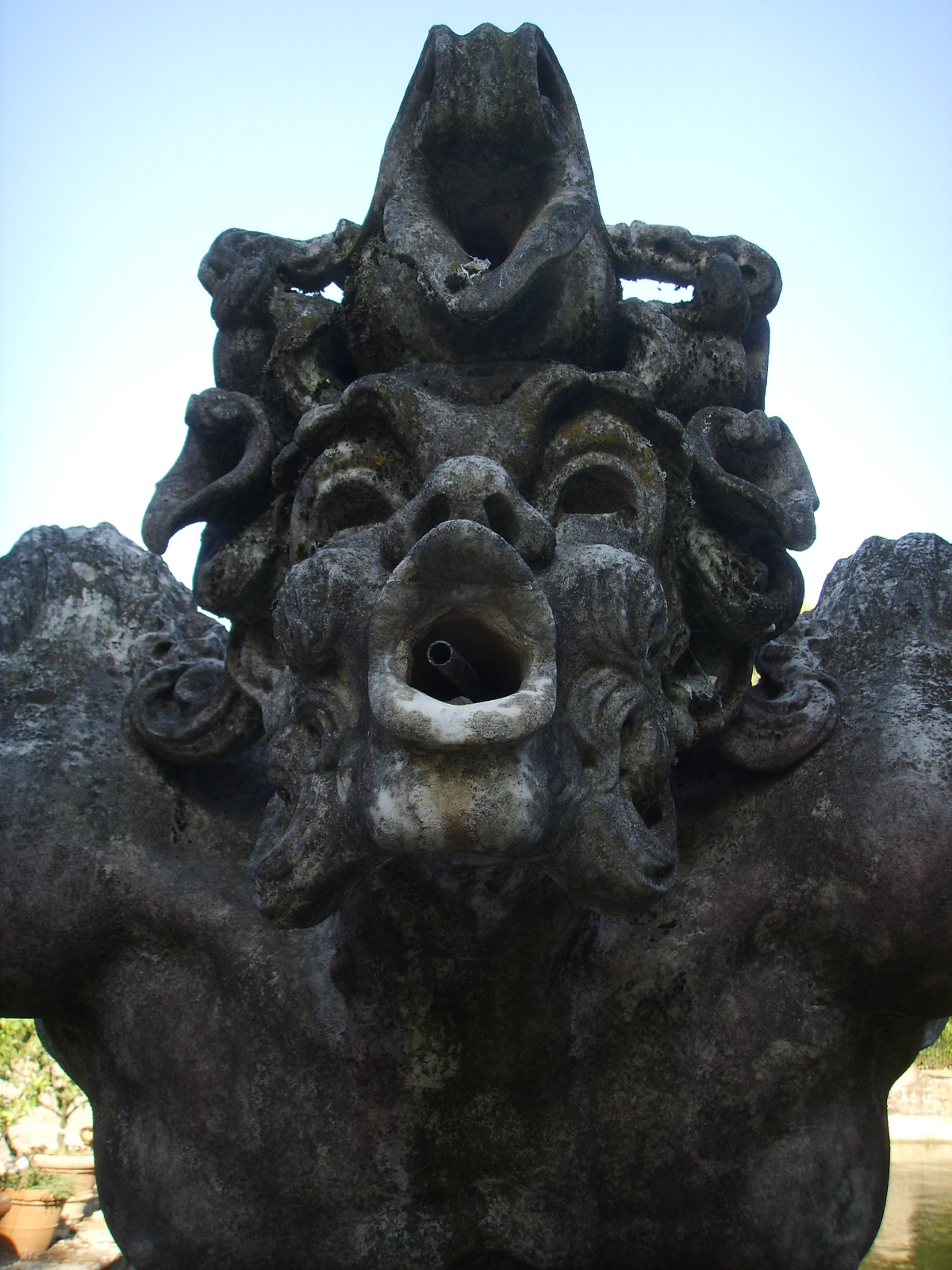
Dettaglio di una delle fontane delle "Arpie" (sud).

#### Emiciclo o Prato delle Colonne

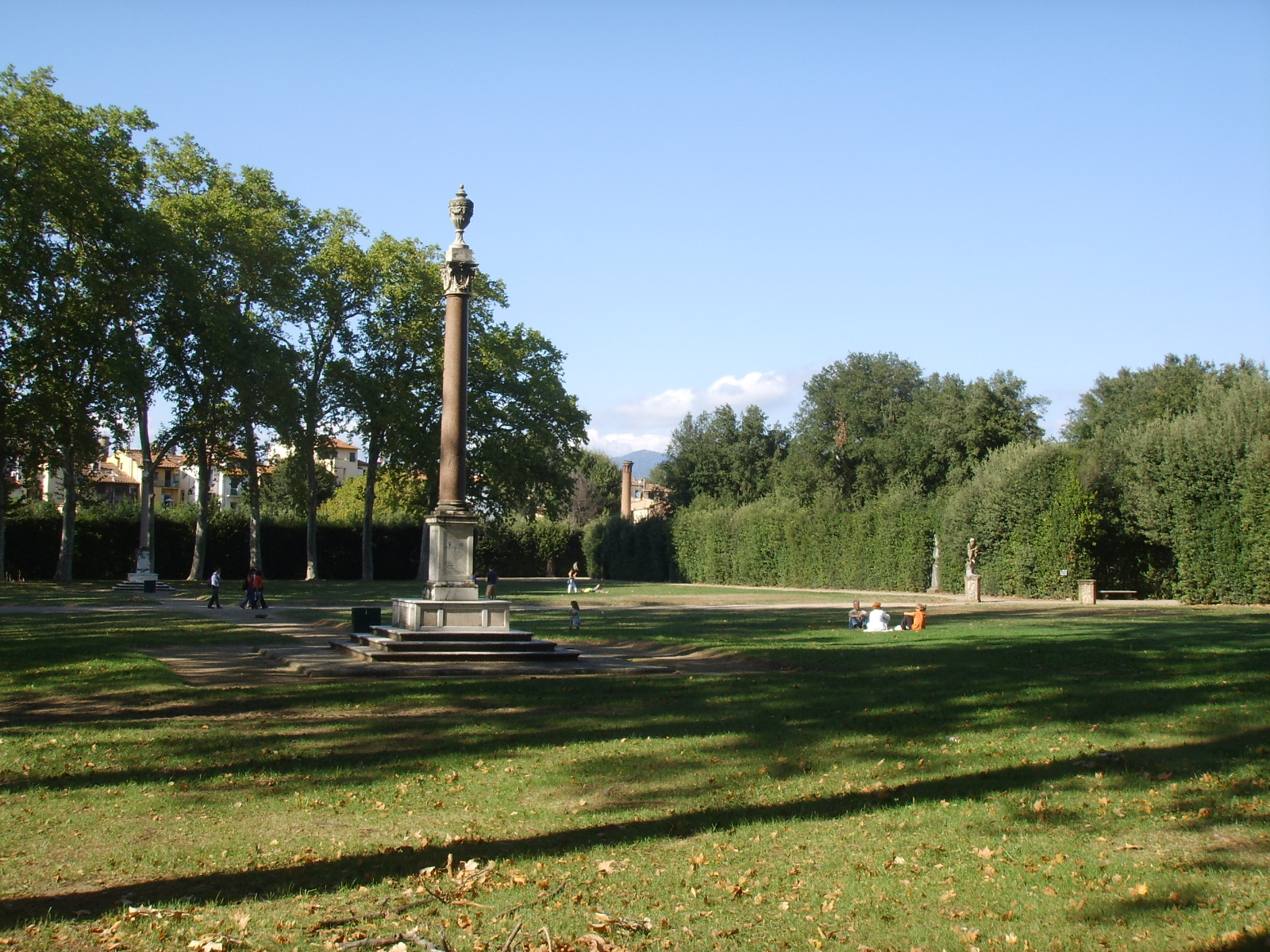
L'emiciclo o prato delle Colonne

Sull'asse del Viottolone, separato dall'Isolotto da due boschetti simmetrici segnati da un ingresso neoclassico con piccoli obelischi, si trova il grande spiazzo semicircolare dell'Emiciclo o Prato delle Colonne, per via delle due colonne in granito rosso egiziano che sorreggono altrettanti vasi in marmo bianco, un tempo appartenuti a Lord Cower.
L'Emiciclo è circondato sul lato curvo da una serie di platani intervallati regolarmente da dodici nicchie verdi con statue (soprattutto busti del XVII secolo). Il lato rettilineo invece è composto da un'alta siepe di bosso con nicchie di verzura contenenti quattro antichi busti colossali: Giove Serapide, Giove, una divinità maschile non chiarita e Claudio Imperatore. Notevole è anche la statua di Vulcano di Chiarissimo Fancelli.

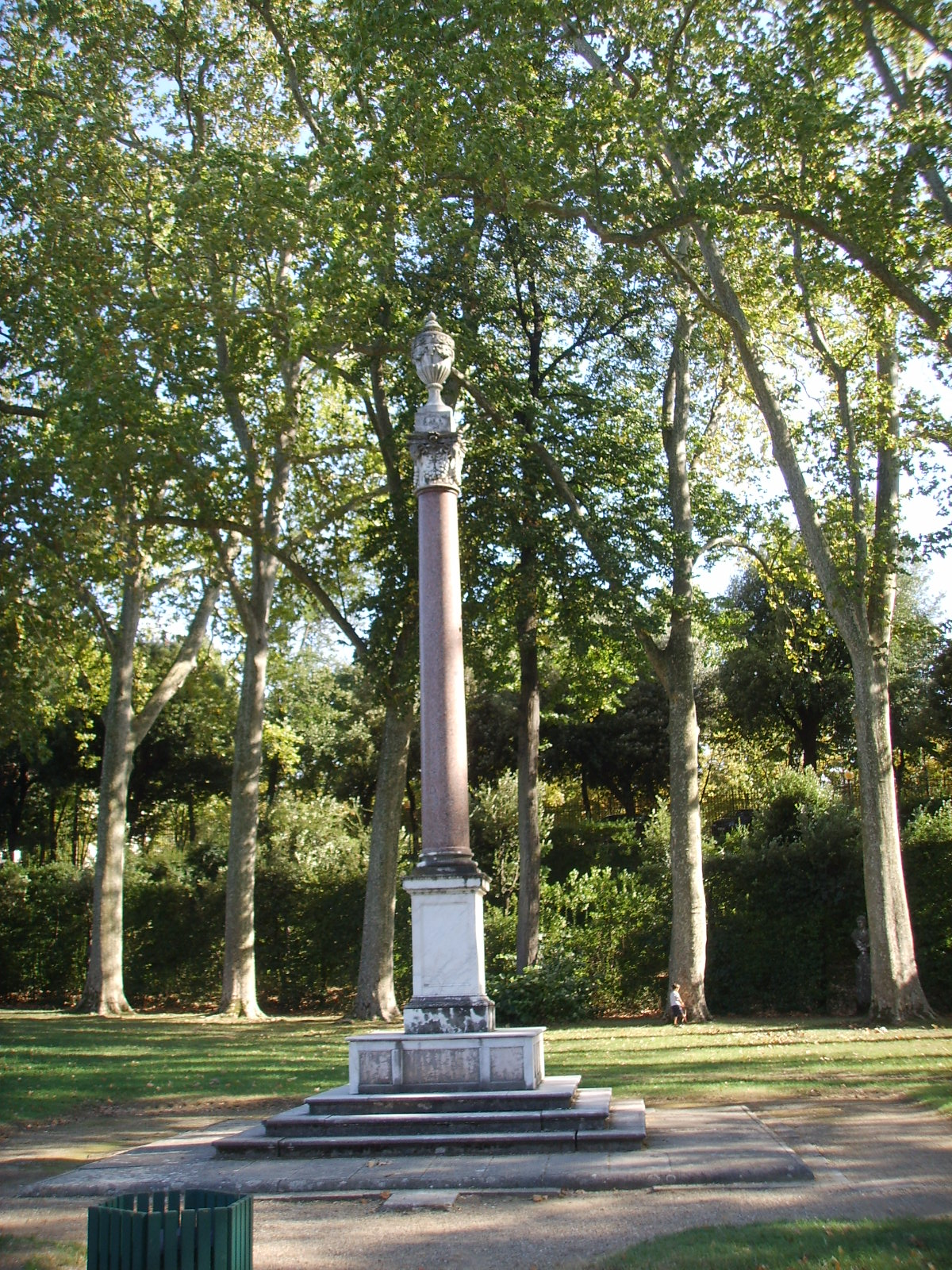
Una delle colonne sullo sfondo dei platani.
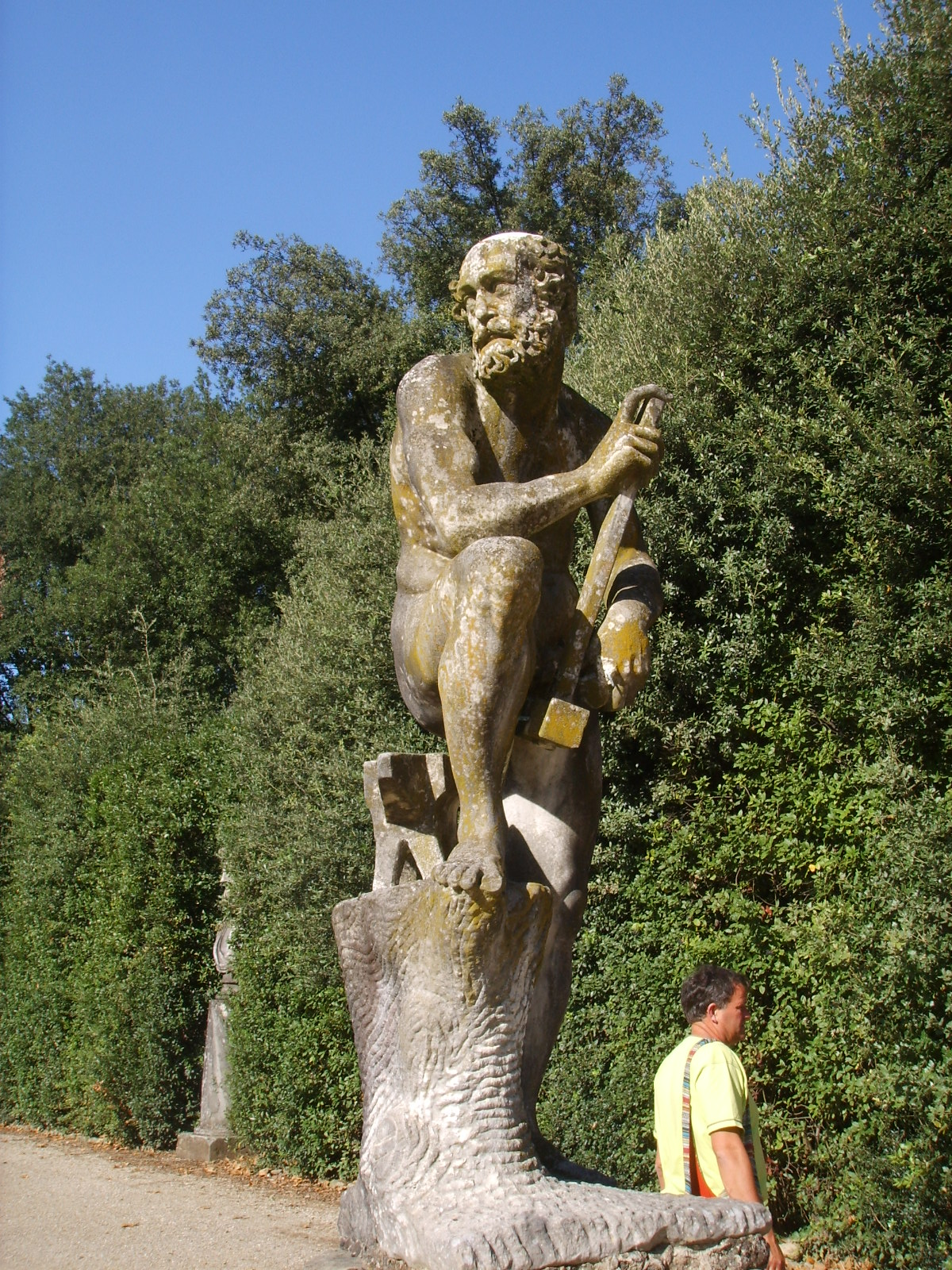
Statua di Vulcano.
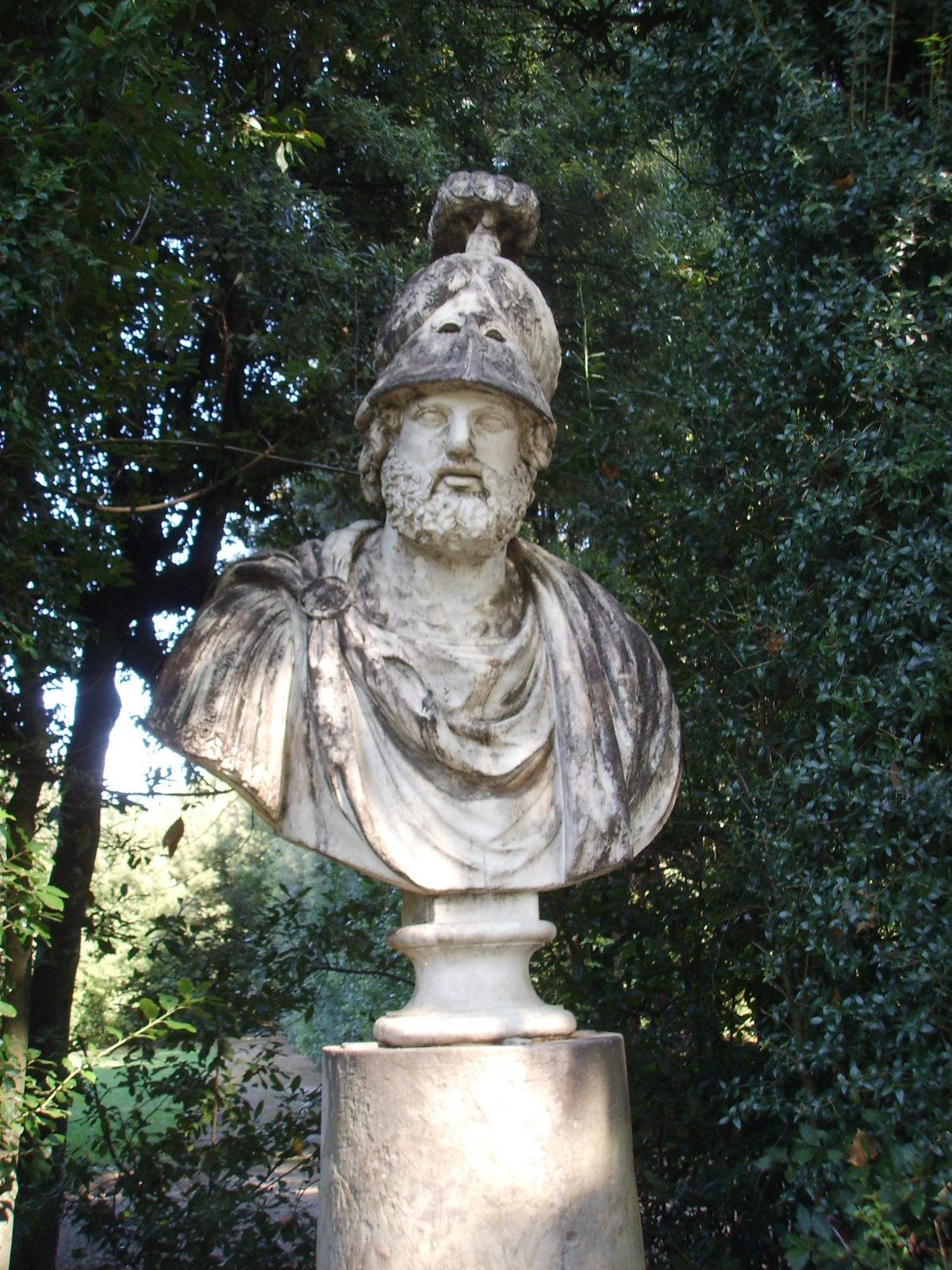
Busto colossale di Giove Serapide.

#### Verso Porta Romana

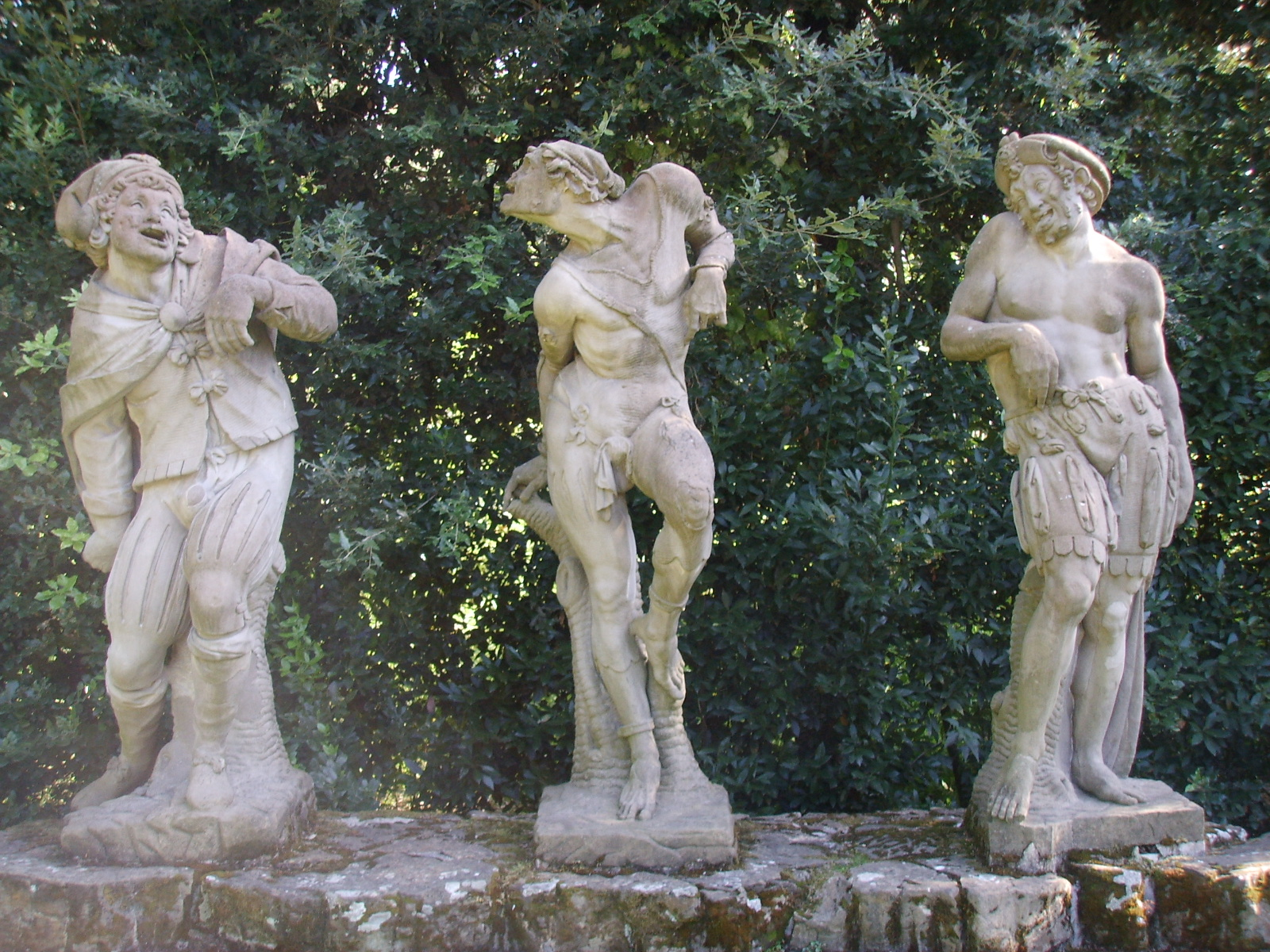
Tre figure grottesche di Romolo del Tadda

La punta estrema del giardino, dietro l'emiciclo, è occupata da un rondò con siepi geometriche, dove sono collocate numerose statue in pietra come le tre figure grottesche di Romolo del Tadda, raffiguranti Venere, Amore e la personificazione dell'Architettura (1617-21). Interessante è anche la fontana della Botticella, costituita dalla statua di un contadino che vuota un barile (di Giovanni Fancelli, 1560) in una vasca realizzata con un sarcofago romano. Simile è anche l'Uomo che vanga di Valerio Cioli e di Giovanni Simone Cioli.
Davanti all'ingresso di Porta Romana si trova un notevole Perseo di Vincenzo Danti, già alla villa medicea di Pratolino, circondato da un'esedra in bosso dove si trova anche un sarcofago romano con le fatiche di Ercole.

### Fianco destro
Risalendo sul lato che costeggia via Romana, si incontrano alcune statue come l'Uomo che scarica il secchio in un tino di Valerio Cioli e di Giovanni Simone Cioli, fino a raggiungere la grande limonaia.

#### Limonaia

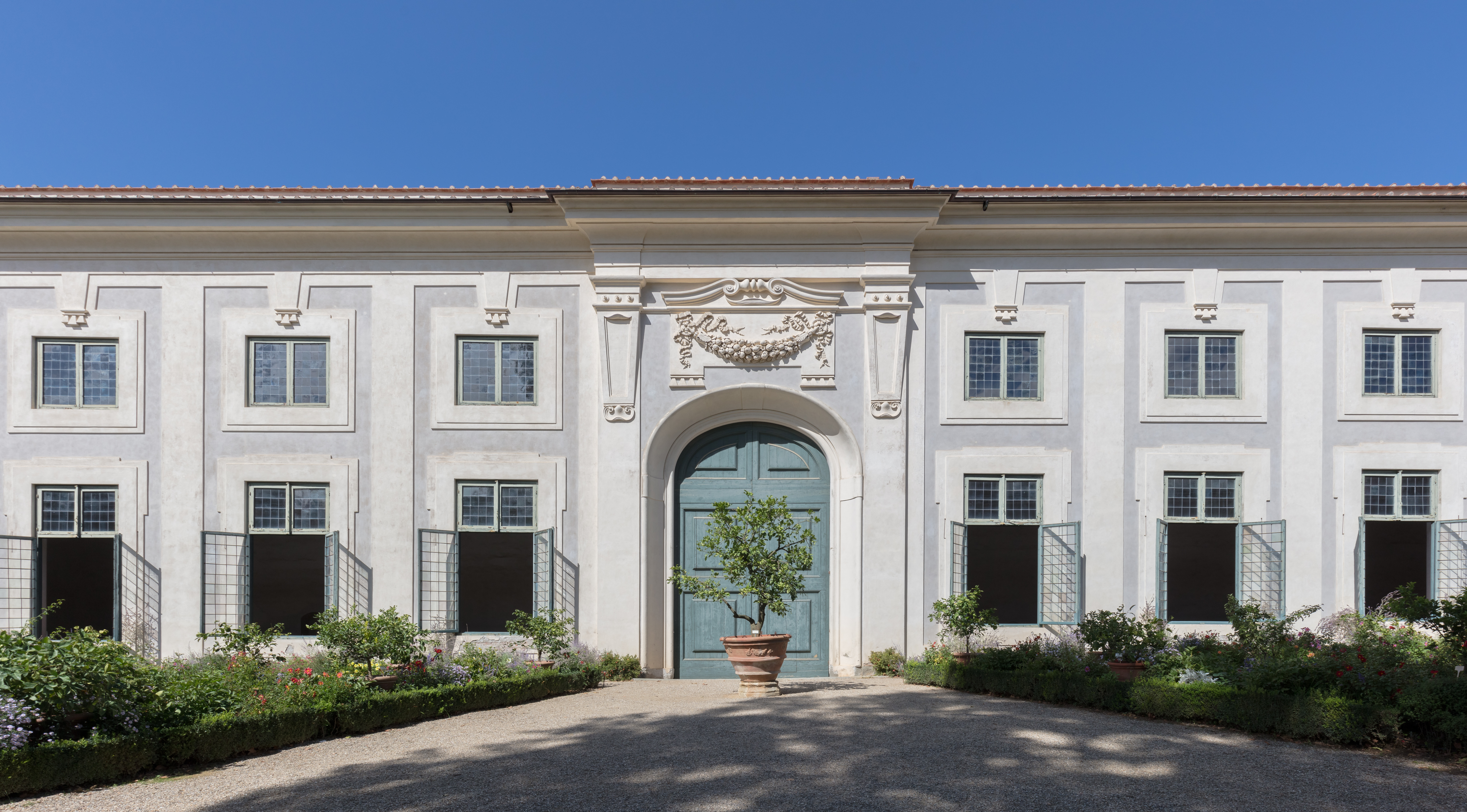
La limonaia

I Medici furono tra i primi a diffondere la moda degli agrumi nei loro giardini. Gli agrumi sono delle piante che non crescono normalmente in Toscana per via degli inverni troppo rigidi, quindi erano considerate di fatto alla stregua di piante esotiche. Il loro grande valore ornamentale spinse a un collezionismo di queste piante, che durante l'inverno dovevano trovare rifugio al coperto, in edifici appositi chiamati appunto limonaie. Per rendere possibile questi spostamenti i limoni non dovevano essere piantati in terra, ma in grandi vasi di terracotta chiamati conche, realizzati artigianalmente e che sono di per sé un pregevole ornamento. Le limonaie dovevano avere un microclima mite ma asciutto, per cui non di rado il pavimento era sterrato anziché lastricato, per un migliore assorbimento dell'umidità.
La limonaia di Boboli si trova a metà strada tra il Palazzo e l'estremità del giardino. Frutto della trasformazione di una precedente fabbrica di mosaici, spugne e statue (e già sede della Compagnia di Santa Brigida), fu edificata verso il 1778 su progetto di Zanobi del Rosso, nel corso di una generale risistemazione del giardino voluta dal Granduca Pietro Leopoldo. In questo sito al tempo di Cosimo III esisteva il Serraglio degli Animali, dove venivano conservati gli animali esotici comprati o ricevuti in regalo da sovrani esteri (giraffe o un ippopotamo oggi impagliato e conservato al Museo della Specola), ma anche animali per le cucine. In precedenza gli agrumi venivano conservati nel cosiddetto Stanzonaccio di Giulio Parigi (1618), ormai però troppo lontano e in dislivello dopo l'ampliamento verso l'emiciclo.
La facciata della limonaia è costruita dalla ripetizione regolare di quattro campate con quattro finestroni più quattro finestre superiori, separate da lesene; nella parte superiore è presente un cartiglio con festoni con frutta e un frontone leggermente aggettante; le specchiature intorno alle finestre presentano un intonaco colore "verde Lorena" usato anche nella Kaffeehaus, ma a differenza di quest'ultima il colore della limonaia è rimasto sempre lo stesso nei secoli (l'unico restauro del quale si conservi memoria è dell'ottobre 2004). Un lungo cornicione leggermente aggettante sopra i portoni conclude l'elegante facciata. Le sculture sulla facciata rappresentano le Muse, mentre nelle aiuole antistanti si trovano due Muse e il gruppo della Fortuna con cornucopia, opere romane copiate da sculture ellenistiche, oltre al Suonatore di cornamusa di Giovanni Battista Caccini.
Nel periodo invernale, la limonaia è affollata da una grande quantità di piante, soprattutto agrumi, alcuni dei quali risalgono all'epoca medicea con cultivar originali.
Elenco di alcune delle specie di agrumi conservate:
- Arancio amaro
- Arancio riccio
- Arancio riccio innestato su arancio amaro
- Arancio di Haiti (del Settecento)
- Arancio incannellato
- Arancio forte
- Bergamotto
- Bergamotto di provenienza medio-orientale
- Calamondino (piccolo arancio con frutto tondeggiante)
- Cedro rugoso
- Citrus aurantium virgatum, pianta con frutti uno diverso dall'altro dalle tipiche righe, detto anche "mutanda di Lanzichenecco", non commestibile
- Cedro "mano di Budda", dall'orto botanico di Palermo
- Citrus medica florentina
- Arancio amaro salicifolia
- Arancio della Cina
- Citrus australis, con piccolissimi agrumi
- Citrus hystrix limetta kaffir
- Kumquat
- Lima verrucosa mostruosa
- Lime (unico frutto verde)
- Limetta
- Limetta dolce
- Limetta rossa di Rangpur (India)
- Limone cedrato
- Limone incannellato
- Limone variegato a sugo rosso
- Peretta piccola
- Pompelmo
- Pompelmo a foglia crespa
- Pompelmo rosa
- Pummelo, antenato del pompelmo (del Settecento)
- Satzuma (mandarino di febbraio)
- Sfusato, originario della costiera amalfitana
- Tarocco originario
- Tarocco normale
- Variegato bianco
- Pianta nuova con fiore di Zagara, dal limone piccolo e finemente rigato.

#### Zona di Annalena

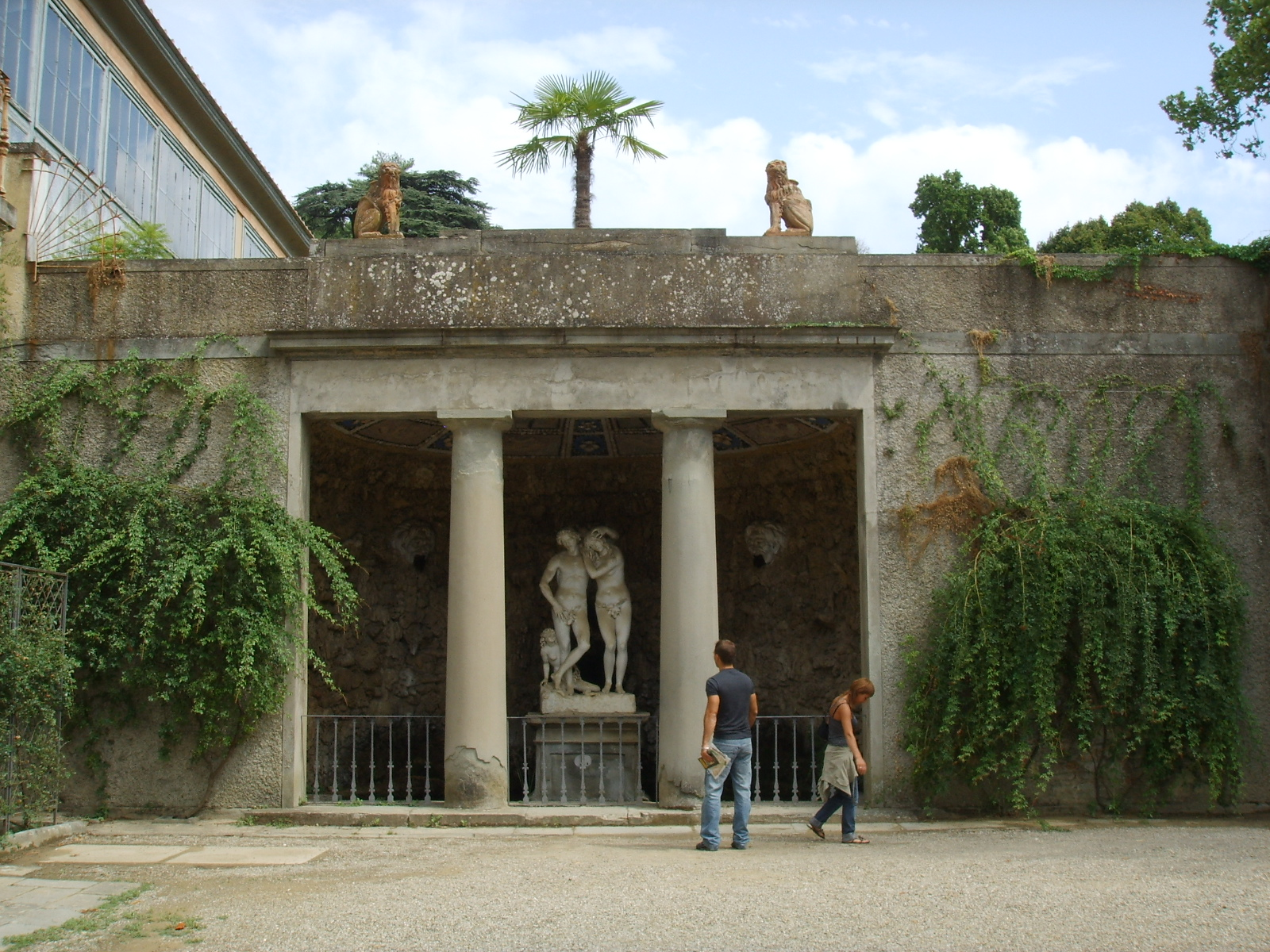
La Grotta di Adamo ed Eva

Proseguendo lungo il vialetto parallelo a via Romana si arriva all'ingresso su questa stessa via detto di Annalena (dal nome dell'antico convento di Annalena che qui si trovava), con un cancello vigilato da due leoni assopiti in pietra.
La prospettiva di questo ingresso è abbelita dalla Grotta di Adamo ed Eva (1817), costruita come una piccola esedra preceduta da due colonne che sostengono un architrave. L'interno è decorato da concrezioni spugnose e mosaici in ciottoli policromi, mentre il nome deriva dal gruppo scultoreo di Adamo ed Eva di Michelangelo Naccherino (1616 circa).
Sempre sullo stesso lato di via Romana, risalendo verso Palazzo Pitti, si incontra la Palazzina di Annalena, una piccola costruzione in stile neoclassico dell'architetto Cacialli.

#### Palazzina della Meridiana

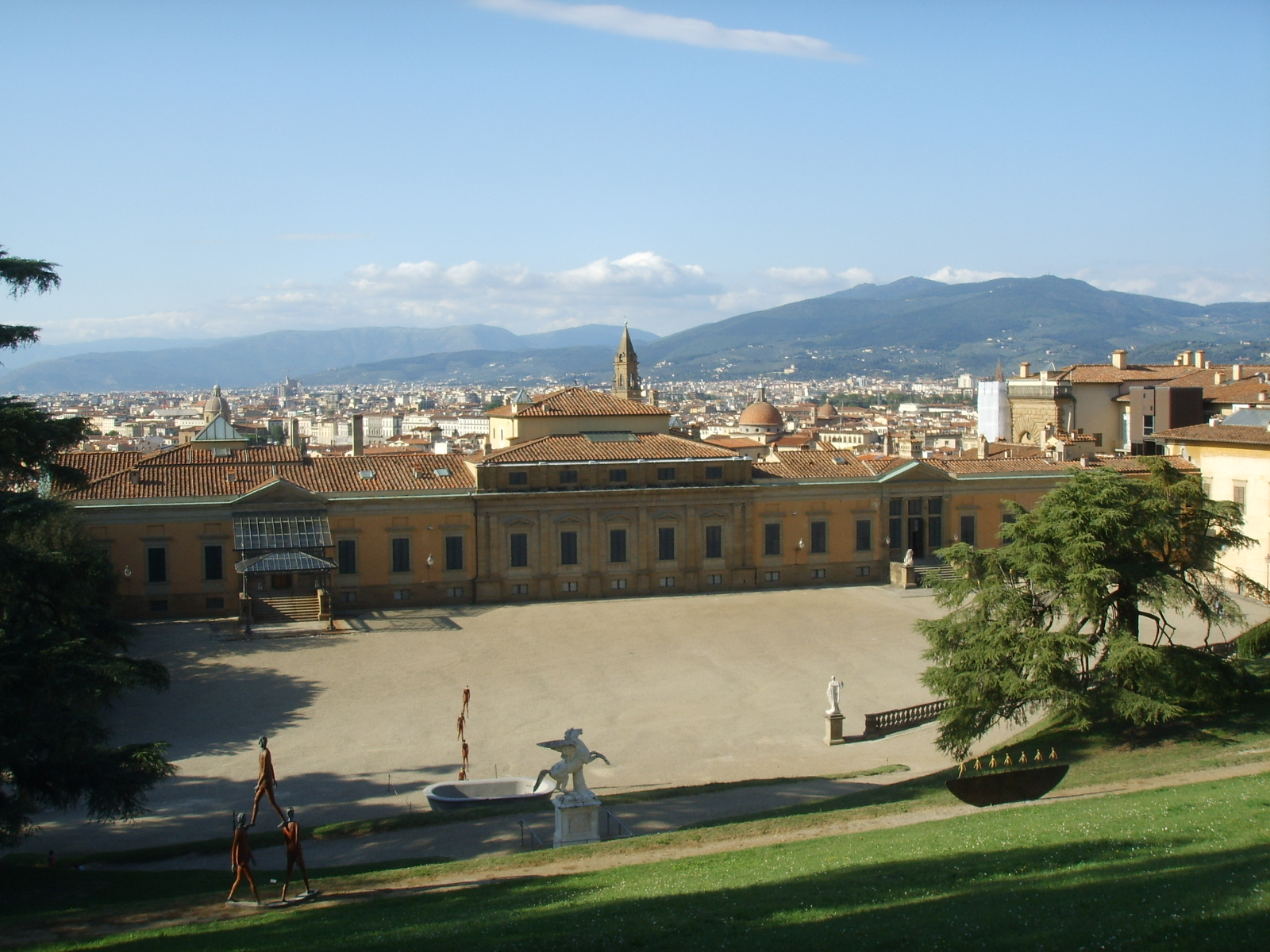
La Palazzina della Meridiana

La Palazzina della Meridiana, opera in stile neoclassico iniziata da Gaspare Maria Paoletti sotto il Granduca Pietro Leopoldo nel 1778 e terminata da Pasquale Poccianti nel 1822-1840, prende il nome dalla meridiana che l'attraversava all'interno.
Vi si accede da Palazzo Pitti e conserva gli affreschi con Episodi dei Promessi Sposi del pittore ottocentesco Nicola Cianfanelli. Attualmente ospita la Galleria del Costume, ma alcuni anni fa ha ospitato anche la Collezione Contini-Bonacossi.
Nel Piazzale nel 1935 venne rappresentata Alceste (Gluck) diretta da Vittorio Gui con Gina Cigna e Benvenuto Franci per il secondo Maggio Musicale Fiorentino.

#### Giardino del Conte
Adiacente alla Palazzina della Meridiana c'è il cosiddetto Giardino del Conte, chiuso da una cancellata e schermato da una siepe di leccio e d'alloro. Un bassorilievo a forma d'ananas sui pilastri della cancellata ricorda come qui si tenessero esperimenti botanici di insediamento di piante esotiche.
Da qui si vede bene anche l'antica Specola del Reale Museo di fisica e storia naturale.

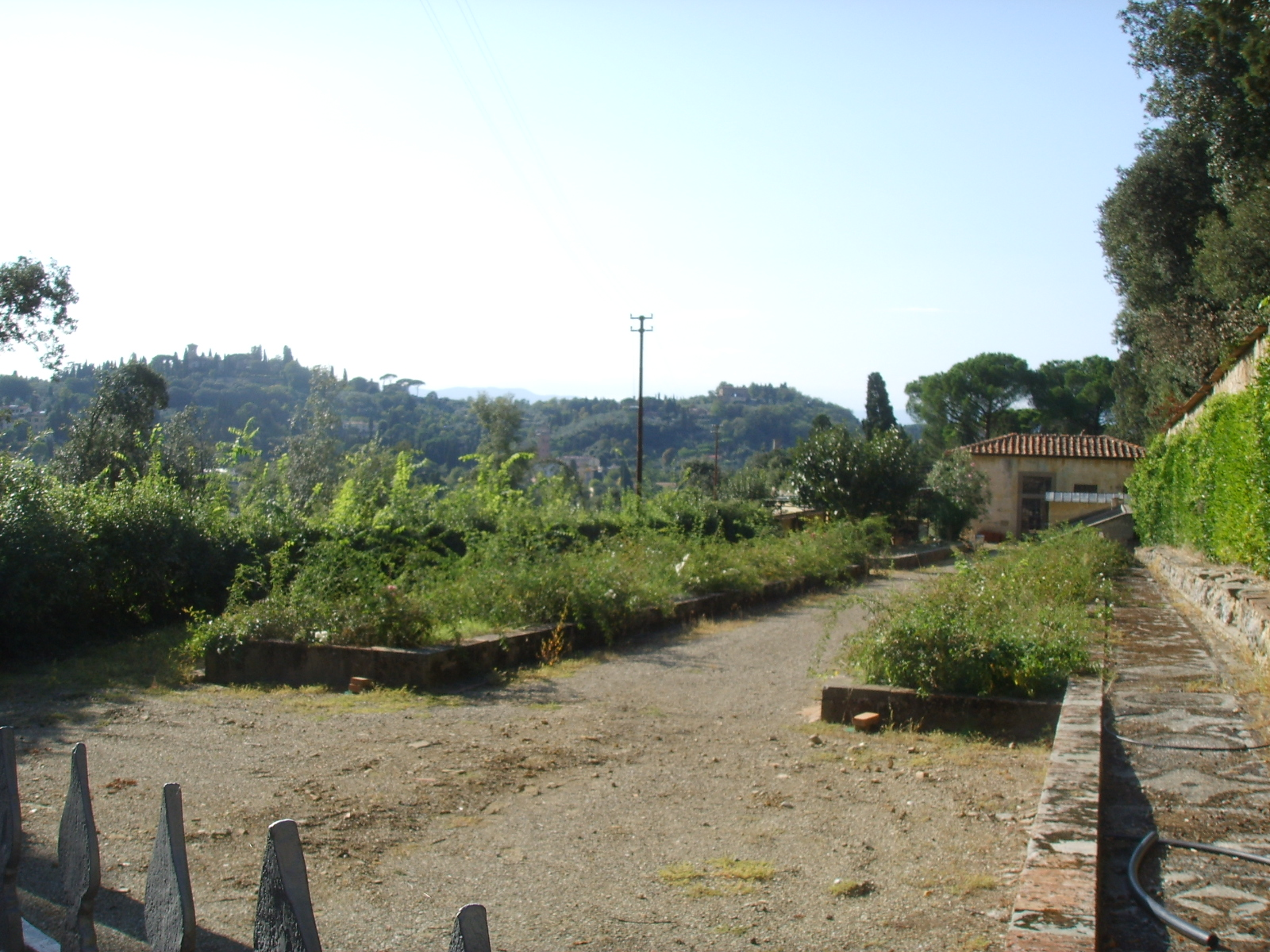
Il giardino murato del Conte
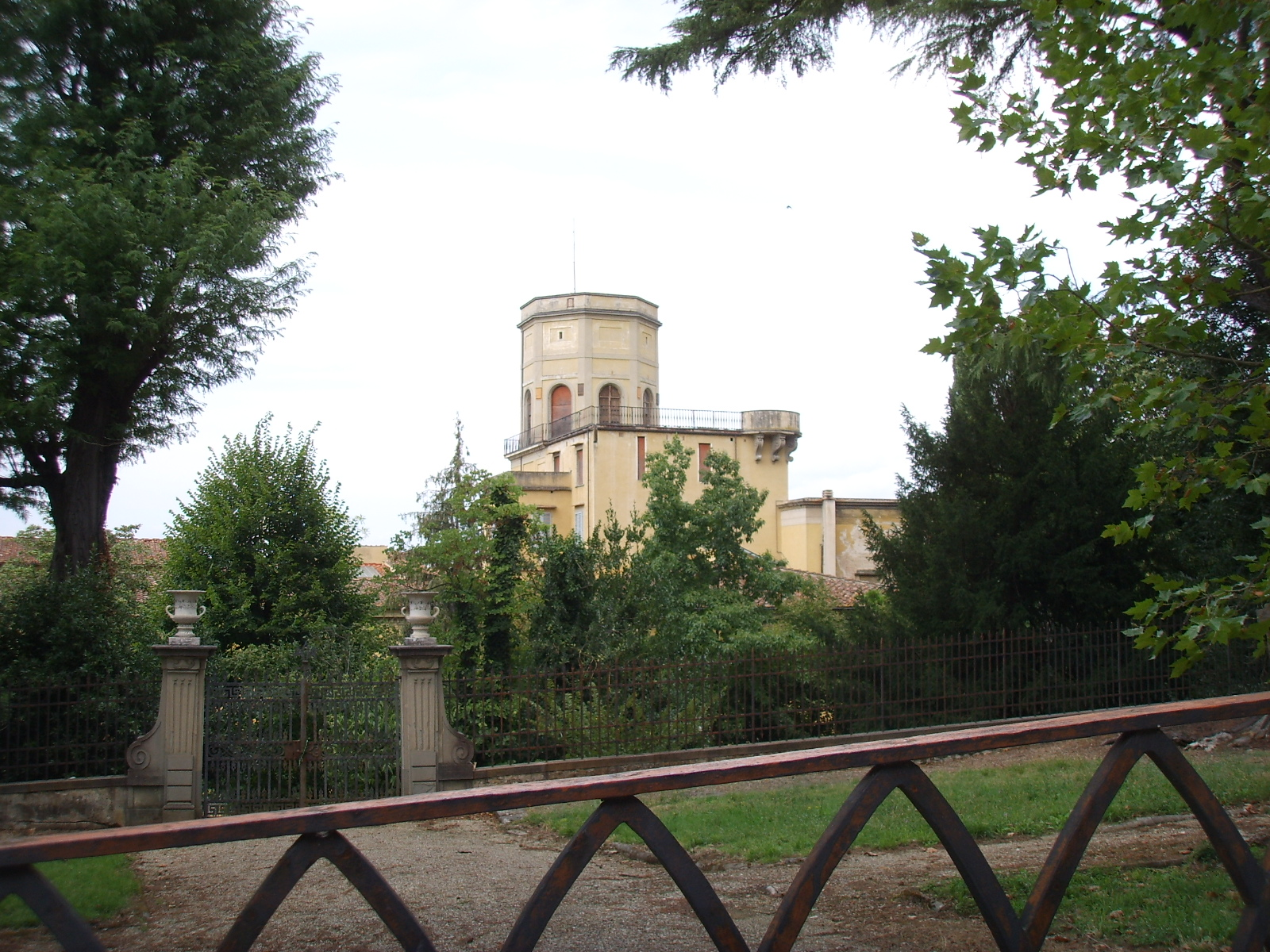
La tribuna di Galileo vista dal giardino

### Giardino degli ananassi
Il giardino degli ananassi è una parte del giardino così chiamata perché vi si coltivavano piante esotiche quali il caffè e appunto gli ananas e che vide il massimo splendore nel XIX secolo, con Filippo Parlatore. Il botanico volle farvi un erbario con fiori, frutti e semi di piante rare provenienti da tutte le parti del mondo. Oggi nel giardino è ospitata una ricca collezione di piante acquatiche, oltre a varietà di piante esotiche, in perfetta simbiosi con il paesaggio circostante.

## Mostre
- Nel 2007 è stata allestita una mostra nella limonaia del giardino di Boboli che ha esposto pezzi archeologici, sculture, mosaici, affreschi, fontane e altri oggetti da giardinaggio per mostrare la storia dei giardini.
- Il giardino contemporaneo di Marco Pozzoli è una mostra tenutasi nel 2013 in omaggio all'architetto per i suoi quarant'anni di professione.
- Nel 2015 il Museo del Giardino di Boboli e il Giardino Bardini hanno dedicato una mostra, curata da Alberto Salvadori, alle opere scultoree di Lynn Chadwick.